# 동일본 여객철도 E231계 전동차
동일본 여객철도 E231계 전동차(일본어: JR東日本E231系電車)는 동일본 여객철도가 소유하고 있는 일반형 전동차이다.

## 개요
본 계열은 1970년대에서 1980년대 사이에 대량으로 생산한 일본국유철도 103계 전동차, 일본국유철도 113계 전동차, 일본국유철도 115계 전동차, 일본국유철도 201계 전동차, 일본국유철도 205계 전동차 등의 내구 연한이 도래하면서 이들을 모두 교체하기 위해 2000년부터 도입하기 시작한 차량이다. 0번대는 2000년 3월부터 주오·소부 완행선(나라시노 전차구)에 이어 근교형이 같은 해 6월부터 도호쿠 본선(우쓰노미야 선)(오야마 전차구), 500번대가 2002년 4월부터 야마노테 선(야마노테 전차구), 그리고 800번대가 2003년 5월부터 도쿄 지하철 도자이 선 직결 운행용으로 각각 차례차례 투입되어 현 시점에서 그 운행 범위는 우쓰노미야선, 조반선, 나리타선, 도카이도 본선, 이토선, 다카사키선, 조에쓰선, 료모선, 요코스카선, 쇼난 신주쿠 라인까지 확대되었다.
에너지 절약화와 생산 비용, 유지 관리 비용 대폭 삭감을 목적으로 JR동일본이 1990년대에 개발한 '신계열 차량'기술 외에도 운행 제어 시스템에 대한 신기술을 이용하여 그 후의 철도 차량의 개발에도 큰 영향을 주었다. 본 계열의 개발 목표로써는 '라이프 사이클 코스트의 저감'·'서비스 향상'이 있다. 본 계열은 JR동일본과 도큐 차량 제조가 공동 개발한 차량이며 도큐 차량 제조 외에 가와사키 중공업이나 JR 동일본 니쓰 차량 제작소에서도 제조되고 있다.
운용 노선은 수도권 근교구간 전역으로 확대되었으며 2010년 현재 JR 그룹에서 동일 계열의 최다 배치량수를 자랑하며 2011년 여름까지 총 생산량수는 2,736량에 이르렀다(기존의 편성 단위를 기본으로 한 2,632량과 함께 야마노테 선 6도어차 교체용 4도어차 104량. 다만 교체된 야마노테 선 6도어차 104량은 순차 폐차되어 재적수는 2,632량이다).
차량의 디자인 개발은 에쿠안 켄지 주재의 GK인더스트리얼 디자인이 담당하고 있다. 본 계열의 개발에 의해 JR 동일본은 2007년 지구온난화 방지 활동 환경 대신 표창(대책 기술 도입·보급 부문)을 받았다. 그 이유는 에너지 절약화 및 리사이클 가능 부품의 다수 사용, 한층 더 타사에서의 기술 채용(후에 서술)에 의한 철도 업계 전체의 에너지 절약 등에 기여하고 있다며 점이다. 게다가 본 계열 및 NE트레인의 개발·도입에 의해 JR 동일본은 '에너지 절약 차량의 계속적 도입과 세계 최초의 하이브리드 철도 차량의 개발·도입'이라는다는 이유로 제16회 지구 환경 대상의 문부 과학 대신상을 수상했다.

## 주된 성능

### 기기 구성
E231계 전동차는 기존의 통근형 전동차와 근교형 전동차의 구분을 통일한 일반형 전동차로서 설계되었다. VVVF 인버터 기기의 성능 향상과 주전동기의 강화(고회전에 대응한 설계인 MT73형 전동기의 채용)에 의해 근거리 통근형 전동차인 209계(기어비 7.07, 최고속도110km/h, 기동가속도 2.5km/h/s)와 동등한 가속력을 유지하면서 중거리 근교형 전동차인 E217계(기어비6.06, 최고속도120km/h, 기동가속도 2.0km/h/s)와 같은 수준의 최고속도를 달성했다. MT73형 주전동기는 미쓰비시·도시바·도요 전기제조의 3사에서 제조되었다.
제동방식은 전기지령식 공기제동과 회생제동을 조합한 방식으로, M차에서는 정지 직전까지 회생제동을 사용할 수 있다. 또한 주오·소부완행선 용의 500번대와 지하철 도자이선 직통용의 800번대는 순전기제동(純電氣制動)에도 대응한다.

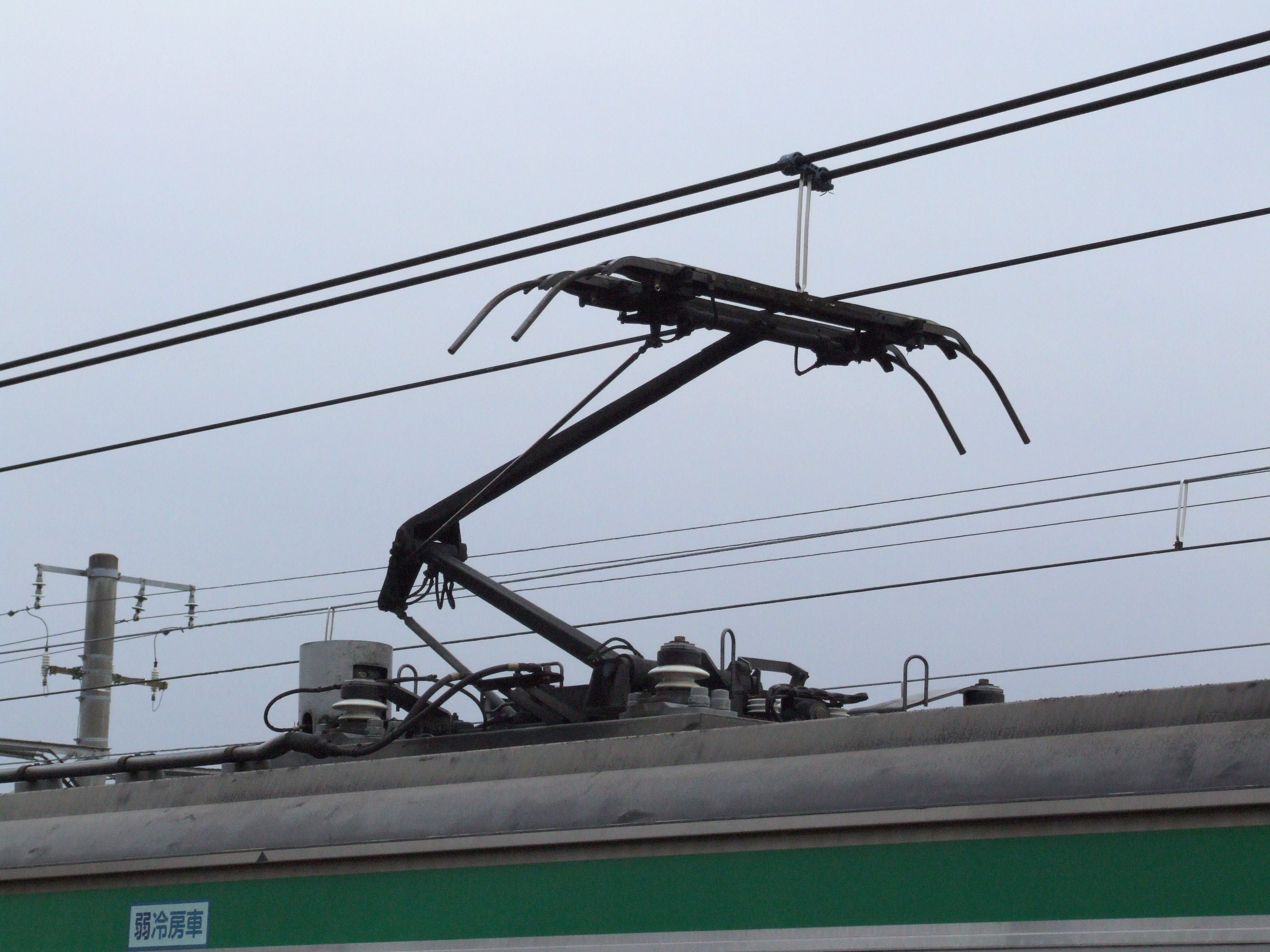
E231계에서 채용되고 있는 PS33B형 싱글암식 팬터그래프
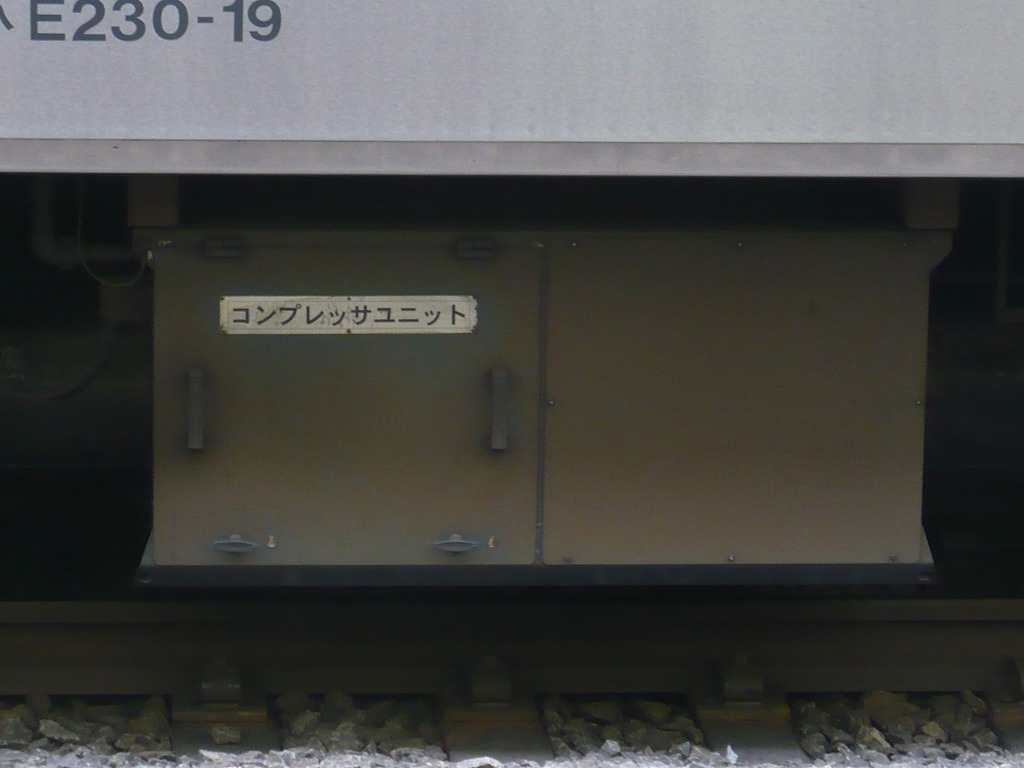
바닥 밑에 설치된 상태의 컴프레셔 유닛 박스
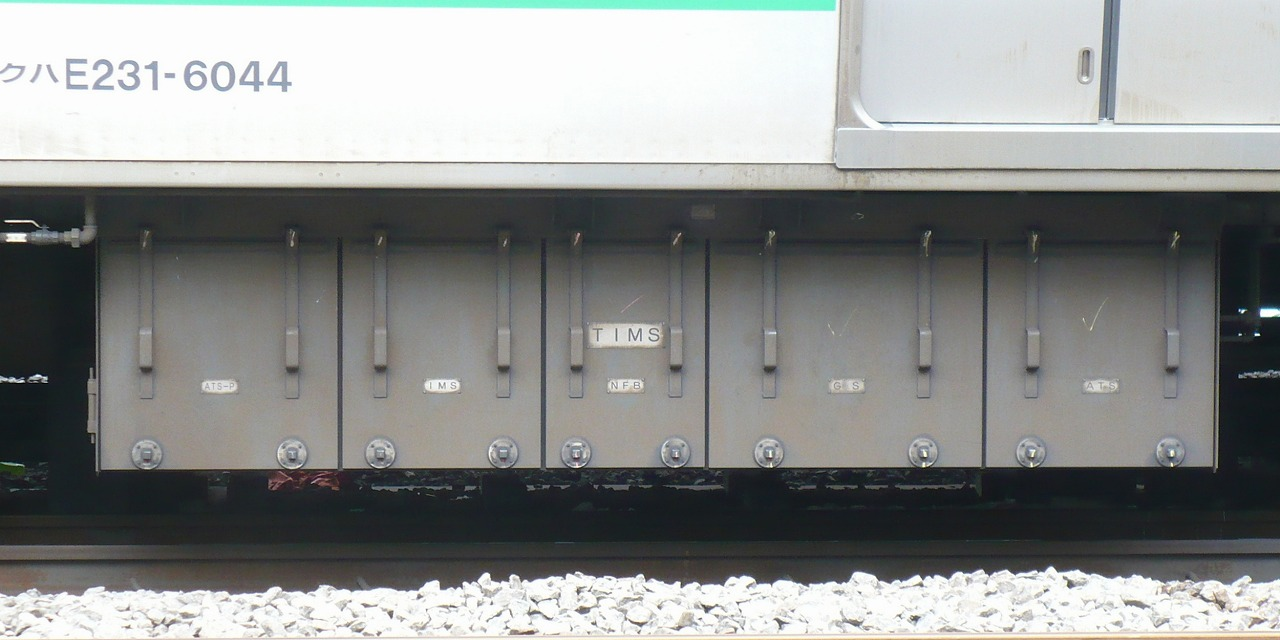
근교형 선두차의 TIMS밑 배전 박스

- 제동계통 등에 공기를 공급하는 전동 공기압축기(CP)는 209계나 E217계 등에서 실적이 있는 쿠노르브렘제제의 저소음형 스크루식을 탑재했다. 본계열에서는 제습 장치를 포함하여 장치 전체를 일체형 박스에 수납한 형태이다(압력 유닛상자).

대차는 209계와 같이 축상식(軸梁式) 볼스터리스 대차인 DT61/TR246계가 채용되었다. E217계와 같이 요댐퍼는 그린차에만 장착되었으며 보통차는 설치 준비 중이다. 또한 요댐퍼는 후년에 철거되고있다. 선두차의 대차에는 유치시의 구름방지 설치를 생략할 수 있도록 주차 제동을 설치하고 있다.

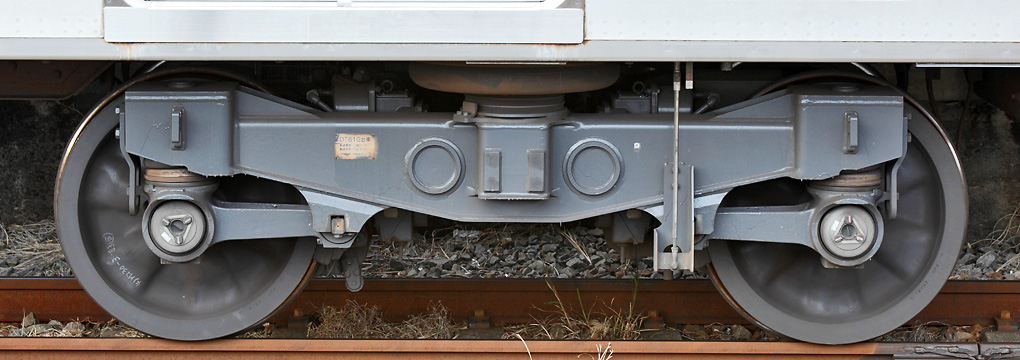
DT61계 동력 대차 사진은 DT61G형
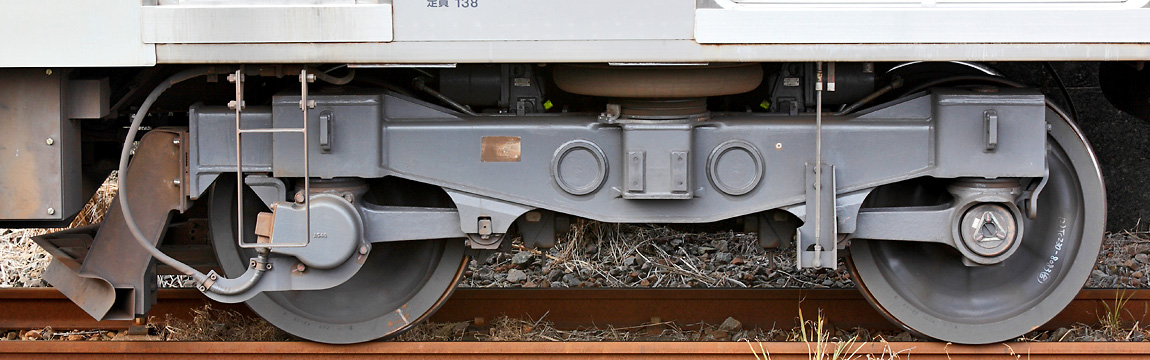
TR246계 부수 대차 사진은 배장기가 부가된 선두위치용 TR246M형
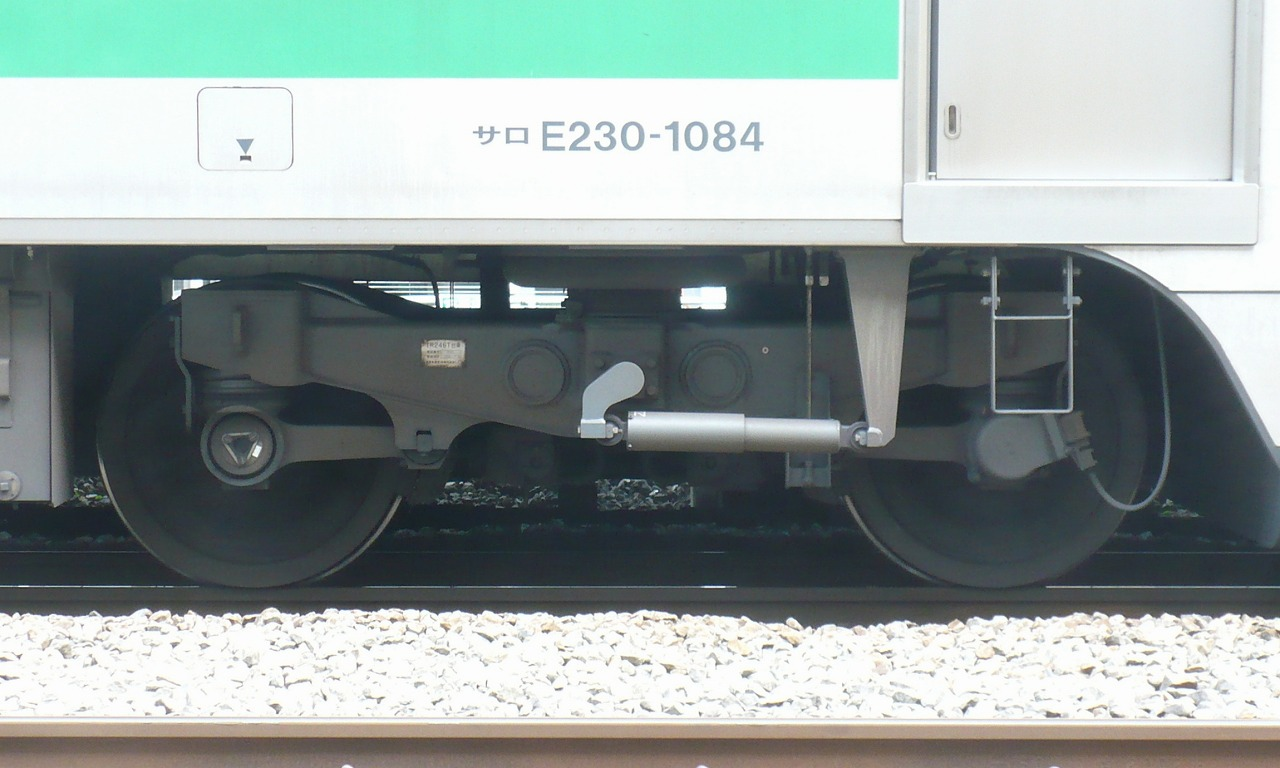
그린차용 요댐퍼가 부가된 TR246T형
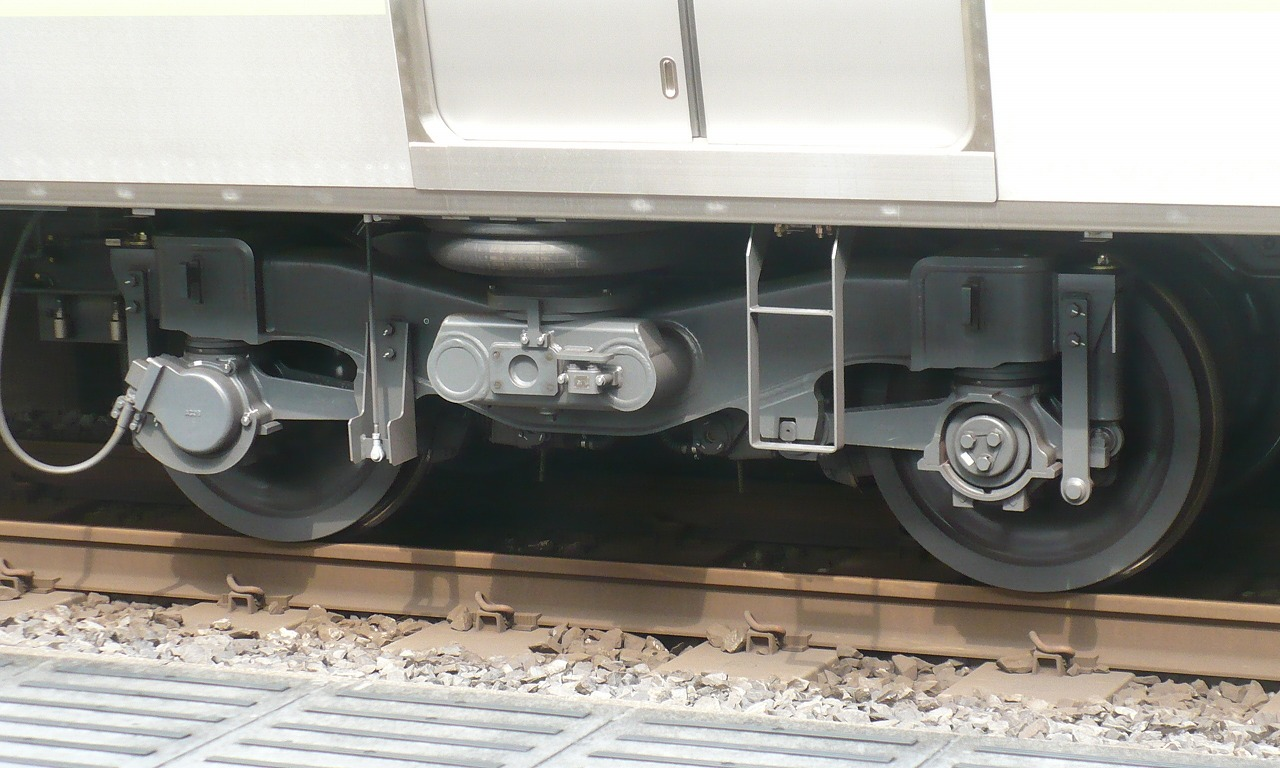
사하 E231형 4600번대의 TR255A형 대차
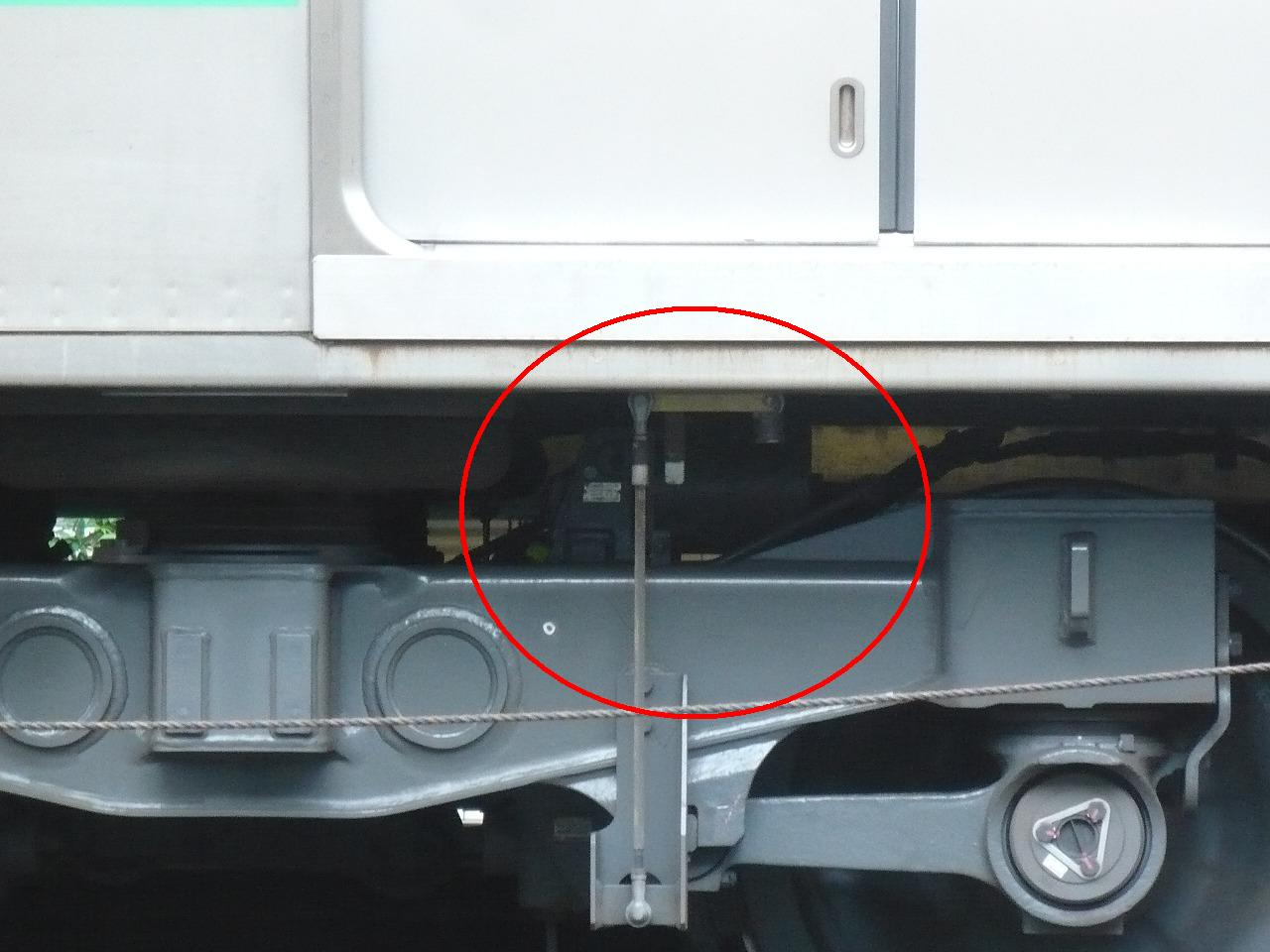
TR246M형 대차에 붙는 주차 제동용 실린더(빨간색)

집전장치로는 기존의 공기 실린더와 수동 링크를 대신한 '전자 스프링을 제외하는'방식 싱글암식 팬터그래프(PS33B형)이 채용(다만 900번대는 PS33형, 0번대의 B80 - 82편성은 PS33D형)되어 차량 높이는 전 차량 집전 장치를 접었을 때 3,980mm로 통일되어, 주오 본선(中央本線)의 협소 터널 구간의 주행이 가능하다. 그 때문에 팬터그래프가 있는 모하 E231형에는 차량 번호 전에 다카오 서쪽으로 운행 가능한 차량을 나타내는 '◆'마크가 있다.
E231계는 차량 탑재 기기의 제어 방법이 이전에 제조되던 차량 계열과 달리 비상 브레이크등을 제외한 거의 모든 기기의 제어가 TIMS(Train Information Management System)로 불리는 정보 관리 시스템을 통해 이루어지고 있다. 통신의 인터페이스로는 RS-485(전송 속도2.5Mbps)를 이용하고 있다. TIMS는, 고속 데이터 통신 기술을 이용해 열차의 동력 제어, 실내 설비, 보수 점검 등을 하나의 시스템으로 통합 관리하는 것으로, 기능별로 독립되어 있던 기존의 제어계통·전기 배선을 대폭 간소화하여 제조 비용 절감에 일조했다. 또한 각 기기의 자기진단 기능이나 동작의 기록 기능 등에 의한 차량 점검 작업의 자동화·신속화 등 점검·보수 작업의 간략화도 동시에 실현되었다.
공조 장치에는 집중식의 AU725형(계열)의 성능 48.8kW(42,000kcal/h) 또는 성능 향상을 도모한 AU726형(계열)의 58.14kW(50,000kcal/h)를 각 차량에 탑재하였다(근교형의 그린차를 제외한다). 이 공조 장치는 연간을 통해 TIMS에 의한 전자동 공조 제어(난방기·송풍기의 제어를 포함한다)를 채용하여 새로 개발된 것이다. 이것은 TIMS내의 캘린더 기능에 의한 계절 인식 기능이나 실내외의 온도나 습도·승차율 등으로부터 판단하여 '냉방·난방·제습·송풍 모드'에서 자동 선택되어 퍼지 제어에 의하여 각 차량마다 최적 제어하는 것이다.
AU725형이 탑재된 것은 기본적으로 초기에 제조된 차량이 해당되며 0번대 주오·소부 완행선용의 4도어차 전차량(후의 B80 - 82편성도 마찬가지), 0번대 조반 쾌속선·나리타선용, 500번대 1차분의 4도어차와 초기의 근교형이다. 다만 0번대 주오·소부 완행선 및 500번대에서도 문의 개구부가 큰 6도어차는 성능 향상형의 AU726형을 탑재하고 있다. 그 후 500번대 2차분 이후에 제조된 차량이나 800번대, 도카이도 선용 이후의 근교형에서는 근년의 열섬현상 등 기상 상황을 고려하여 전차량이 성능이 향상된 AU726형을 탑재하고 있다.

### 차체 설비
E231계는 차체 형상이나 장비의 차이에 의해 통근형과 근교형 2가지로 나눌 수 있다(자세한 것은 뒤에서 서술한다). 기본 설계는 공통이며 양산 효과에 의한 차량 제조비용 저감을 도모하고 있다.
차체는 경량 스테인레스제로 전면부에는 FRP(유리섬유 강화 플라스틱)가 채용되어 있다. 측창에는 녹색으로 착색된 UV(자외선)컷 유리를 채용하고 있으며 중앙부의 창문도 1매 고정창으로부터 비대칭 2분할 개폐식으로 바뀐 것으로 209계 500번대와 구별된다. 차체 구조는 E217계나 209계 500번대에 준하는 것으로 근교형 뿐만 아니라 통근형에도 2,950mm의 광폭 차체를 채용하고 있다. 단 예외로 800번대는 도쿄 지하철 도자이 선 입선을 위해 2,800mm이다. 또한 바닥면 높이(床面高)는 레일면에서 1,165mm로 낮춰졌으며 출입구 부분을 경사지게 하여 끝 부분의 높이를 1,150mm로 했다. 이것을 통해 플랫폼(1,100mm)과의 단차 해소와 저중심화를 실현하였다. E217계에서 채용된 운전실 구체의 충격 흡수구조를 본 형식에서도 채용하고있다.
| 항목               | 특성                  |
| ------------------ | --------------------- |
| 중심간 거리        | 13,800mm              |
| 측면 출입문 수량   | 4도어                 |
| 상당 굽힘 강성     | 5.8×1014(N・mm2)      |
| 상당 비틀림 강성   | 176.9×1012(N・m2/rad) |
| 굽힘 고유 진동수   | 구체 12.7Hz           |
| 비틀림 고유 진동수 | 구체 3.0Hz            |
| 주재료             | SUS301L, SUS304       |
| 구체 질량          | M차 5.1t, T차 4.8t    |

차체 형상은 제조한 차량 제작사에 따라 세부적인 부분에 차이가 있다. 이것은 각 차량 제작사마다 다른 가공 방법으로 차량의 제조를 실시할 수 있도록 약간의 사양 차이를 허용하고 있기 때문에 앞서 서술한 양산효과에 가세하여 차량 제조비용의 저감에 기여하고 있다. 구체적으로는 근교형 및 800번대에서는 차체 처면부(妻面部)의 처리·세로 물받이의 형상·문 옆 기둥의 처리·내장의 소재 등에 차이가 있다. 또한 장기간에 걸쳐 생산되었기 때문에 동일한 종류·번대라도 생산 시기에 따른 변화(각 차량 연결 부분에 관통문 설치, 경사식 호폐기구의 채용, 7명분 좌석사이 침목 방향으로 손잡이 증설, 화재 대책으로 천장 바람 토출구 소재 변경 등)가 있다.
제작사별 차이

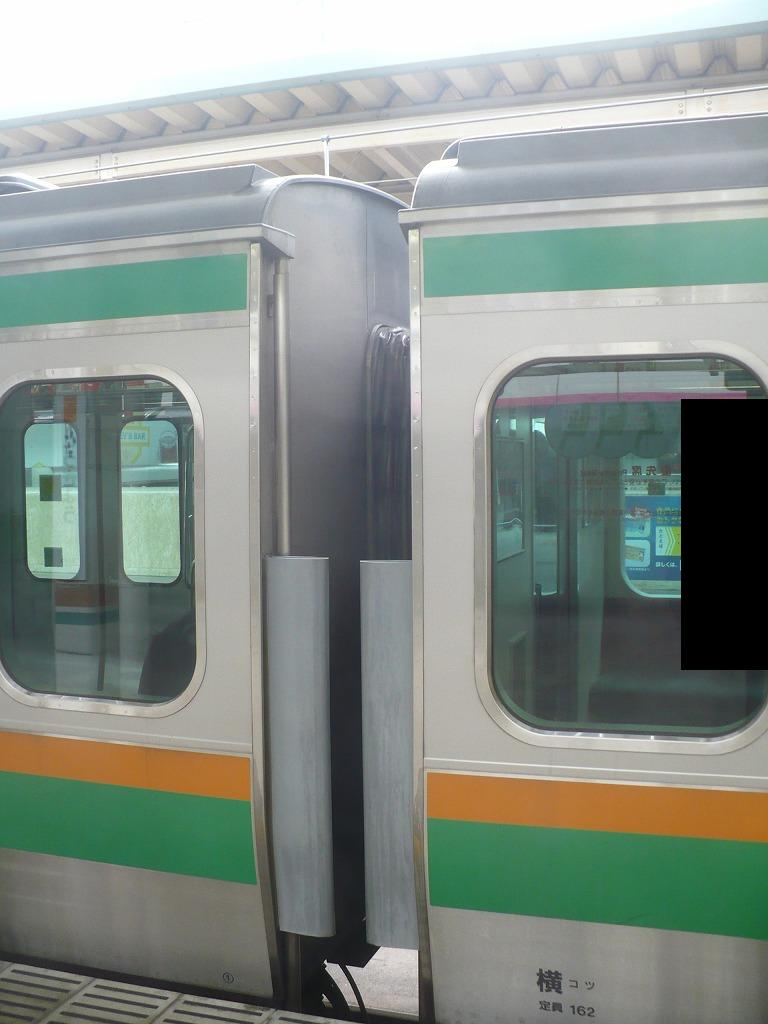
(사진1) 도큐 차량·니쓰 제작소제 처면 형상
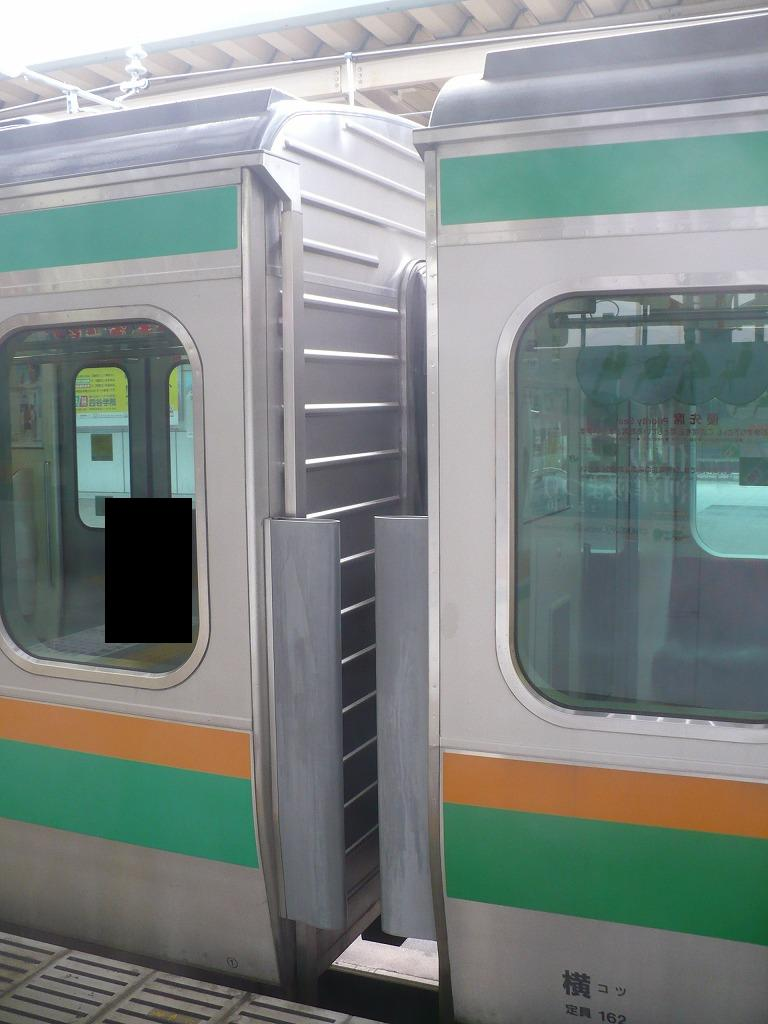
(사진2) 가와사키 중공업제 처면 형상
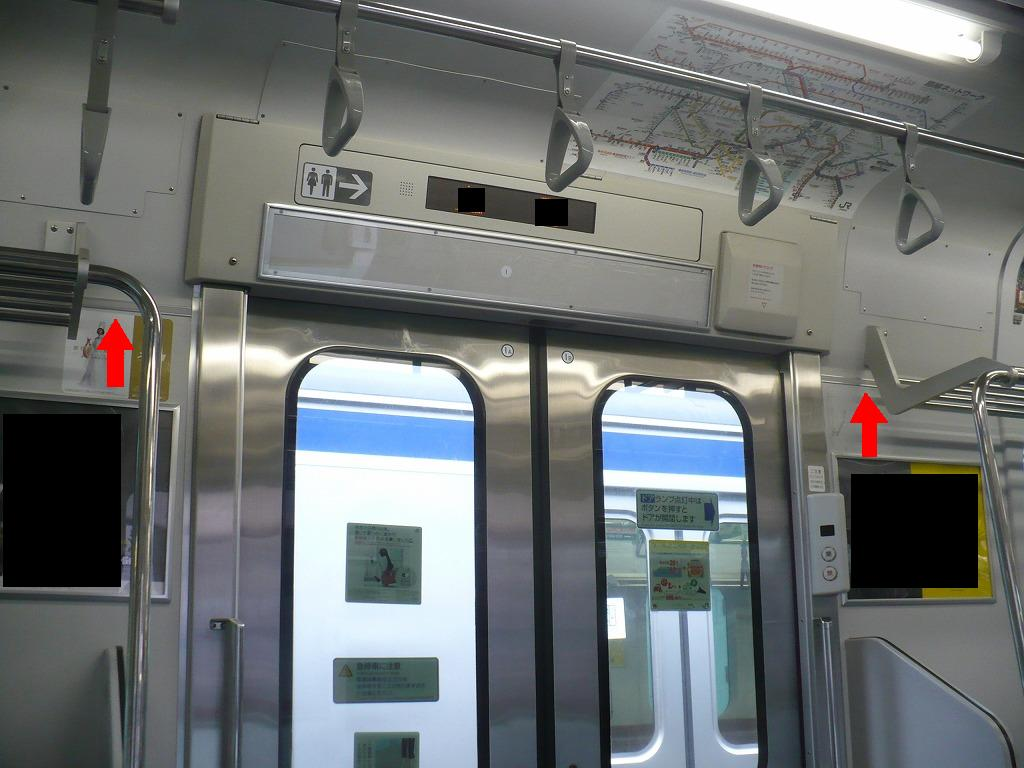
(사진3) 도큐 차량·니쓰 제작소제의 실내 출입문 주위 형상
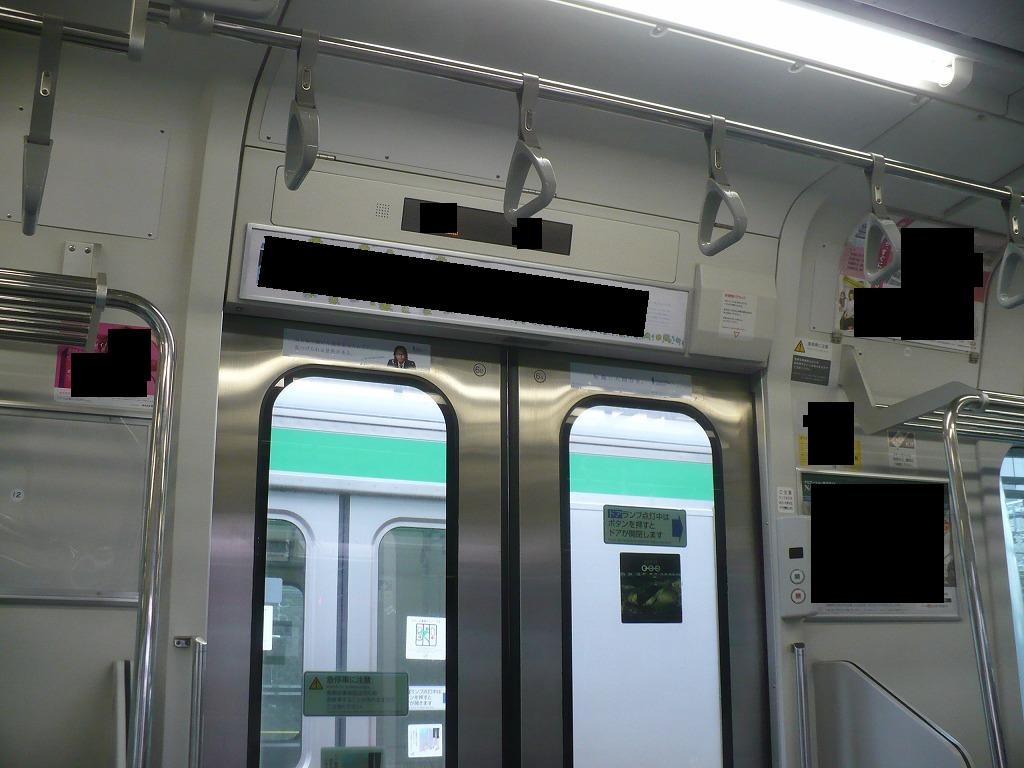
(사진4) 가와사키 중공업제의 실내 출입문 주위 형상

- 차량 외부 처면 형상은 도큐·니쓰제는 강화 비드없이 평면이 되고, 빗물받이는 환관이다. 또한 지붕과 처면의 접합부에는 단차가 있다(사진1 참조). 한편 가와사키 중공업제는 가로 방향으로 강화 비드가 있고 빗물받이 형상은 사각형 튜브이다. 또한 지붕과 처면의 접합부는 평면으로 되어있다(사진2 참조).
- 실내 출입문 주위 형상은 도큐·니쓰제는 출입문 옆에 스테인리스 부재가 사용되고 출입문 상단의 점검 뚜껑은 FRP 성형품으로 되어있다. 또한 선반 아래에 장판 이음새(빨간색 화살표)가 있다(모두 사진3 참조). 한편 가와사키 중공업제는 출입문 옆에 천장까지 일체성형 FRP 패널이 사용된 출입문 상부 검사 뚜껑은 노출되지 않는 형상으로 되어있다. 또한 일체성형을 위해 장판과 같이 이음새가 없다(사진4 참조).

전차량에 전면 배장기(스커트)가 설치되어 있지만, 2005년도 이후의 니쓰 차량 제작소제의 일부 편성에서 건널목 사고등의 피해를 경감하기 위해 V자형으로 첨가된 강화형으로 변경되었다. 덧붙여 2007년 여름 무렵부터 500번대나 초기의 근교형 등의 표준 스커트를 탑재하는 편성도 니쓰 차량 제작소제의 일부 편성에 사용되고 있던 대형 스커트(강화형)로 변경하는 개조가 시작되어 있다(자세한 것은 뒤에서 서술한다).
측창은 209계 500번대(본계열 900번대 완성시에는 이 사양)와 달리 선두차 후위집합을 제외한 각 출입문간에 있는 유리창은 모두 개폐 가능한 하강창과 고정창의 편성이 되어 있다. 이것은 정전 등 비상시의 차내 환기를 고려한 것이다. 창 유리에는 가시광선, 일사 열선, 자외선의 투과율이 낮고(가시광선 투과율 44%·일사 열선 76% 컷·자외선 96% 컷) 승용차에서도 채용이 진행되고 있는 범용성이 높은 그린색 열선 흡수 유리(UV컷)를 채용하고 있다. 이 때문에 차내의 측면창 커튼의 설치는 생략하고 있다.

### 실내 설비·방송
실내는 내판을 백색계로 하여 마루 깔개에는 회색을, 좌석표지는 청색계를 사용하고 있다(좌석표지는 500번대를 제외한다). 다만 우선석부에서는 적색의 기울기 스트라이프 무늬의 표지를 사용하고 있다. 좌석 구조는 측면 구체로 지지하는 편측식 롱시트/세미 크로스시트를 채용하고 있다. 좌석 본체는 재활용에도 배려하여 좌석 쿠션 소재에 폴리에스테르 수지 성형품을 사용하여 표지의 교체를 용이하게 하고있다. 그 후 2001년 3월 이후의 증차분에서는 안정감의 개선으로 쿠션의 개량 등을 실시하고 있다(2003년도 이후의 제조 차량은 후에 서술).
실내에서는 편리한 사용도 고려하여 0번대에서는 선반과 좌석앞의 손잡이 높이를 낮추고(209계 500번대에서는 선반 1,770mm에서 1,730mm·손잡이 1,700mm에서 1,680mm로) 있다. 또한 각 선두차의 차량 단부에는 휠체어 스페이스를 설치하고 있다(800번대를 제외하다). 차량간의 관통문은 기본적으로 각 전동차(M - M') 유닛(모하 231형 - 모하 230형)의 양단에 설치하는 것이다. 다만 화재 대책 기준의 규정 변경 후에 증차된 차량에서는 규정에 따라 경사식 자동개폐기구 부착의 관통문이 각 차량 한쪽마다 배치되어 있다. 또한 다른 계열과 같이 우선석 부근의 손잡이는 2008년 봄까지 E233계와 동일한 형식의 오렌지색으로 교체했다.
0번대 중앙·소부 완행선용의 차량 사진

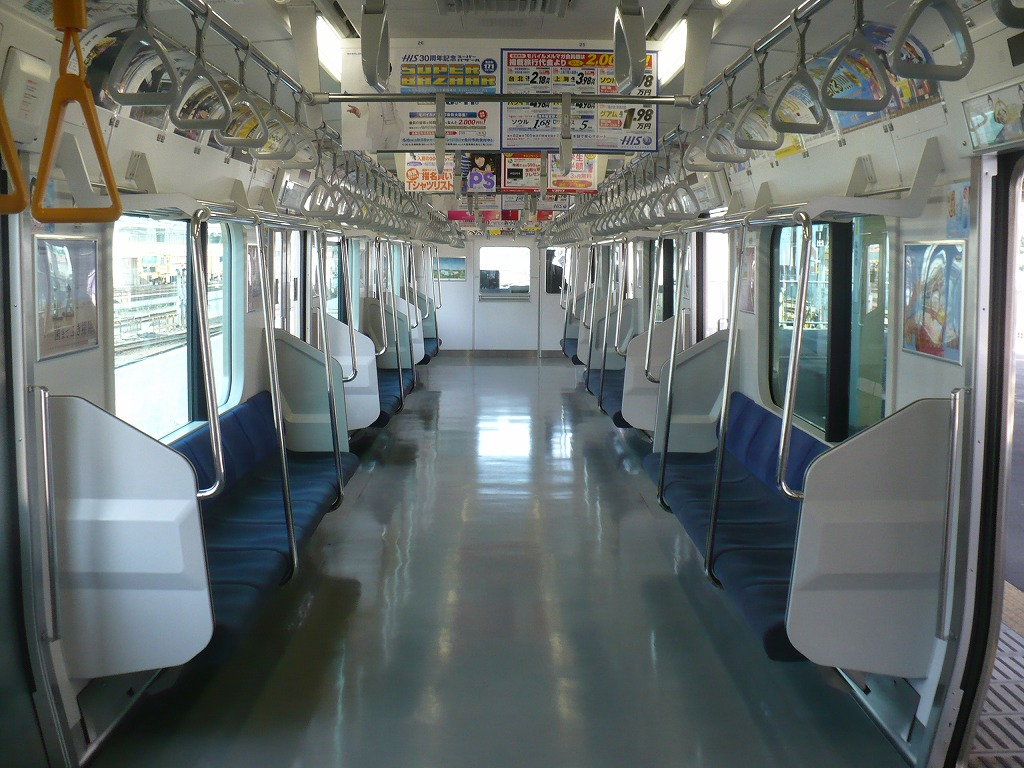
0번대 주오·소부 완행선용의 차내
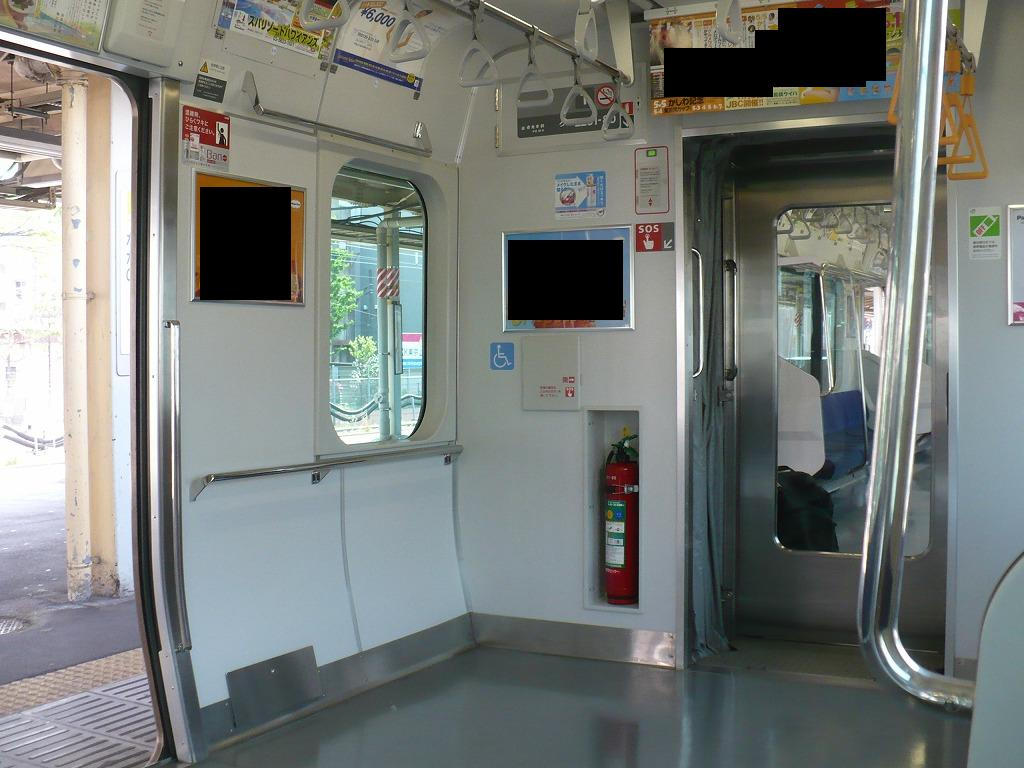
휠체어 공간
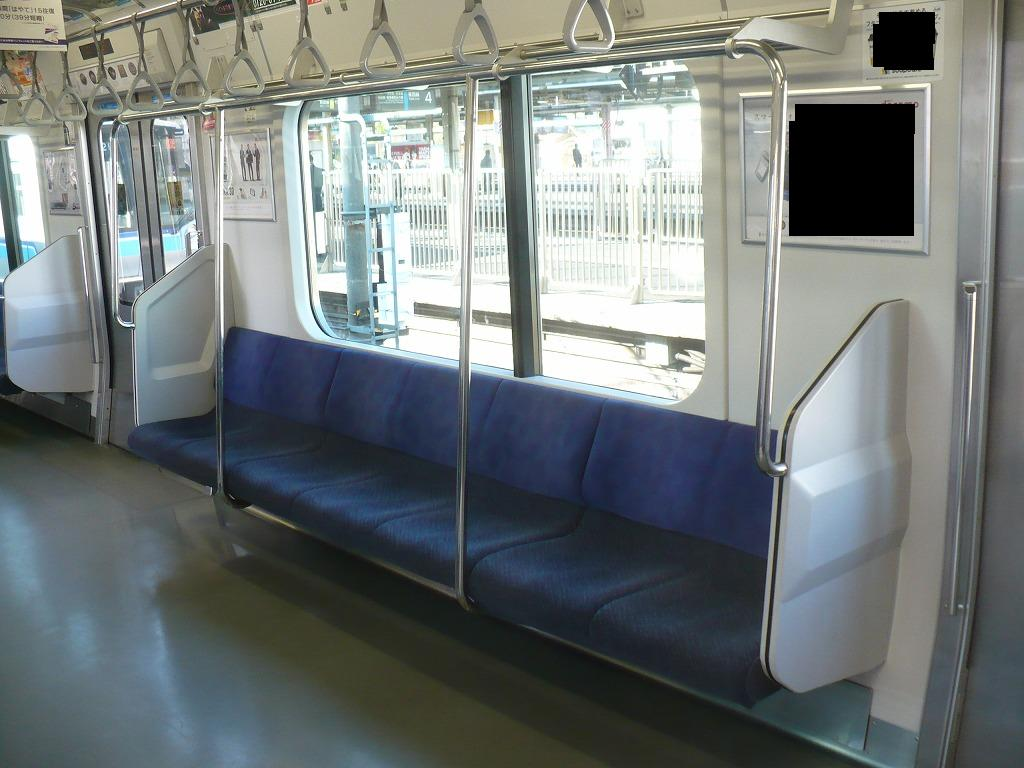
7인용 좌석
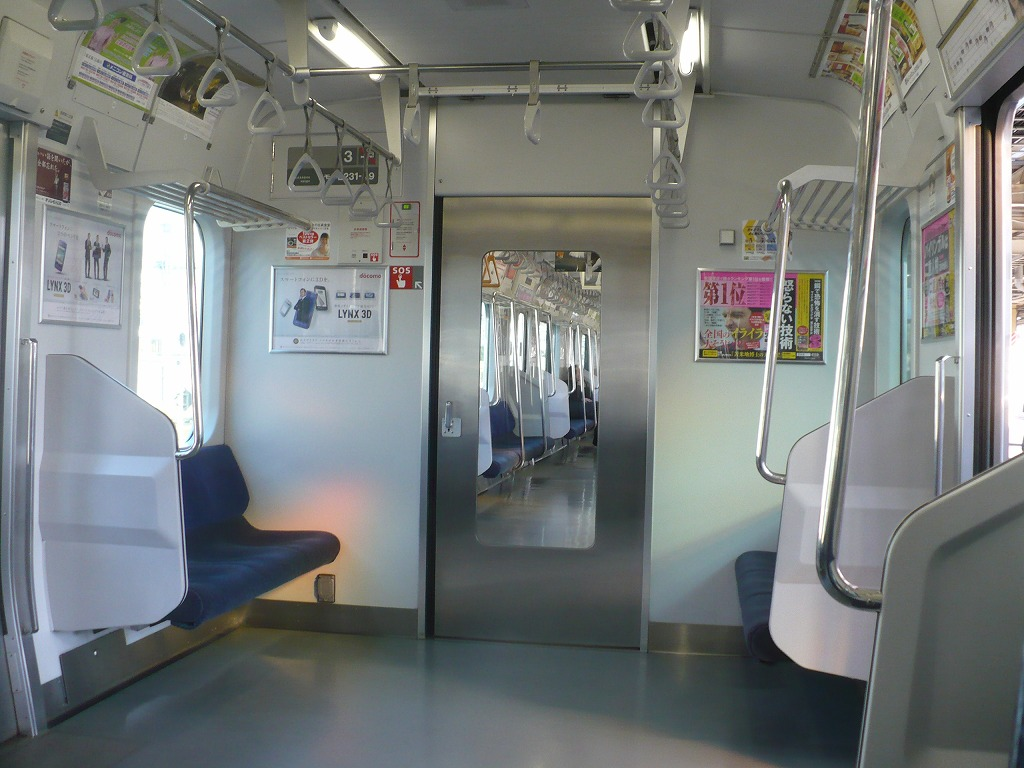
연결면과 관통문
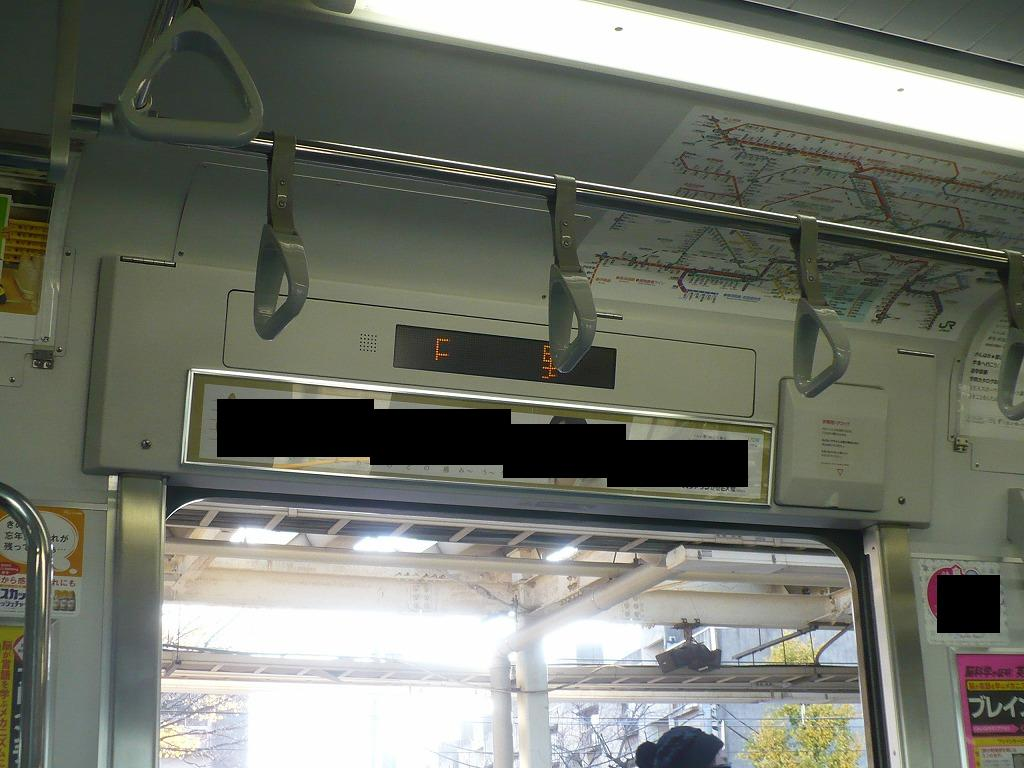
출입문 상부의 안내 표시기

차내 안내 설비에서는 도어 상부에 209계·E217계·E501계 등과 같은 멜로디를 채용하고 있다. 또한 객실내에는 LED나 트레인 채널로 불리는 액정 디스플레이에 의해 각종 정보를 표시하는 시스템이 있어 LED 방식의 경우 1단 형식과 2단 형식의 2가지 형식이 존재하지만, 공통점으로 다음역 안내가 표시되어 한자→로마자→가타카나의 순서로 표시된다. 일부의 차량에서는 승객 안내 향상 때문에 VIS라고 칭하는 정보 제공 장치를 탑재하고 있다.
2단 타입은 상단에 목적지·다음역 안내·출구 안내 등을 표시하고 하단은 시간 표시·환승 안내·뉴스·운행 정보 등을 표시한다. 또한 새로운 열차 운행 정보가 수신되었을때는 경보음이 울린다. 비상제동 사용시에는 디스플레이에 '긴급 정차합니다'라고 빨간색으로 표시된다.
- 범례: '次は上野'→'Next Ueno'→'次はウエノ'→'上野行'→'For Ueno'

덧붙여 초기에 완성된 오야마 소속차량은 '上野行'이나 'For Ueno' 대신 '行先は上野'라고 표시되고 영어 표시는 없다. 또한 주오·소부 완행선용 차량은 목적지 표시를 하지 않는다.

### 승무원실
승무원실은 기본적으로 209계에서 채용된 유닛 구조의 운전대를 채택하고 있다. 주간 제어기는 도시바의 왼손 조작식 원핸들 마스콘을 채용하고 있다. 보안 장비는 비상정지장치(EB 장치)와 긴급열차방호장치(TE장치)를 표준 탑재하고 있다. 각 형식 모두 승무원실 내부에는 이상시 비상 사다리로도 사용할 수 있는 보조 좌석이 설치되어 있다.
0번대·500번대·800번대, 근교형의 초기 완성차에서는 아날로그식 속도계·압력계·각종 표시등류를 배치하고 TIMS 모니터 1화면을 마련하고 있다. 또한 정보제공장치(VIS)를 탑재한 조반 쾌속선용 0번대와 500번대에서는 향후의 정보량 증가를 고려하여 계기판 오른쪽에 TIMS 제2모니터 화면의 준비가 되고있다.
그 후 도카이도 선 방향의 이후 근교형에서는 시인성과 관련된 기능성, 비용 절감 등을 위해 속도계·압력계·각종 표시등류를 액정 모니터 화면(LCD)에 집약 한 글래스 콕핏 방식으로 변경했다. 이 방식의 경우 액정 모니터는 3화면이 준비되어 왼쪽부터 제1 미터 표시기, TIMS 지시기, 제2 미터 표시기로 구성되어 1화면이 고장나더라도 서로 백업할 수 있는 등 중복성이 확보되어 있다. 승무원실 후면 칸막이는 운전석 배후에 비상 구출구, 중앙에 차광막있는 대창, 조수석 측에 칸막이문 창을 배치하는 것이다. 또한 중간 증비차에서는 대창부 아래에 매립형 난간이 설치되어 있다.

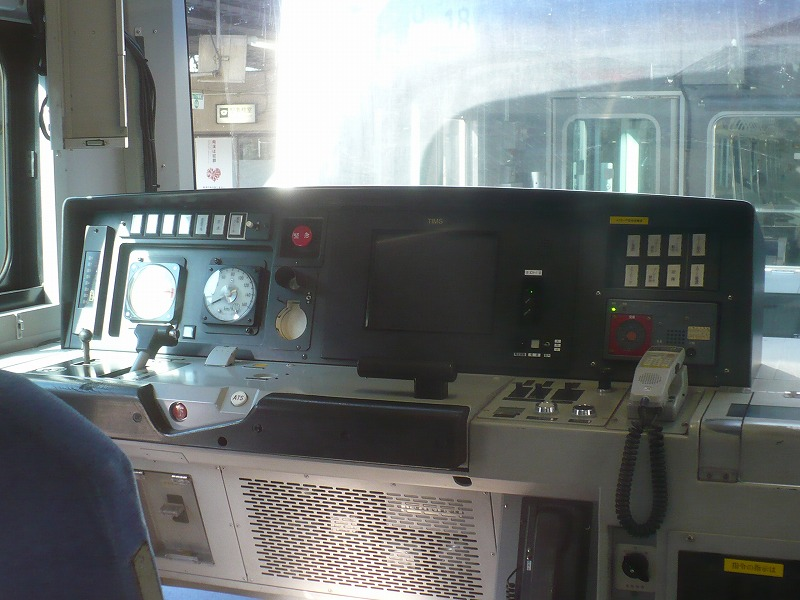
근교형 초기차의 운전대. 표시등·계기류는 아날로그식
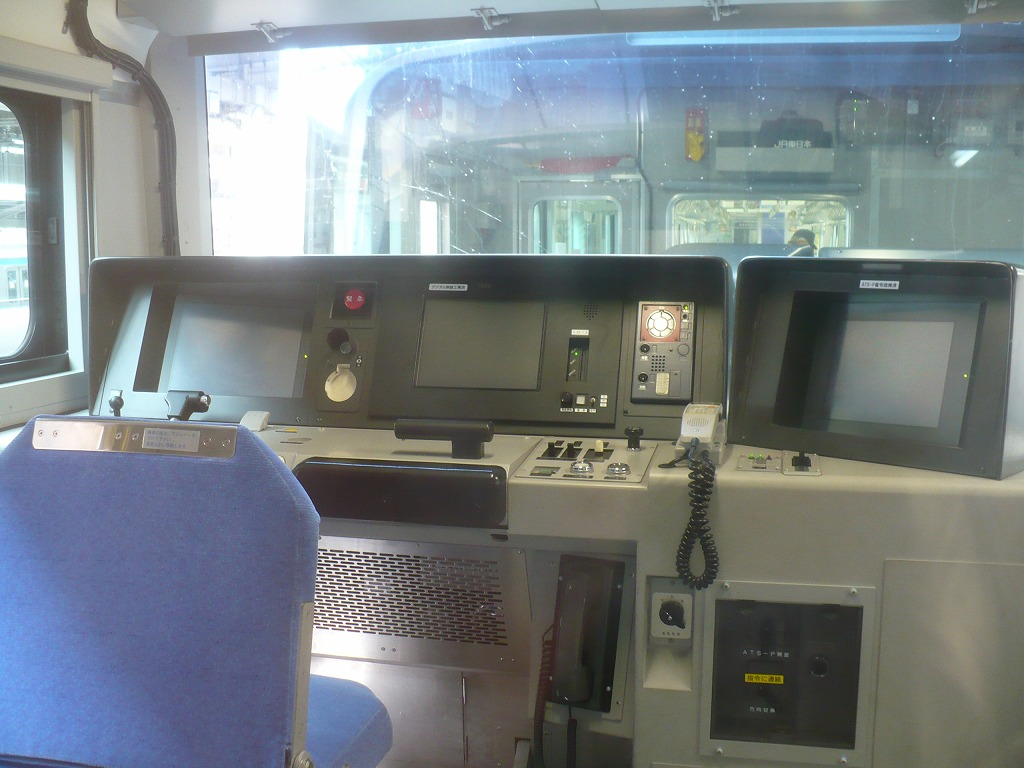
근교형 후기차 운전대. 표시등·계기류는 액정화면화
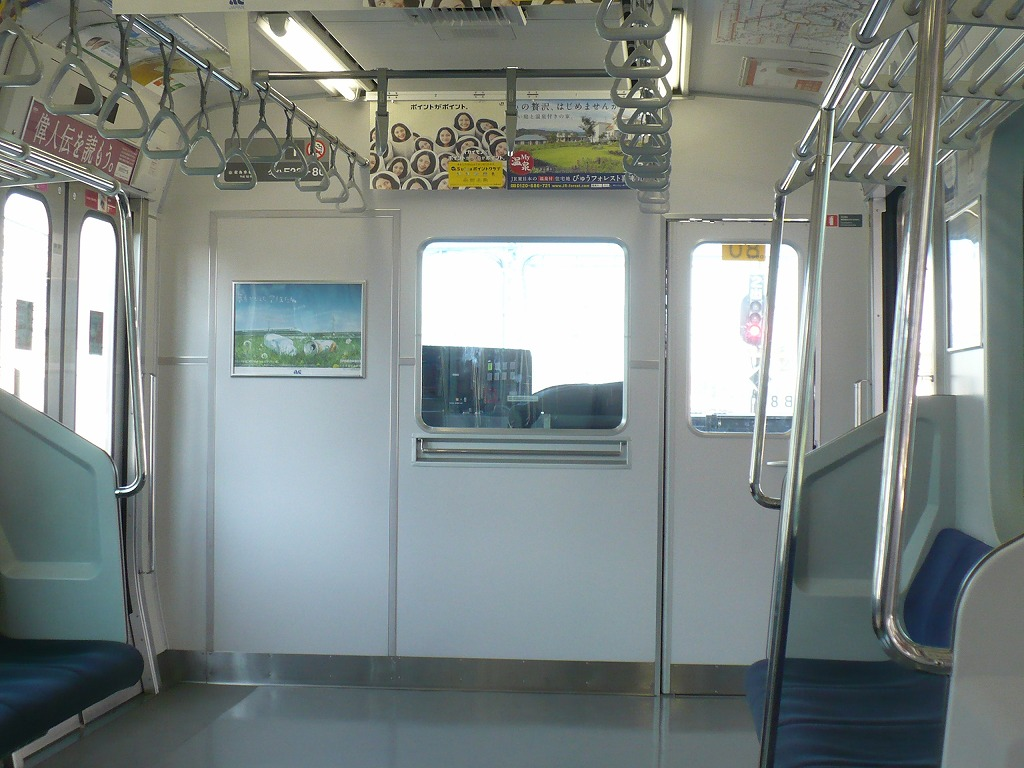
0번대의 승무원실 후면 칸막이부. 중앙창 하단에 난간을 설치

## 계통별 특징

### 통근형

#### 개요
통근형은 가까운 유형 정도는 아니나 전면 강화 구조를 채용하고 있다. 전조등은 창 아래 배치 실드빔식을 사용하고 있다. 모든 차량이 롱시트로 구성되어 있는 사양이다. 주전동기의 제어장치로서 IGBT 소자(IPM 패키지)를 이용한 3레벨 VVVF 인버터(미쓰비시 전기제)를 사용하고 있다. 보조 전원 장치는 IGBT 소자를 사용한 정지형 인버터(SIV 용량 210kVA)를 채용하고 있으며 SC61형 또는 SC62형(양산형은 SC61A형 또는SC62A형)을 10량/11량 편성으로 2대 탑재한다(5량 편성 1대). 그러나 용량 향상형의 에어컨을 가진 500번대 2차 도입분과 800번대는 소비 전력이 증가하기 때문에 편성에서는 3대 탑재한다.

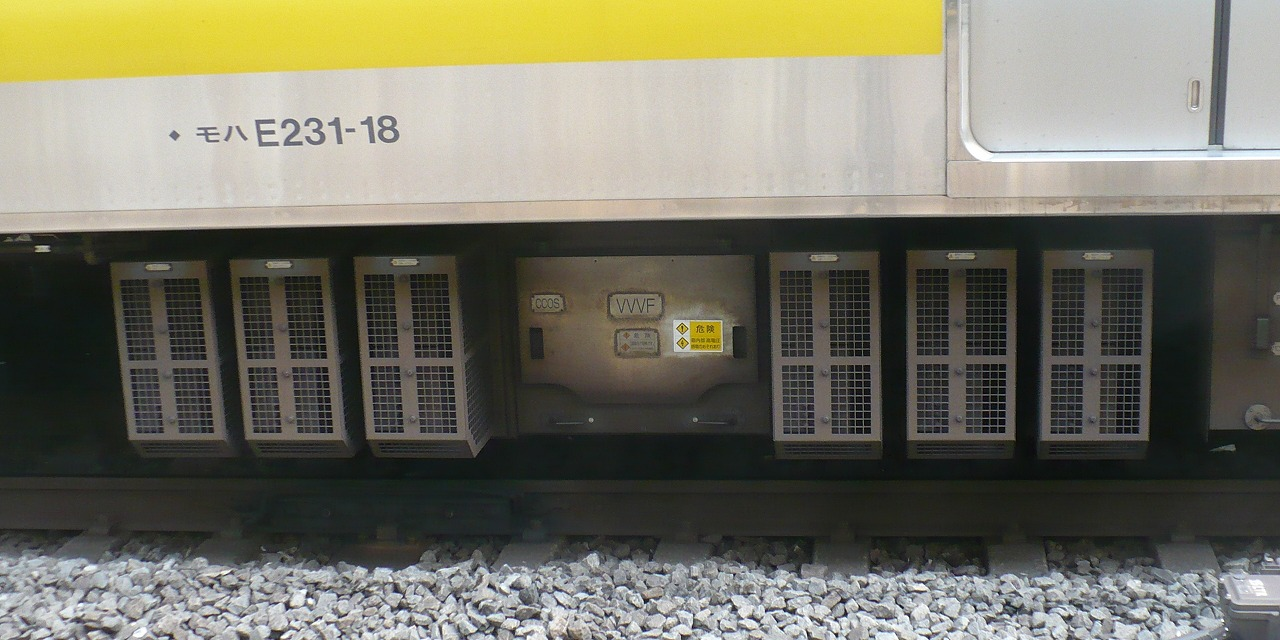
0번대 주오·소부 완행선용 SC60A형 VVVF 인버터 장치
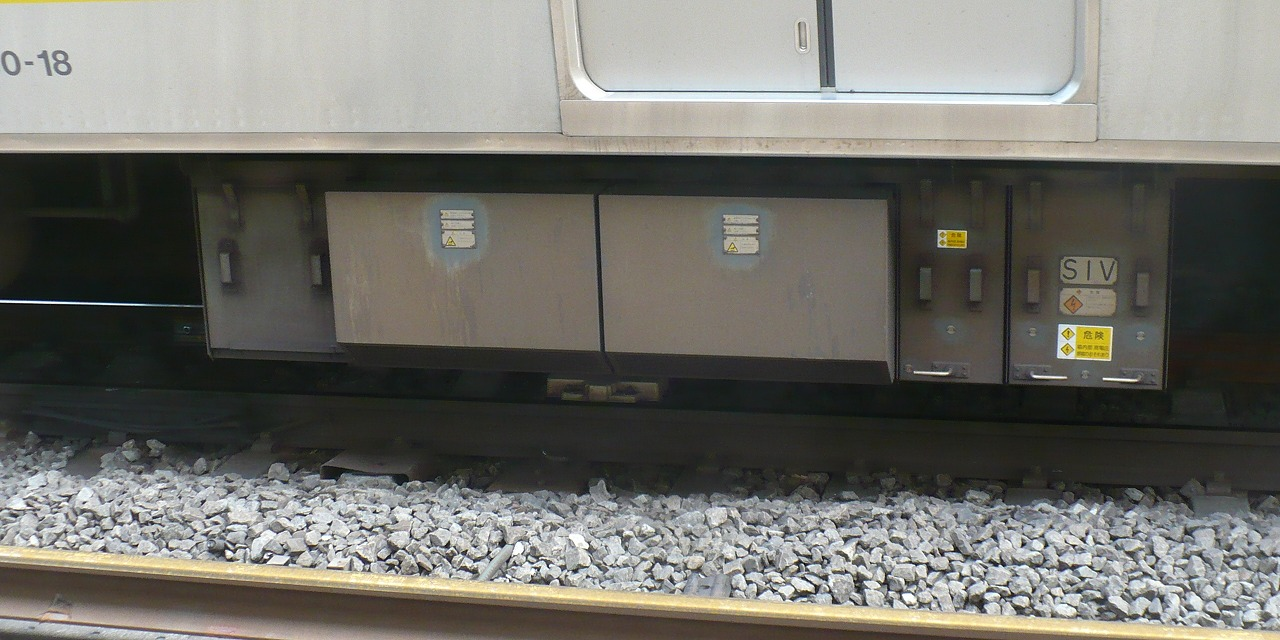
SC61A형 정지형 인버터 장치(도시바).
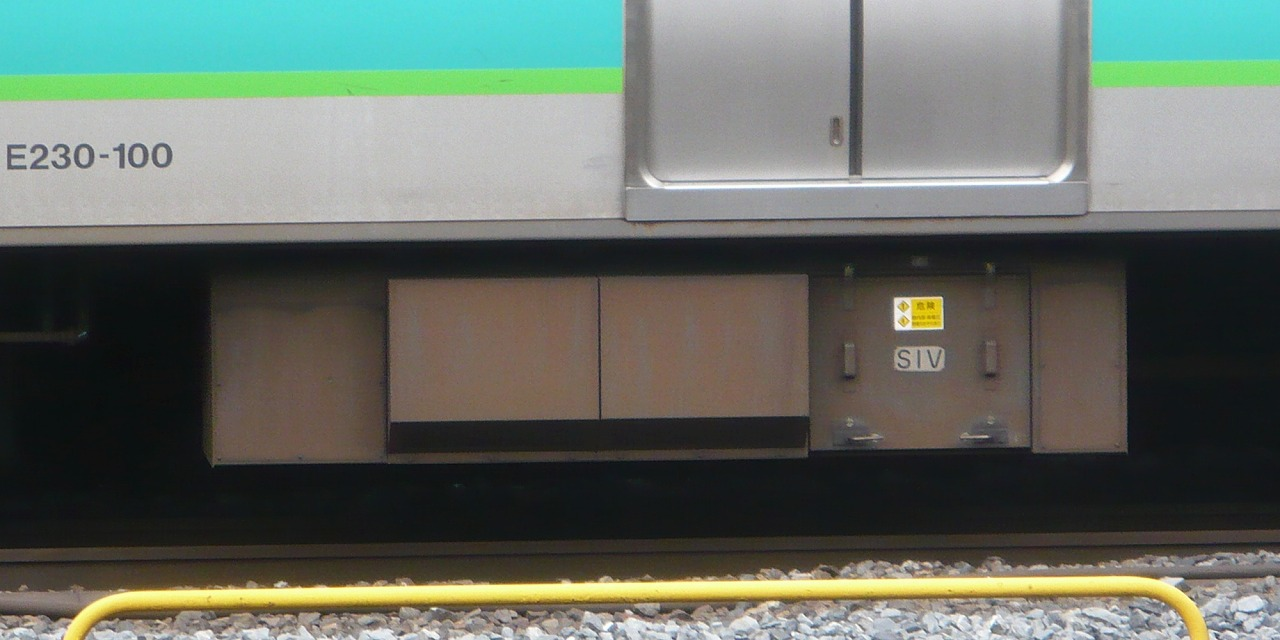
SC62A형 정지형 인버터 장치(후지 전기)

출입문은 안전장치 부가 전기 스크루축 구동이 기본이지만, 900번대와 마쓰도 차량센터에 새로 제조되어 배치된 차량은 리니어 모터식을 채용하고 있다.

#### 900번대

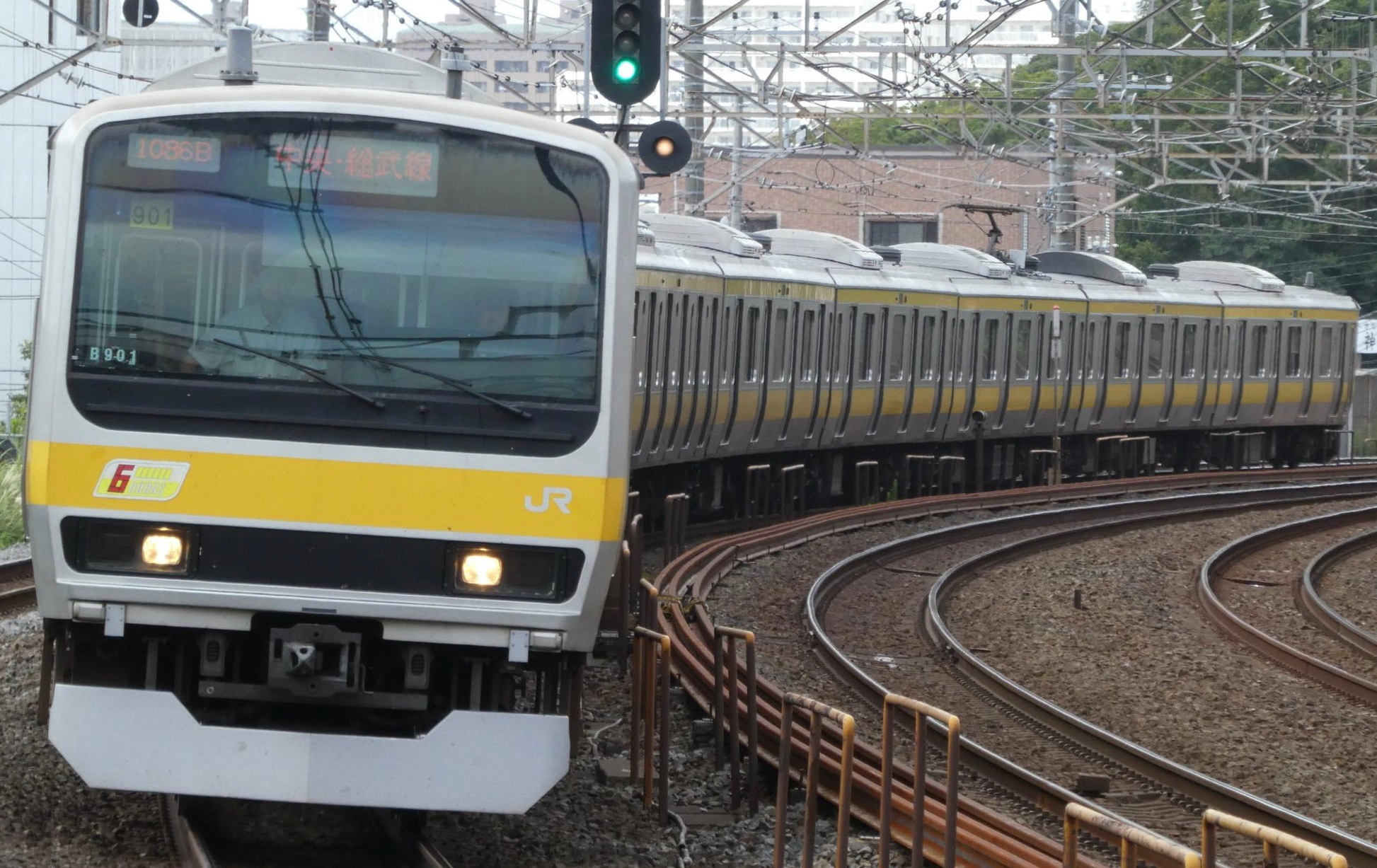
E231계중 양산 선행차량인 900번대

1998년 10월에 도큐 차량제조와 JR동일본 니쓰 차량 제작소에서 신조된 본계열의 시작차로 등장 당초는 209계 950번대라고 칭하고 있었다.
- 운용구간: 주오・소부 완행선…（타치카와） - 미타카 - 신주쿠 - 오차노미즈 - 긴시초 - 치바
  - 이른 아침, 심야에 한정해 주오 본선의 무사시코가네이 또는 다치카와까지 연장 운행한다.
- 차체 띠의 색: ■ 카나리아 옐로(노랑 1호)
- 소속 차량수: 미타카 차량센터…10량 1편성(10량）

1992년의 901계(→209계 900·910·920번대)를 효시로 하는 JR동일본의 신계열 전동차 개발은 209계와 E217계, 거기에 E501계에 의해 그 기초를 확립했지만 모두 등장 후 5년 이상이 경과했기 때문에 그 사이의 기술 진보를 반영한 '제2세대' 차량의 시작차로 생산되었다.
차체의 기본적인 구조는 같은 시기에 생산되고 있던 209계 500번대와 거의 동일하지만 '개요'에서도 적었듯이 제어·동력계는 이전 모델보다 변화하여 TIMS(열차 정보 관리 시스템)와 새로운 동력 장치가 채용되어 본계열의 기술적 기초를 확립했다. 900번대의 VVVF 인버터 장치는 시작차라고 하는 의미도 있어 미쓰비시 전기의 3레벨 인버터(후에 통근형에서 채용)와 히타치 제작소의 2레벨 인버터(후에 근교형으로 채용) 2종류가 1유닛씩 탑재되어 1편성으로 서로 다른 구동음이 인버터 장치 및 모터로부터 발생하는 것이 특징이다.
그 외의 특징으로서는 측면창은 209계 500번대와 같은 종류로 개폐 가능한 것은 4매(선두차는 2매, 후에 중앙창에 209계 등과 같은 수법으로 개폐화 개조를 했다.)이다. 측면 유리창에 대해서도 0번대와는 달리 가시광선 투과율 약 41% 회색으로 착색된 열선 흡수 유리를 사용하고 있다. 차내의 손잡이도 0번대와는 달리 209계와 동일한 매달린 고리 형상으로 되어있다.
차량 밖 LED 표시기 폰트의 변경, 집전장치로서 전자열쇠 방식의 싱글암식 팬터그래프 채용, 편성 가운데 5호차에 6도어차를 도입하여 선두차의 전면과 출입문 상부에 '6 DOORS'의 스티커가 있다. 또한 완성 당시에는 5호차에 연결하고 있지만 시험을 위해 2호차로 연결 위치를 변경하는 것이 가능하게 하고있다. 6도어차는 4도어 차량과 구조가 달라 측면 창이 측면 5곳 중 3곳에서만 개폐하는 것 외에 비상시에는 환기 용량 부족이 발생할 수 있어 연결면 상단에 비상 통풍구가 설치되어 있다. 이들이 후에 서술하는 0번대에 적용되고 있다. 출입문 개폐장치로 4도어 차량에 리니어 모터식 장치가 시범적으로 도입되어(6도어차는 스크루식) 근교형에 채용되었다. 다만 실제로는 출입문 1곳당 2개의 리니어 모터를 사용하고 있는데 비해 근교형에서는 1개의 모터에 의한 2개 출입문 연동 방식이다.
또한 보안장치로 ATS-P 외에 ATS-SN을 탑재(0번대 주오·소부 완행선용은 ATS-P형)하고 있는 것 외에 전면 열차 번호의 표시가 미묘하게 달라 실제로는 '0601 B'와 같이 공백의 부분이 0으로 표시되는데 비해 0번대 주오·소부 완행선용은 601B로 표시된다. 그 외에 JR 로고의 위치도 양산차의 노선색상부에 비해 본 계열에서는 209계 500번대 같은 위치인 도어포켓부에 부착되어있다. 이후 등장시에는 '근교형 교체용'의 자리매김으로 행선 표시기의 메모리내에 우쓰노미야 선·다카사키 선 역명의 일부가 포함되어 있던 것도 특필할 수 있지만 양산화 개조시에 삭제되었다.
1998년 10월 주오·소부 완행선을 중심으로 209계 500번대의 투입과 함께 성능 시험등이 행해져 1999년 3월말에 해당 노선에 영업 운전을 개시했다. 그 후 대량생산차의 등장에 수반해 2000년 6월에 E231계 900번대로 개번 되었다. 형식상은 '시작차'로서 자리매김되고 있으나 그 등장으로부터 1년반 후에 거의 동일한 사양으로 0번대가 투입된 것을 감안하면 차량의 완성도는 높았고 사실상의 '양산 선행차'였다고도 생각할 수 있다(JR 동일본의 차량 도감에서는 '양산 선행차'라고 하고 있는 것 외에 도큐 차량 제조와 함께 생산을 담당한 니쓰 차량 제작소에서의 안내에서는'양산 선행 시작차'로서도 소개되고 있다). 또 대량 생산차량의 등장을 기다리지 않고 철도 친우회의 2000년 로렐상에 선정되는 등 신세대 차량으로서의 기술적인 선진성은 높게 평가되었다.
편성 번호는 등장시 201계나 당시 차량이 부족하고 다른 노선에서 차입중이었던 103계 '미트 23'의 속번으로서 재적 편성에서는 최종 번호의 '미트 24'였지만 201계의 운용 종료후에는 다른 0번대 편성이나 209계 500번대 편성과 함께 선두차의 차량 번호로 고칠 수 있어 '미트 B901'로 되어 있다.
이 편성은 2005년 제조분 이후의 근교형에 장착된 것과 같은 V자 대형 형상의 스커트로 교환되어 우선석 부근의 가죽도 E233계 타입으로 교환이 끝난 상태이다. 또 2008년 봄부터 자동 안내방송의 사용을 개시하고 있다.

#### 0번대

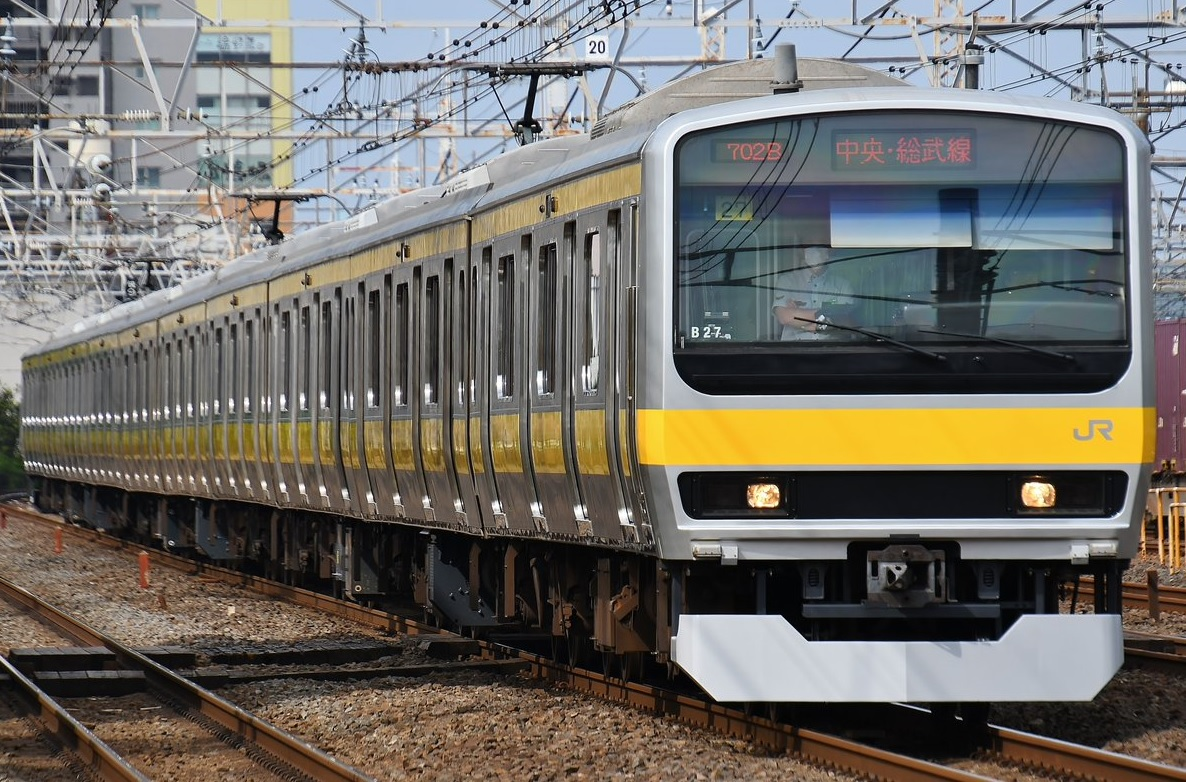
아키하바라역에 입선하는 주오·소부선 각역 정차 E231계(2019년 5월 19일 촬영)

2000년 3월 13일에 주오·소부 완행선용이 영업 운행을 개시했다. 처음에는 103계와 201계의 교체가 급선무였던 주오·소부 완행선에 투입되었으며 2002년 3월부터는 조반 쾌속선과 나리타선(아비코~나리타간)에도 투입되었다.
2020년 3월 14일부터 6비차가 모두 폐차되었으며, 현재는 6개 편성이 츄오 소부선에서 운행중이다.

##### 주오·소부 완행선
- 운용구간: 주오·소부 완행선 각역정차 미타카 - 신주쿠 - 오차노미즈 - 긴시초 - 지바
- 차체의 띠의 색: 카나리아 옐로 ■(노랑 1호)
- 미타카 차량센터 소속 10량 45편성(450량)
  - 초기에는 1999년 말에서 2001년도(2000년 2월 - 2001년 11월)에 걸쳐 10량 편성 40개(400량)가 103계·201계·205계 대체용으로 집중 투입되었다(이 가운데 초기의 3개 편성은 도큐 차량 제조·남는 37개 편성은 니쓰 차량 제작소제)[16]. 투입 당초 현재의 미트 B1 - B5·B10 - B19·B26·B27편성이 나라시노 전차구에 투입되고 또한 미트 B6 - B9편성이 미타카 전차구에 일단 투입한 후에 나라시노 전차구로 전속되고 있었지만, 모두 해당 전차구의 무배치화로 미타카 전차구에 전입했다.
  - 상기 초기 그룹 제조의 2000년도(2000년 11월)에는 게이힌 도호쿠 선·네기시 차량의 D-ATC 장착 개조에 따른 예비차량 확보를 위해 주오·소부 완행선용 209계 500번대 2개 편성이 우라와 전차구로 전속했기 때문에 그 대안으로 2개 편성(B26· B27편성)이 투입되었다[16].
  - 그 후 2002년 12월의 다이아 개정으로 지하철 도자이 선으로 직결운행이 감편되어 301계 1편성 10량이 폐차되었기 때문에 그것을 교체하는 형태로 1편성 10량이 각각 추가로 제조되었다[16].
  - 게다가 2006년에는 게이힌 도호쿠 선·네기시 선에 209계 900번대 3개 편성의 교체용으로 같은 노선의 500번대 3편성이 전속하게 되어 있어 그 보충으로 3편성(미트 B80 - B82편성)이 신조되었다[17]. 또한 이러한 전속분의 보충 차량은 전량 도큐 차량제이다. 이 그룹에서는 먼저 완성한 차량에 준한 사양이지만 비슷한 시기에 완성이 시작된 E233계의 설계 개념을 도입하고있다.
    - 측면 4곳 가운데 3곳의 출입문을 폐쇄하는 '3/4 닫기'(도어 컷) 스위치를 설치
    - 차량 외부 스피커 설치 공간의 준비 공사(승무원 실에 대응 한 준비 공사).
    - 승무원 실내의 문 스위치에도 스피커 설치시에 필요한 스위치의 설치 공간이 갖춰져 있다.
    - 각 연결부쪽에 E233계 타입의 경사식 걔폐기능 부가 관통문 설치
    - 디지털 무선 안테나 2개 설치
    - 팬터그래프는 E233계와 같은 PS33D형을 사용

그러나 제어장치 등의 주행기기는 기존 차량과 같이 되어있다. 또한 에어컨에 대해서도 용량 향상형이 아닌 기존 차량과 같은 사양이 되고있다.
- 당번대 구분을 운용하는 열차는 원칙으로 열차 번호의 말미가 B이다. 다만 운행 상황에 의해 C운용에 E231계를 사용하거나 반대로 B운용에 209계를 사용하는 경우가 있다.
- 5호차에 6도어차(사하 E230형)를 연결하고 있다. 좌석은 접는 식으로 되어있어 평일의 첫 전동차에서 오전 10시 사이에는 수납 상태로 고정되어 있으며 오전 10시를 지난 시점부터 사용할 수 있게 되어 있다. 또 선두차의 전면과 6도어차의 문의 상부에는 '6 DOORS'라고 쓰여진 스티커가 붙여져 있다.
- 측면의 LED는 행선지와 '주오·소부선' 표시를 교대로 한다. 표시 내용은 209계 500번대와 같지만 폰트 등이 약간 다르다.
- 2008년 3월까지 전편성이 2005년 제조분 이후의 근교형에 장착된 것과 같은 V자 첨형상의 대형 스커트로 교환되어 우선석 부근의 손잡이도 E233계 타입으로 교환되었다.
- 2008년부터 전편성에 자동 방송의 사용을 개시하고 있다.
- 0번대는 주오·소부 완행선용으로 미타카 차량 센터에 배치되었다.

0번대・900번대 편성 조성
|           |                      | ←지바미타카·다치카와→ |               |                  |                |                        |               |               |                  |                |                 |
| 호차      | 호차                 | 1                     | 2             | 3                | 4              | 5                      | 6             | 7             | 8                | 9              | 10              |
| 형식      | 형식                 | 쿠하 E231 (Tc)        | 사하 E231 (T) | ＞ 모하 E231 (M) | 모하 E230 (M') | 사하 E230 (T') 6도어차 | 사하 E231 (T) | 사하 E231 (T) | ＞ 모하 E231 (M) | 모하 E230 (M') | 쿠하 E230 (Tc') |
| 탑재 기기 | 탑재 기기            |                       |               | VVVF             | SIV,CP         |                        |               |               | VVVF             | SIV,CP         |                 |
| 차량 중량 | 209계 950번대 완성시 | 25.6t                 | 22.6t         | 28.3t            | 28.5t          | 23.8t                  | 22.6t         | 22.6t         | 28.3t            | 28.5t          | 25.6t           |
| 차량 중량 | 0번대 완성시         | 25.7t                 | 22.2t         | 28.4t            | 28.3t          | 23.6t                  | 22.2t         | 22.2t         | 28.4t            | 28.3t          | 25.7t           |

야마노테선의 6도어 부수차 교체를 목적으로 니쓰 차량제작소에서 4도어 부수차(자세한 것은 뒤에 서술)가 신조되고 있지만, 부수차는 단독으로 시운전을 실시할 수 없기 때문에 이 계열의 제동 장치는 TIMS를 통해 실시하는 것으로 기관차 견인에 의한 배급 운송시 제동을 작용시키기 위해 제어차(쿠하·TIMS 중앙장치 탑재)와 TIMS에 전원을 공급하는 전동차(모하)가 필요하다.
이로 인해 B27 편성이 2010년 도쿄 종합 차량센터에 전량 배치되어 부수차를 뺀 제어차(쿠하)·동력차(모하) 6량만이 사용되고 있다. 사용된 6량은 신조된 부수차의 시운전·배급 수송외에 폐차 되는 사하 E230형(6비차)의 나가노 종합 차량센터로의 배급 수송에 사용되어 모두 편성의 중간에 대상이 되는 부수차를 4량 편입한 형태로 시운전·배급 수송이 실시된다. 사용된 부수차 4량은 도쿄 종합 차량센터에 보류차로 유치중이다. 또한 배급 수송으로 바쁜 이 차량은 영업용 차량이 아닌 사업용 차량으로 취급되었다. 그 후 약 1년반 야마노테 선 차량 배급수송 완료 후 2011년 11월에 미타카 차량센터로 환원되었다.

##### 조반선 쾌속, 나리타선
2002년 3월 3일에 영업 운전을 개시했다. 이 그룹은 전 차량 니쓰 차량 제작소에서 생산하였다.
- 운용구간：
  - 조반 쾌속선 … 우에노 - 마쓰도 - 아비코 - 도리데
    - 조반 쾌속선 이북은 교류 전철화 구간이기 때문에 직류 전용차량인 본 계열은 도리데 이북 연장 운행은 불가능하다.

  - 나리타선 … 아비코 - 나리타
- 차체 띠의 색: 위…■에메랄드 그린(청록), 아래…■꾀꼬리색(黄緑）
  - 같은 에메랄드 그린(청록1호)의 띠색을 사용하고 있다. 조반 완행선・지요다 선 직통용（203계・207계900번대・209계 1000번대・E233계 2000번대)과의 오승방지를 위해 조반 쾌속선・나리타선의 편성에는 에메랄드 그린 아래에 꾀꼬리색 띠를 추가하고 있다. 같은 이유로 E501계도 띠 위가 □백색, 아래가 ■에메랄드 그린(청록1호)의 배색이 되고 있다.(E501계는 2007년 3월 17일부로 조반선 도모베 이북과 미토선 운용으로 바뀌면서 우에노 착발 운용으로부터 이탈했다）조반 쾌속선용의 제1편성(제101·121편성)의 띠색은 편성당시 에메랄드 그린 단색이었지만 영업 운전 개시 직전이 되고 나서 띠색 하부에 꾀꼬리색이 추가되어 동시에 승무원실의 도어에도 선명한 녹색의 스티커가 붙여졌다. 이 계열의 띠 에메랄드 그린은 옛날에 사용된 103계와 유사한 색상이다[20].
- 소속 차량수: 마쓰도 차량센터…기본 편성 10량 17편성（170량), 부속 편성 5량 19편성(95량)(합계 265량, 2007년 7월 현재）
  - 통근형의 차량으로서는 최장 15량 편성으로의 운용도 행해지고 있다. 나리타선에서는 최장 10량 편성으로 기본 편성에 의한 운용 외에 부속 편성 5량만의 운용이나 부속 편성을 2개 연결한 10량 편성도 있다.

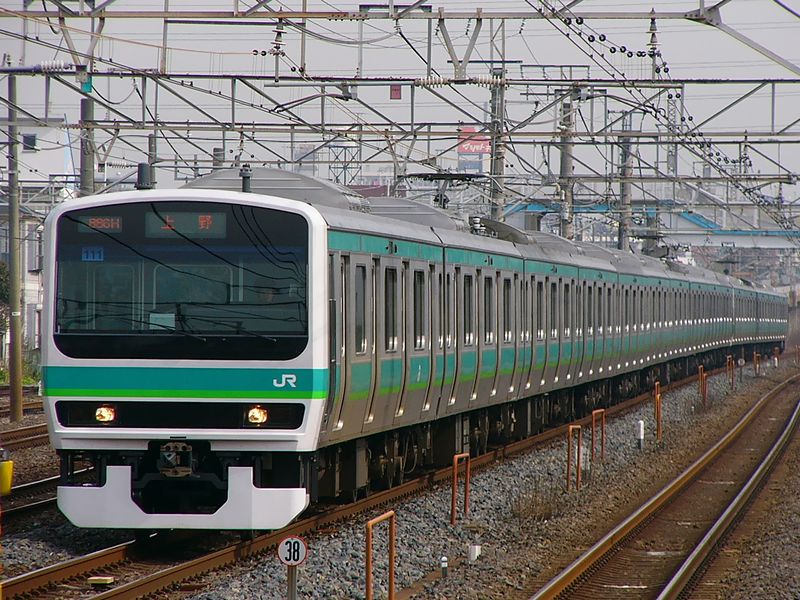
조반선 쾌속용 E231계 (2003년 4월7일 마바시)
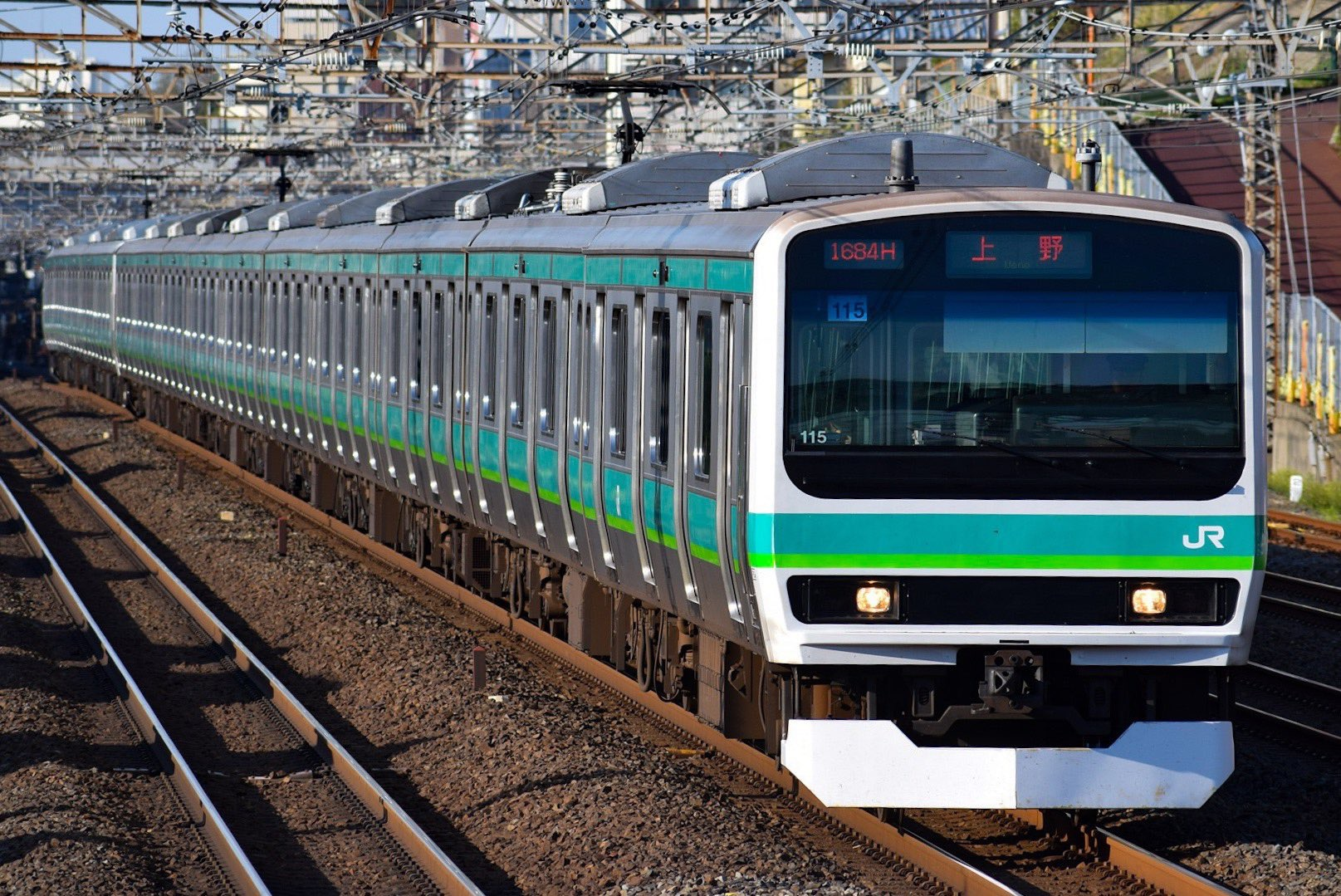
조반선 쾌속용 E231계 스커트 강화 편성 (2019년 3월20일 가시와)
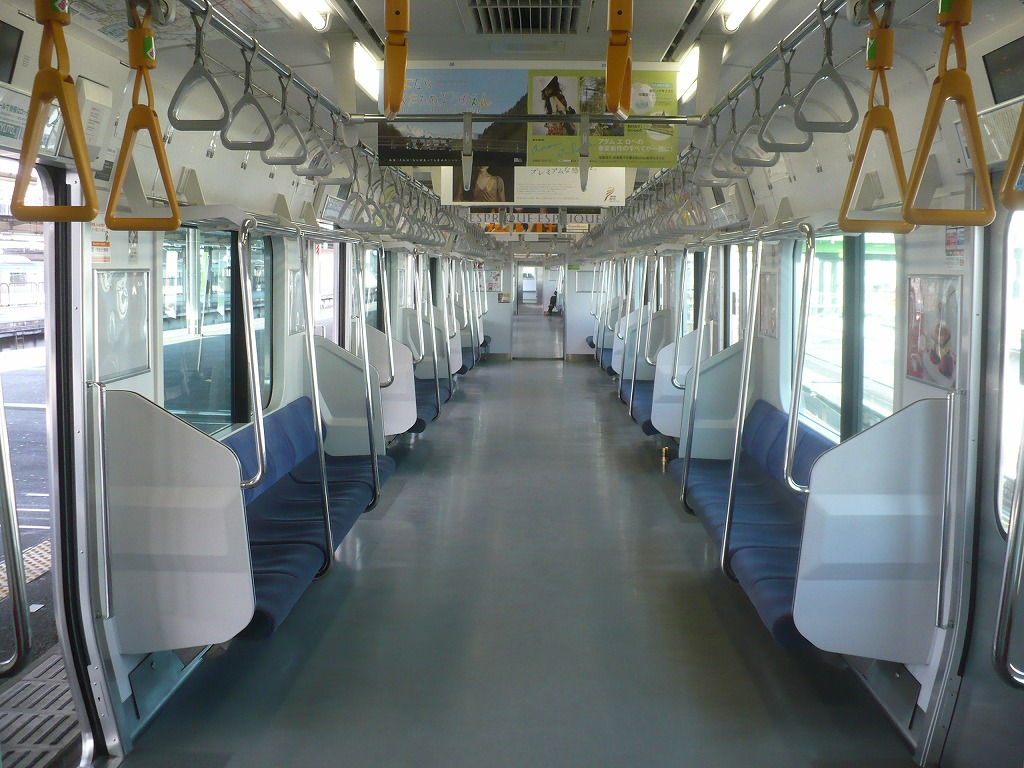
조반 쾌속선용 0번대의 실내

조반 쾌속선·나리타선에서는 치환전 103계의 차량수 285량에 비해 본계열의 투입 차량수는 예비차를 삭감해 280량이 예정되었는데 조반선 중거리 전동차로 E531계 생산 계획 결정에 의한 계획 변경에 의해 265량의 투입으로 대체하여 103계 3편성 20량을 잔존시켰다. 그 후 2006년 3월 18일의 운전 시각표 개정으로 운용 개수가 삭감되어 남은 103계는 교체를 실시하지 않고 폐차 되어 전 열차 E231계로 운행되었다. 이 운전 시각표 개정 후에는 15량 편성으로 운행하는 열차가 증가하고 있다.
사양은 주오·소부 완행선용 0번대(4도어 차량)를 기본으로 분할·병합 운전에 대응하기 위한 기능을 추가하고있다. 내용은 운영에서 사용을 상정하지 않는 기본 편성 우에노 방면 선두차(해당 차량은 설치 준비공사)를 제외한 각 선두차에 전기 연결기를 탑재했다. 전면 FRP는 흰색으로 스커트 형상이 변경되고 있다. 모양의 노선 색상 범위는 에메랄드 그린이며, 해당 노선에 사용된 103계와 같은 색의 컬러이다. 측면에는 차량 외부 방송용 스피커 장착이 준비되어 도합 승무원실 차장 스위치 유닛에 차량 외부 방송 설비의 준비 공사를 실시했다. 실내 좌석 쿠션은 안정감을 검토했으며 좌석 아래의 난방기를 대각선 벽 구조로하여 난방 효율의 향상을 도모했다. 또한 차량 단부 3인용 좌석부의 선반 길이를 약간 연장하고 짐을 싣기 쉽게했다. 그 외의 변경으로는 차내 열차 광고로 광고 브래킷을 끼우는 방식에서 연결 방식으로 변경하고 또한 재질을 알루미늄 무도장으로 변경했으며 승무원실 배면 분할창 아래에 매립형 손잡이를 신설했다.
승무원실에는 다음에 말하는 VIS 장치 등의 기기 증가에 따라 승무원실 배면부에도 장비 유닛을 신설하는 등 배치를 변경하고 있다. 운전대 전면 계기판 오른쪽에 TIMS 제2지시계의 설치 준비를 실시했으며 승무원의 업무표 삽입틀을 대형 시간표에 대응하는 형태로 했다. 또한 열차 대피시 등의 장시간 정차시 차내 보온을 고려하여 측면 4곳의 출입문 가운데 1곳을 제외하고 닫을 수 있는 '3/4 닫힘' 스위치를 설치하고있다. 주행 장치 등의 사양은 0번대에 따른 것이지만 제어 장치는 개량형의 SC60B형 VVVF 인버터 장치와 SC62A형 정지형 인버터 장치가 채용되어 있다.
승객에 대한 서비스 향상으로 지상에서 차량에 정보를 전달하는 시스템으로 정보 제공 장치(VIS)를 탑재했다. 이것은 운행 정보 전달 센터에서의 운행 정보를 패킷 통신으로 전송·차량측에서 수신하여 수신 데이터를 차내 안내 표시기에 표시하는 시스템이다. 따라서 차내 안내 표시기는 기존의 1단 표시에서 2단 표시식으로 하고 있으며, 상단에는 목적지·다음 역 안내·현재 출입문 열림 방향 등을 표시하고 하단에는 목적지·환승 안내·소요 시간·운행 정보·급정거·매너 문장 등의 표시용으로 사용된다.
순서는 운행 정보 → 운행 노선 → 휴대 전화 → 테러 대책으로 일본어 2회 → 영어 2회에 흐르지만 테러 관련에 관한 영어 표시는 없다. 운행 정보가 없을 때는 운행 노선에서 표시한다. 이것은 기본적으로 근교형에도 채용되고 있는 내용이지만 조반 쾌속선·나리타선 사양에서는 시발역 정차중, 또는 아비코역에서의 증결 작업 중 주요역까지의 소요 시간을 표시한다. 또 운행 노선도 행선지까지 표시한다. 새로운 열차 운행 정보가 입수 되었을 경우에는 알림음(205계 1000·3000번대 출입문 개폐시의 차임)이 나온다.(시발역 발차시에 입수된 경우는 발차시에 나온다. 또 2007년 경부터 다른 회사 노선의 정보도 표시되게 되어 있지만 그 경우에서도 알림음이 나온다）.
덧붙여 VIS 장치는 수신기능 외에도 TIMS에서 얻은 정보(고장 정보·승차율 등)를 지상 측에 송신하는 기능도 갖추고 있다. 방송 장비에는 JR동일본의 통근형 차량으로는 처음으로 본격적인 자동 방송장치를 탑재(단독운행 가능 차량은 대응됨)하고 일본어와 영어로 안내방송을 하고 있다.
- 동일 노선을 달리는 조반선의 중거리 열차인 E531계에는 2007년 1월 6일부터 2층 그린차가 도입되고 있지만 본 계열에는 연결되어 있지 않다.
- 측면의 LED식 행선 표시기는 종착역명만을 표시하며 다른 노선의 투입차량과 같이 노선명과의 교호 표시는 하지 않고 운행 종별인 '쾌속'의 표시도 하지 않는다. 이것은 본 계열의 종별이 고정화되어 있고 조반선 쾌속·나리타선 보통 이외의 운용이 없기 때문이다. 또한 하행열차에 아비코에서의 차량 해방이 있는 경우에는 '아비코·나리타', '아비코·토리데'라는 표시를 15호차의 전면 행선지 표시기에 표시하지만 1호차에서는 통상의 '도리데'또는 '나리타'로 표시한다. 도리데 역 시발의 상행 열차가 아비코에서의 부속 편성 해방이 있는 경우 15호차 전면 행선 표시기의 표시는 '아비코'만 표시되고 있다.

|                        |           | ←도리데우에노→ |           |              |           |           |           |           |              |           |           |
|                        |           |                |           |              |           |           |           |           |              |           |           |
| 10량 편성 (기본 편성） | 호차      | 10             | 9         | 8            | 7         | 6         | 5         | 4         | 3            | 2         | 1         |
| 10량 편성 (기본 편성） | 형식      | 쿠하 E231      | 사하 E231 | ＞ 모하 E231 | 모하 E230 | 사하 E231 | 사하 E231 | 사하 E231 | ＞ 모하 E231 | 모하 E230 | 쿠하 E230 |
| 10량 편성 (기본 편성） | 탑재 기기 |                |           | VVVF         | SIV,CP    |           |           |           | VVVF         | SIV,CP    |           |
| 5량 편성 (부속 편성）  | 호차      | 15             | 14        | 13           | 12        | 11        |           |           |              |           |           |
| 5량 편성 (부속 편성）  | 형식      | 쿠하 E231      | 사하 E231 | ＞ 모하 E231 | 모하 E230 | 쿠하 E230 |           |           |              |           |           |
| 5량 편성 (부속 편성）  | 탑재 기기 |                |           | VVVF         | SIV,CP    |           |           |           |              |           |           |

- 전편성이 2005년 제조분 이후의 근교형에 장착된 것과 같은 V자 첨대형 형상의 스커트로 교환되고 있다. 또한 2008년 3월까지 우선석 부근의 손잡이를 E233계와 동일한 형태로 교환했다.

#### 500번대
2002년 1월부터 야마노테 선의 205계 교체용으로 등장하였다. 같은 해 4월 21일부터 영업 운전을 개시하여 2005년 4월 17일까지 전편성이 도입되었다. 이 번대는 전차량 니쓰 차량 제작소 제작이다. 2020년 1월 17일 이후 전편성이 주오·소부완행선으로 이적되었다.
운용노선
- 주오·소부완행선[21]
  - 운용구간: 미타카 - 오차노미즈 - 긴시초 - 지바
  - 차체띠의 색: ■ 카나리아 옐로우(황 1호)
  - 재적차량수: 미타카 차량센터…10량 52편성(520량)

야마노테선에서는 종래부터 사용해 온 ATC-6형 보안 장치의 노후에 수반하여 신보안 시스템으로 디지털 ATC(D-ATC)의 도입이 결정되어 이것에 수반한 차량측의 기기 갱신도 필요하게 되었다. 야마노테선에서 운용하고 있던 205계는 이 시점에서 차량 교체 시기에는 달하지 않았으나, 야마노테선은 '도쿄의 얼굴'이기도 하여 일본을 대표하는 노선이기도 한 것으로 인해 D-ATC의 도입에 앞서 신형 차량을 도입하는 것으로 서비스 향상과 이미지 상승을 도모하였다. 덧붙여 대체된 205계는 각종 전용 개조 시공을 실시하고 센세키 선과 수도권의 각 노선에 전속시켜 103계 등의 대체를 실시했다.
본 계열은 조반 쾌속선·나리타선용 0번대와 같은 시기에 설계가 이루어졌지만, 변경 사항이 많기 때문에 500번대로 구분되었다. 전면 디자인은 0번대와 달리 흰색을 기본으로 변경되어 전조등과 미등의 위치가 바뀌고 있다. 행선 표시기는 주회 운전 열차에 대해 종래의 205계에서는 '야마노테선'의 고정 표시였지만, E231계에서는 구간 마다 주요역 표시를 새로 바꾸어 표시(예: 오사키역 부근 열차 '시부야·신쥬쿠 방면')하는 것으로 여객 서비스의 향상을 도모했다.
객실 내장은 0번대와 같이 내판을 백색계, 마루의 면은 회색으로 했지만 좌석표지는 짙은 녹색으로 도시를 달리는 야마노테선을 이미지 한 새로운 디자인으로 했다. 이 외에도 손잡이는 씰 광고 붙여넣기에 대응할 수 있는 것으로 했으며, 매달린 손잡이 광고 붙여넣기는 조반 쾌속선·나리타선용과 비슷한 유형으로 변경했다.
안내 표시기에는 차내 정보 시스템을 탑재하여 출입문 상부에는 LED 표시기를 대신해 2기의 LCD가 설치되어 트레인 채널로 불리는 차내정보 서비스가 제공되고 있다. 오른쪽 화면에는 다음 역·소요시간·문 개폐 방향·열차 지연 정보 등을, 왼쪽 화면에는 주로 CM이나 소식을 표시하여 새로운 열차 운행정보가 입력되었을 경우에는 경계체제음이 울린다(시발역 발차시에 열차 운행 정보가 입력되어 있는 경우는 발차시에 울린다).
또한 조반 쾌속선용 0번대와 같이 일본어·영어 방송에 대응한 자동 방송 장치를 탑재하고 있는 것 외에 장래의 차량 외부 스피커 설치 준비 개조가 되어 있다. 2003년 6월에 완성된 제17편성에서 관통문은 E217계 형태로부터 800번대와 같은 경사식으로 변경했다.
동력면에서는 제어장치의 경우 조반선용 0번대와 같은 SC60B형 VVVF 인버터 장치를 채용하여 거의 0km/h까지 회생제동이 작동하는 순전기제동이 채용되어 있다. 높은 열차밀도와 짧은 역간에서의 빈번한 가감속에 대응할 수 있도록 편성중의 전동차(M)와 부수차(T)의 구성(MT비)은 6M5T로 높게 하여 기동가속도도 0번대의 2.5km/h/s보다 높은 3.0km/h/s가 되어 있다. 또한 보안장치로 최신 디지털 ATC도 탑재되고 있어 갱신 이전 ATC6형의 기능도 제공되고 있다. D-ATC에 대응하고 바닥에는 D-ATC 차상자가 2개 설치되었다.
승무원실은 0번대를 기본으로 하면서 조반 쾌속선·나리타선용과 마찬가지로 계기판 오른쪽에 TIMS 제2표시기 설치 준비 공사를 실시했다. 이 외에도 VIS 장치의 설치에 따라 장비 배치가 크게 변경되었다. 차장 스위치부에는 각 차량 4곳 또는 6개의 출입문 가운데 1곳을 제외하고 닫는 것이 가능한 '3/4닫기' 스위치를 설치하고 있다.
205계에서는 10호차만 연결하고 있던 6도어 차량은 500번대에서는 7호차와 10호차 2량에 연결되어 혼잡 완화를 도모하고 있다. 좌석은 평일의 첫 전동차~10시까지는 수납 상태로 고정되어 있으며 10시를 지난 시점에서 사용 가능으로 되어 있었지만 4도어차로의 교체와 관련하여 현재 6도어차의 좌석은 종일 이용 가능해지고 있다(자세한 것은 뒤에 서술한다). 6도어차 출입문의 상부에는 '6 DOORS'의 스티커가 붙여있다.

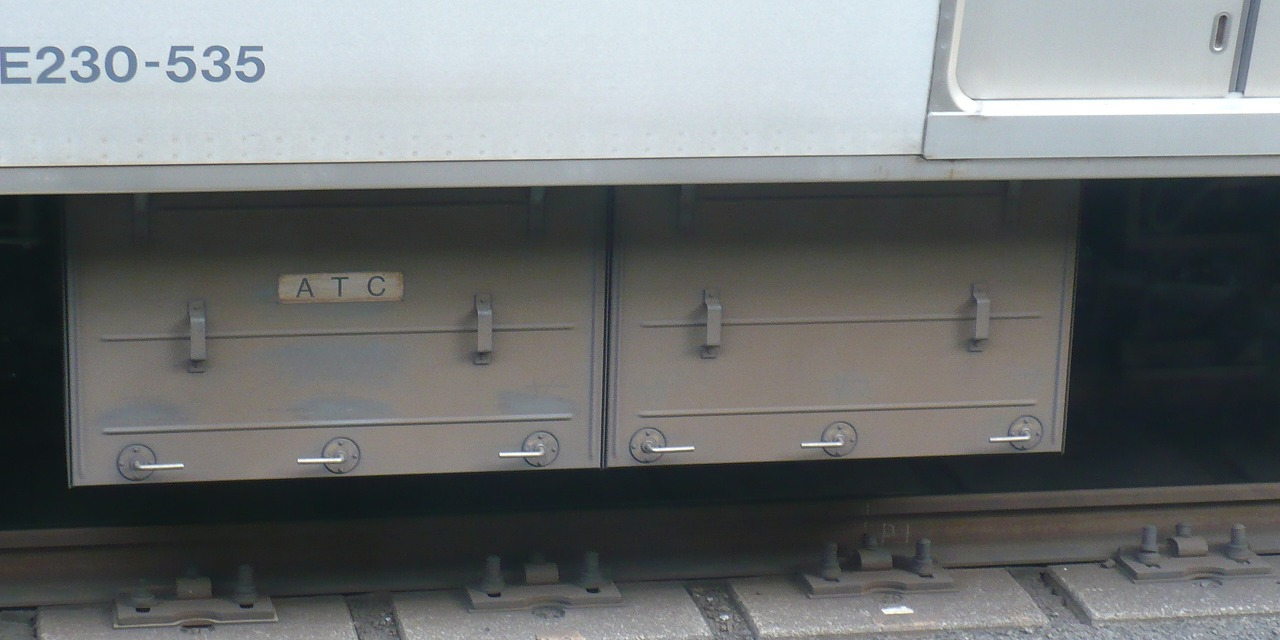
디지털 ATC 차상장치
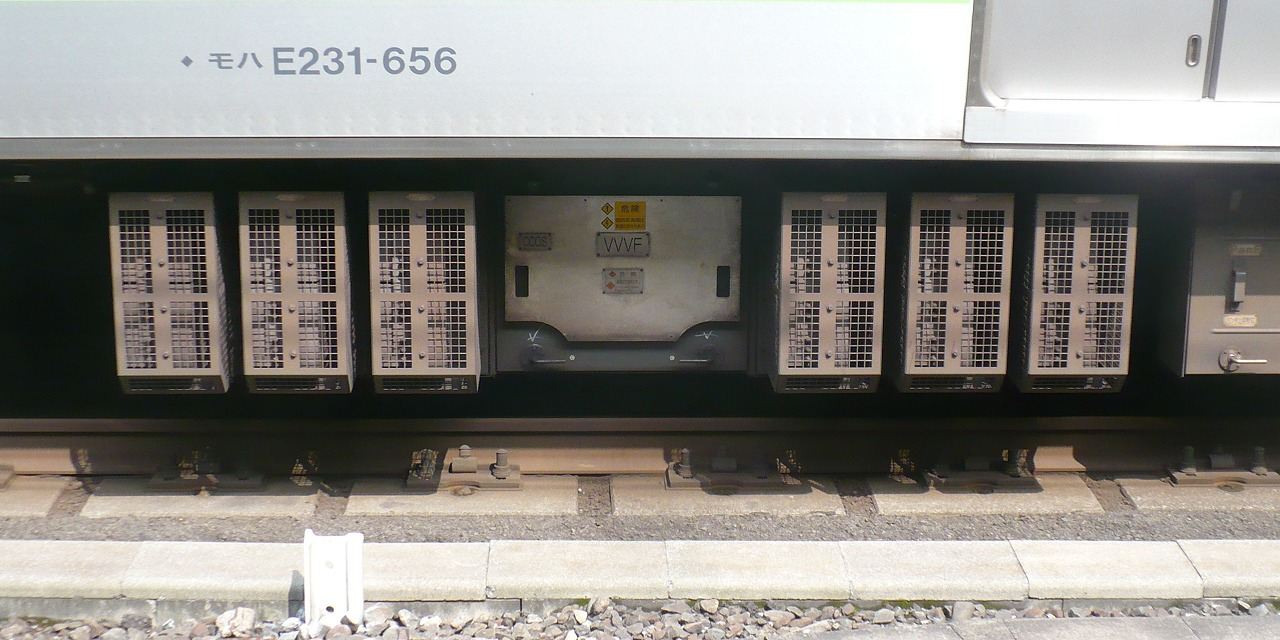
500번대의 SC60B형 VVVF 인버터 장치
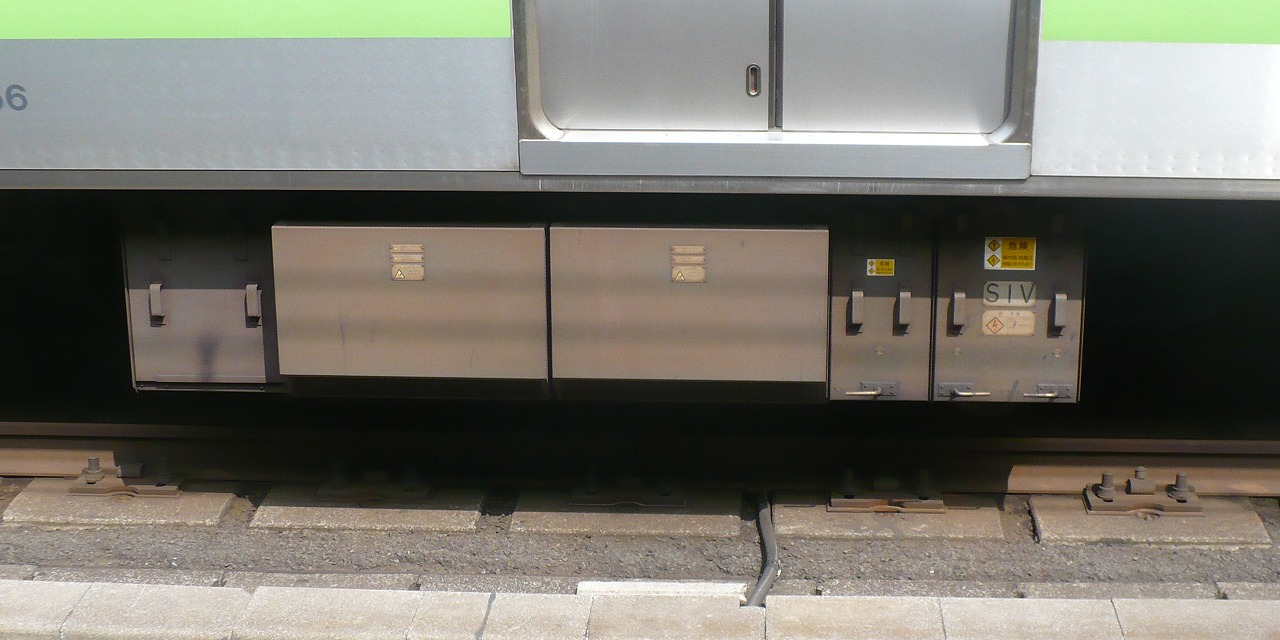
500번대의 SC61A형 정지형 인버터 장치

냉방 장치에 대해서는 초기에 완성된 트우 501 - 503편성은 4도어차에 대해서는 AU725형(48.9kW·42,000kcal/h)로 하여 개방 면적이 큰 6비차는 능력 향상형의 AU726형(58.0 kW·50,000 kcal/h)을 탑재해 보조 전원 장치인 SIV 장치(SC61A형·210 kVA)는 편성으로 2대 탑재로 하고 있었다(5호차는 준비 만). 그 후 트우 504편성 이후는 4도어차에 대해서도 능력 향상형의 AU726형 탑재에 증강되어(11량전 차량이 AU726형) 이것에 수반하는 소비 전력 증가를 위해 5호차에도 SIV 장치가 탑재되어 편성당 3대로 결정되었다. 공기압축기(CP)는 종래 5호차에는 탑재되어 있지 않았지만, 다음에 말하는 가동식 홈도어(난간형 스크린도어)의 설치에 수반한 정위치 정지 장치(TASC) 사용시의 동작성을 고려하여 5호차에도 CP의 증설 공사가 실시되었다.
2003년 6월 제17편성에 관통문은 E217계, 800번대와 같은 경사식으로 변경했다.
2007년 4월부터 홈 검지장치가 야마노테 선용 500번대에도 차례차례 설치되고 있다. 이것은 게이힌 도호쿠 선·네기시 선용 209계에 장착되고 있는 장치와 같은 장치로 양단의 선두차의 전면 발판 하부에 장착되어 있다. 향후 모든 편성에 장착될 예정이다.
2008년 봄까지 전편성이 V자 첨대형 형상의 스커트(다만 디자인은 종래와 같이)로 교체되어 우선석 부근의 손잡이도 노란색 E233계 형태로 교환이 완료되었다. 2009년 9월 7일부터 12월 4일까지 메이지 제과와의 전면 협력 아래 토우 502편성에 전면 포도색 2호를 배치한 '야마노테선 명명 100주년 기념 랩핑 전'이 운행되고 있었다. 또한 차체에 표기되는 차량 번호 서체가 국철의 것에 준하고 있었다.
2010년 12월 15일부터 1편성 11량의 객실내 조명을 시험적으로 형광등에서 LED로 변경하고 있다. 그 결과 절전과 CO2 배출 감소 효과를 확인할 수 있었기 때문에 2013년 여름부터 2014년 봄에 걸쳐 야마노테 선(52편성 572량)의 형광등을 모두 순차적으로 LED 조명으로 교체하고 있다. 이렇게 하면 실내 조명의 소비 전력은 현재의 형광등에 비해 약 4할 감소된다.

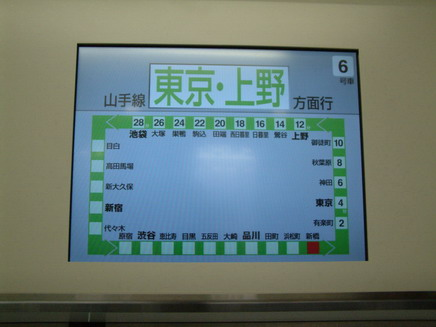
야마노테선 운행당시 열차 정보(일본어)
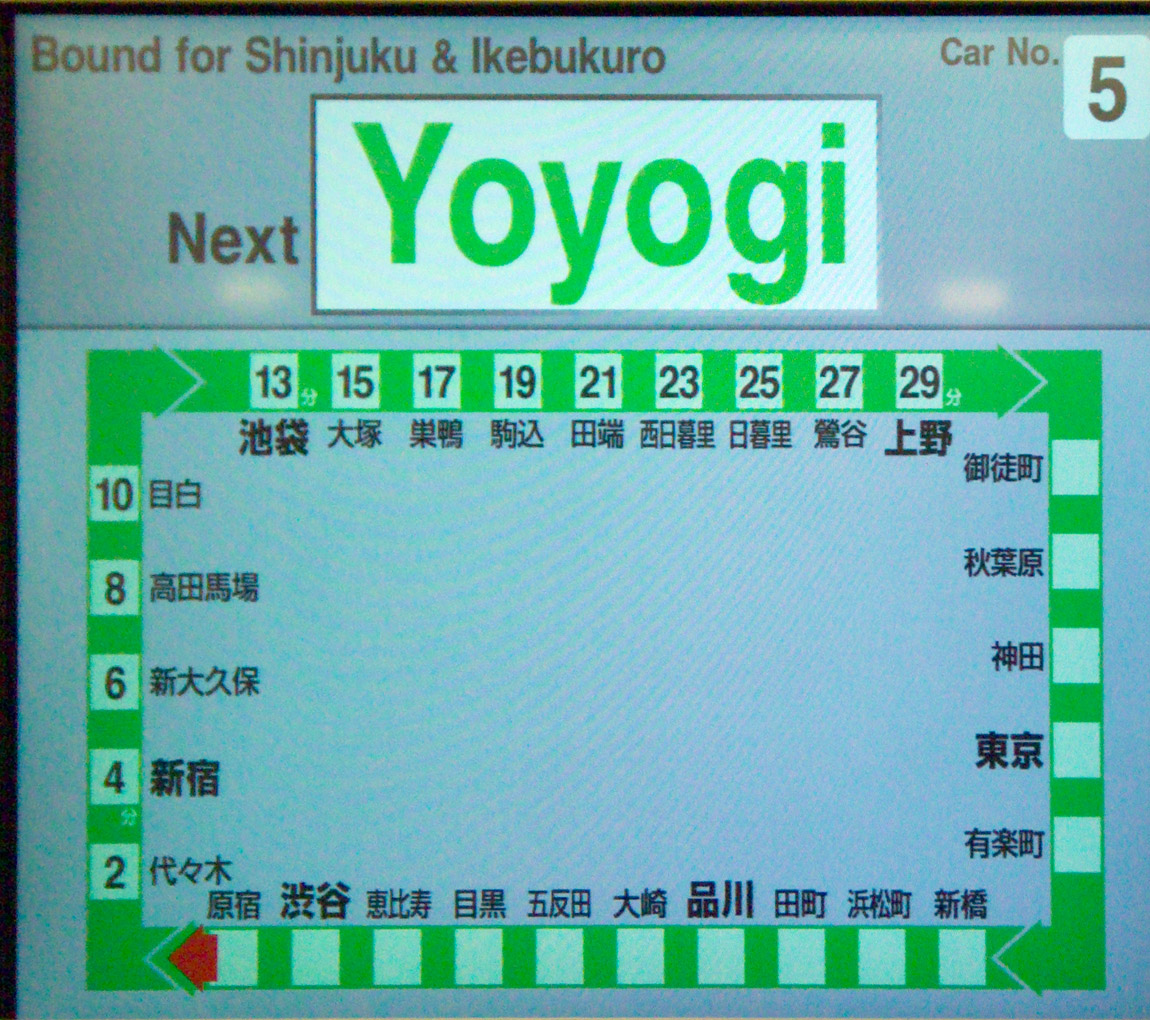
야마노테선 운행당시 열차 정보(영어 표시)
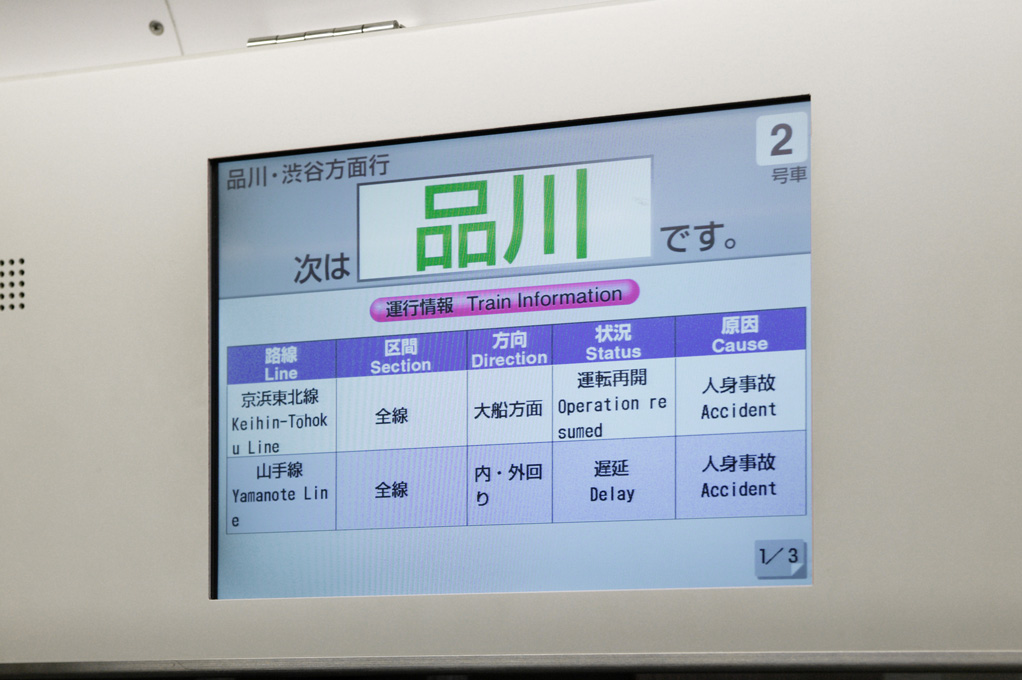
야마노테선 운행당시 운행 정보

##### 가동식 홈책과 6도어차의 교체
2010년부터 2017년까지 단계적으로 야마노테 선 각 역의 홈에 난간식 스크린도어를 설치할 예정이다. 그 작업에 수반하여 정위치 정지 장치(TASC)의 설치와 야마노테 선·게이힌 도호쿠 선의 병합 운행시의 지장으로 인해 6비차는 4비차로 대체하는 것이 예정되어 있다. 그 때문에 500번대 각 편성에는 스크린도어 대응 기기나 TASC의 설치가 진행되고 있어 관련한 표시등은 운전대 우측으로 설치되어 있다.
차량측의 대응 개조 공사
홈도어의 설치에 수반하여 차량 측에도 대응시키기 위한 개조 공사가 시공되고 있다. 각 선두차에는 정위치 정지 장치(TASC)와 홈도어 및 차량출입문을 연동하고 제어를 실시하기 위해서의 홈도어 차상 장치를 탑재했다.
TASC는 홈도어 설치에 수반한 높은 정지 정도를 확보하기 위해 설치한 것이다. TASC는 고위 지령 우선형이 되고 있어 TASC 사용시에 수동 개입이나 ATC로부터의 브레이크가 있는 경우 고위의 지령이 우선되는 시스템이 되고 있다. TASC 장치는 D-ATC의 시스템내에 설치되어 있어 TASC 제어부·TASC 검사 기록부등으로부터 구성되어 있다. 지점 정보는 D-ATC 차상자와 D-ATC 트랜스폰더를 경유하여 TASC 장치로 인터페이스를 실시하고 있다. 또한 TASC에 의한 제동시에는 수동 7단의 브레이크 조작을 4분할한 28단의 다단 제어를 실시하는 것으로 승차감의 저하를 방지하고 있다. TASC의 정지 정도는 전후 350mm 이내로 하고 있으며, 또한 차량 도어의 통로폭이 1,300mm인 것으로 인해 홈도어 개구부는 최대의 오차를 고려한 2,000mm로 하고 있다.
한편 홈도어 차상 장치는 홈도어 트랜스폰더 송수신 장치와 홈도어 차상자, 홈 도어 계전기부, 운전대의 홈도어 표시등 및 관계 스위치등에서 구성되는 것이다. 이 가운데 홈도어 트랜스폰더 송수신 장치, 홈도어 차상자는 쿠하 E230형 500번대(Tc')에만 탑재되고 있다. 홈도어에는 차량 출입문과의 연동기능을 마련하고 있다. 이 때문에 홈도어 제어에는 '분리 모드'와'제휴 모드'가 준비되어 있어 지상측의 제휴 분리 전환 지상자(홈도어 차상자 경유)로부터의 정보에서 각 모드의 변환을 한다. 홈도어 비설치역에 있어서는 '분리 모드'가 기능하여 차량 출입문의 개폐만을 한다. 한편 홈도어 설치역에 있어서는 '제휴 모드'가 기능하여 차량 출입문의 개폐에 연동해 홈 도어의 개폐도 실시된다. 덧붙여 제휴 모드시에는 차량 도어의 닫힘 출입문에 가세하여 홈도어의 닫힘조건이 '운전사 통지등'의 점등 조건이 되고 있어 홈도어의 전면 닫힘이 없는 경우 열차를 출발할 수 없게 제어된다.

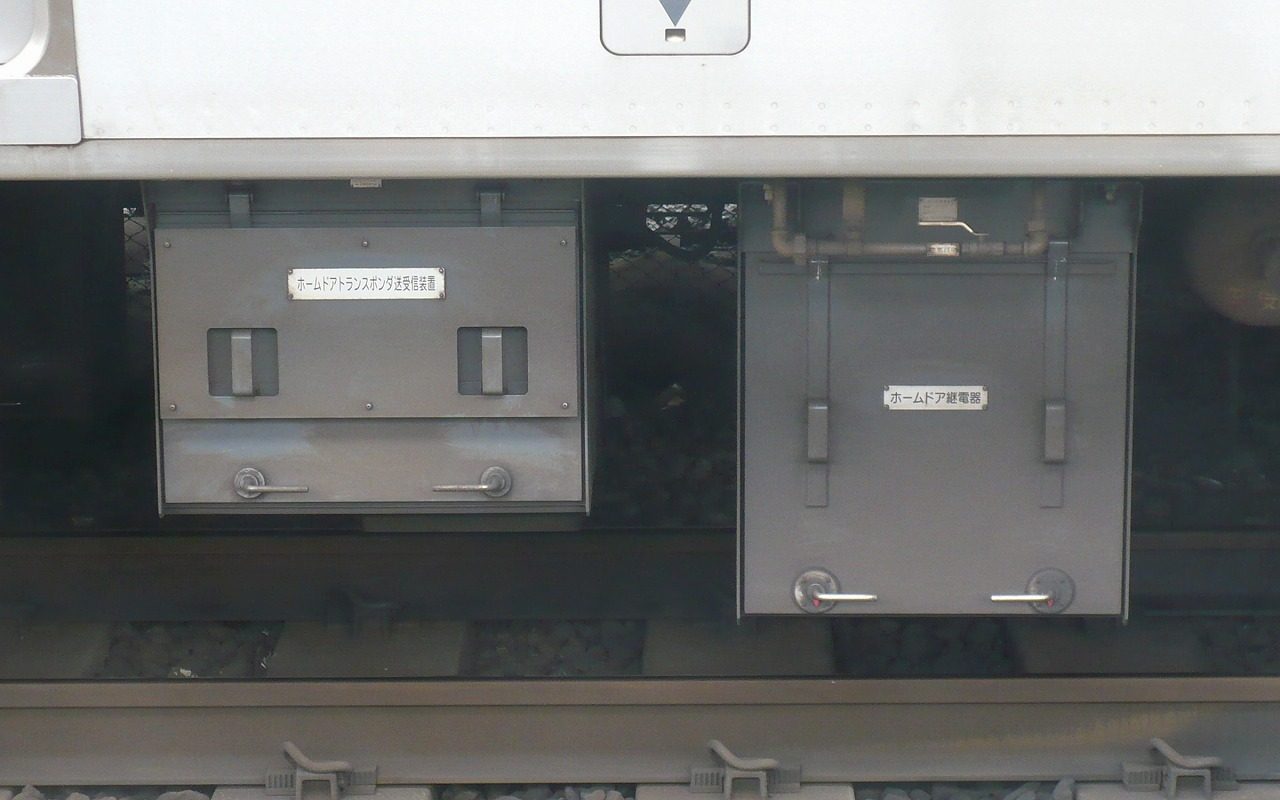
쿠하 E230형 500번대 홈도어 트랜스폰더 송수신 장치와 홈도어 계전기
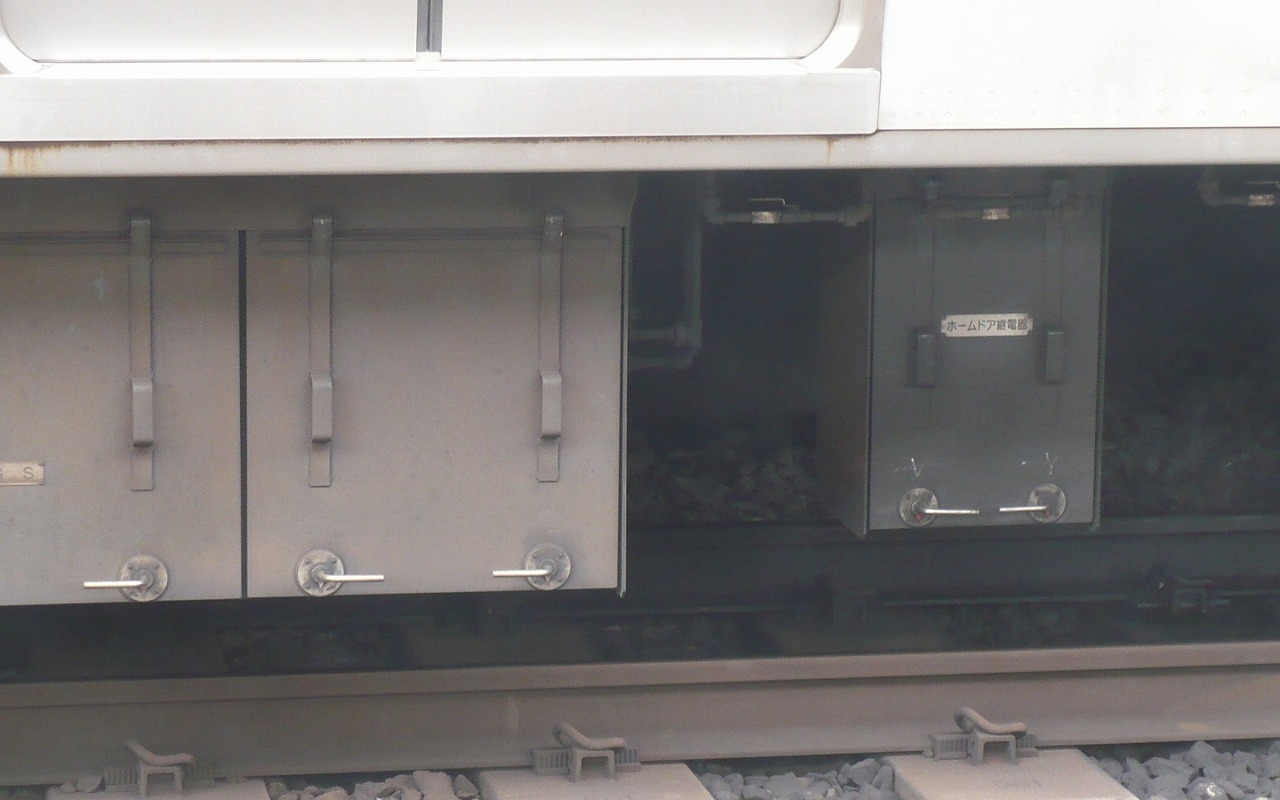
쿠하 E231형 500번대 홈도어 계전기

6도어차의 교체
향후 500번대 6도어차는 폐차하여 대체로 4도어 부수차가 104량 도입될 예정으로 7호차에 편입되는 것은 600번대, 10호차에 편입되는 것은 4600번대로 구분된다. 이 신조차는 형식은 E231계이나 차체 구조는 후속 차량으로 증비가 진행되고있는 E233계를 베이스로 한 것으로 되어있다. 그러나 외관의 차체 띠 배치 및 차체 주요 치수 등은 E231계 500번대에 맞춘 것으로 바닥 높이에 대해서도 E231계와 유사한 1,165mm에 맞춰져 있다. 출입문 위치는 600번대는 기존의 차량과 같은 위치이지만 4600번대에서는 게이힌 도호쿠선 E233계 1000번대 10호차(선두차)에 출입문 위치를 맞추기 위해 통상의 중간차보다 츨입문이 690mm 정도 차체 중앙 가까이에 배치되어 있다(출입문 중심 위치가 차단부에서 3,030mm의 위치). 도어 엔진은 기존의 500번대 같은 추진기축식을 사용하고 있다.
객실내부는 600번대가 E231계 500번대에 준한 것이지만, 손잡이 형상이나 좌석 주위의 난간 형상, 스텐션 폴은 E233계와 같은 제품을 사용하고 있다. 우선석부에서는 벽면을 엷은 황색으로 하여 좌석 구체는 황색 착색품을 사용하고 있다.
한편 4600번대에서는 출입문 위치를 변경하고 있는 관계로, 좌석 배치는 4-5-7-7-3 배치로 되어 있다. 또한 측창은 4명 좌석에 소형 창 2장을 나란히 배치하고, 5명 좌석의 중간부는 폭이 좁은 고정창을 배치하고 있다. 객실내는 E233계와 동일하여 출입문부는 E233계와 동일한 복층 유리에 화장판으로 마무리되어 우선석부의 디자인도 E233계와 동일하게 되어 있다. 다만 좌석 모켓이나 차내 안내 표시기, 손잡이 등은 E231계 500번대에 준한 것이다.
덧붙여 부수차이기 때문에 기기면에서의 큰 변경은 없다. 대차의 경우 600번대는 기존 차량과 같은 TR246P형 대차를, 4600번대는 E233계와 같은 TR255A형 대차를 사용하고 있다. 또한 이들 차량은 제조 비용을 억제하기 위해 폐차되는 6도어차에서 대차(사하 E231-600만), 브레이크 제어 장치, AU726형 에어컨, TIMS 터미널 연산 유닛, 출입문 개폐장치(LCU), VIS 단말 장치 및 미디어 표시기(LCD) 등의 사용가능한 장비·부품은 재사용하고 있다. 그러나 6도어차의 폐차가 발생하기 전에 준공한 구성분(토우 552 - 545편성용) 내용은 신품을 사용하고있다. 이 장비·부품을 재사용하는 관계로 편성중의 차량 검사시기가 바뀌어 버리는 문제점이 발생했다. 이 해결책으로 최근의 차량 번호 52번부터 번호가 최신이 되도록 제조를 진행하게 되었다. 따라서 52번을 단 호차(사하 E231-4652·사하 E231-652호차)가 가장 오래되고, 1번을 매긴 차량(사하 E231-4601·사하 E231-601호차)이 가장 신형인 차량으로 되었다.
2010년 1월 22일에는 4도어 부수차 배급 수송에 사용되는 원 미트 B27편성이 니쓰 차량 제작소에 배급 수송되어 1월 29일에 니쓰 차량 제작소에서 신조한 사하 E231-4651·사하 E231-651·사하 E231-4652·사하 E231-652의 4량이 원 미트 B27편성에 조성되어 신에쓰 본선 니쓰 - 니가타 구간에서 시운전을 실시했다. 그 후 2월 1일에 니쓰 차량 제작소에서 오사키 역까지 1차 4도어 부수차 배급 수송이 실시되고 편성 재조성 실시 후 2월 22일부터 4도어 부수차 영업 운행을 개시했다. 그에 맞춰 2010년 2월 19일부로 6비차의 좌석 수납을 종료하여 좌석은 종일 이용 가능한 상태가 되었다. 이듬해 2011년 8월 16일에는 26회째를 맞이하는 마지막 4도어 부수차 배급 수송이 실시되었다. 그리고 8월 31일에 최후까지 6도어차를 통합한 당 501편성이 재조성을 위해 영업 운행을 이탈하여 6도어차의 영업 운행이 종료되었다. 또한 6도어차 사하 E230형 500번대는 같은 해 9월까지 전체 차량의 폐차·제적이 완료되었다.

##### 도입순서별 차량 구분
- 1차 도입분 東トウ501 - 503편성(2001년생산 2002년 1월 - 2월）
- 2차 도입분 東トウ504 - 513편성(2002년생산 2002년 6월 - 11월）
- 3차 도입분 東トウ514 - 527편성(2003년생산 2003년 4월 - 11월）
- 4차 도입분 東トウ528 - 552편성(2004년・2005년생산 2004년 3월 - 2005년 4월）

이 중 542 편성은 2014년 9월 24일부터 2014년 10월 7일까지 러브라이브 열차로 운행되었다.

##### 편성조정
주오·소부완행선
|          | ←지바미타카·다치카와→ |                   |                |                |                   |                |                |                   |                |                |
| 호차     | 1                     | 2                 | 3              | 4              | 5                 | 6              | 7              | 8                 | 9              | 10             |
| 형식     | 쿠하 E231 -500        | ＞ 모하 E231 -500 | 모하 E230 -500 | 사하 E231 -600 | ＞ 모하 E231 -500 | 모하 E230 -500 | 사하 E231 -500 | ＞ 모하 E231 -500 | 모하 E230 -500 | 쿠하 E230 -500 |
| 탑재기기 |                       | VVVF              | SIV,CP         |                | VVVF              | SIV,CP         |                | VVVF              | SIV,CP         |                |

#### 800번대
주오(中央)·소부 완행선에서 제도고속도교통영단(현 도쿄 메트로)도자이 선 직통 운행용 103계 1000·1200번대 및 301계를 대체하기 위해 투입되어 2003년 5월 1일 영업 운행을 개시했다.
- 운용구간
  - 주오선 각역정차: 미타카 - 나카노
  - 도쿄메트로 도자이선: 나카노 - 니시후나바시
  - 소부선 각역정차: 니시후나바시 - 쓰다누마
- 재적차량수: 미타카 차량센터 10량 7편성(70량)
- 차체띠의 색: 파랑·물색 ■■
  - 덧붙여 도쿄 메트로의 05계와 07계에는 파랑과 물색 사이에 흰색 줄이 들어가 있다.
  - 당초의 치환 대상은 80량이었지만, JR의 지하철 직결 운행 운용이 삭감되어 10량이 대신 앞서 서술한 츄오·소부 완행선용 0번대로 새로 제조되었다. 전차량이 도큐 차량·가와사키 중공업의 메이커제가 되고 있다. 특히 가와사키 중공업제의 통근형은 실전대뿐이다. 덧붙여 도자이선과 상호 직통 운행을 실시하고 있는 도요 고속 철도 도요 고속선으로의 연장운행은 하지 않았다.

도자이 선과의 직통운행을 위해 차체는 지요다 선 직통의 209계 1000번대의 것을 기본으로 하고 있지만, 대차간 거리는 13,800 mm이다(209계 1000번대는 13,300mm). 선두차의 전면에는 지하철 구간용 탈출구를 탑재했으며, 비상시에 사다리가 있는 보조 의자를 사용하여 차 밖으로 탈출할 수 있는 것으로 하고있다. 운전대는 기존의 통근형을 기본으로 하고 있지만, 마스콘 핸들은 데드맨 장치를 탑재한다. 그러나 이 장치는 도자이 선에서만 사용된다. 또한 운전대 왼쪽에 JR - 도쿄 지하철 전환 스위치의 설치, 오른쪽 아래에 도쿄 지하철용 유도 무선 송수화기 설치가 이루어지고 있다.
객실내 구성은 0번대에 준한 것으로 내판은 백색계, 좌석표지는 청색이 되고 있다. 다만 휠체어 스페이스는 다른 번대와는 달리 도쿄 메트로에 맞춘 2·9호차의 설치로 하고 있다. 이 외에 800번대에서는 JR 동일본의 전동차로서 처음으로 차량간의 관통문이 경사식으로 변경되어 2003년 이후에 제조된것 외의 번대에 채용이 진행되었다. 한층 더 나아가 차량 외부 스피커나 승강 촉진 버저도 제조 당초부터 설치하고 있다. 냉방 장치는 야마노테선 500번대(트우 504편성 이후)와 같이 출력 향상형 냉방 장치 AU726형(58.0kW·50,000kcal/h)을 채용하고 있어 전원 용량의 관계로 모하 E230형 800번대에는 전차량 SIV 장치(SC62A형·210kVA)를 탑재하고 있다(편성에 3대). 열차 무선 장치는 JR선용의 디지털 무선 외에 도쿄 지하철용의 유도 무선 장치를 탑재하고 있었는데, 이 때문에 4호차의 마루밑에는 유도 무선 송수신기의 설치, 처면 및 마루밑에 유도 무선 안테나를 설치한다.
주행 거리 조정을 위해 도자이 선 내에서의 운용에도 사용된다.

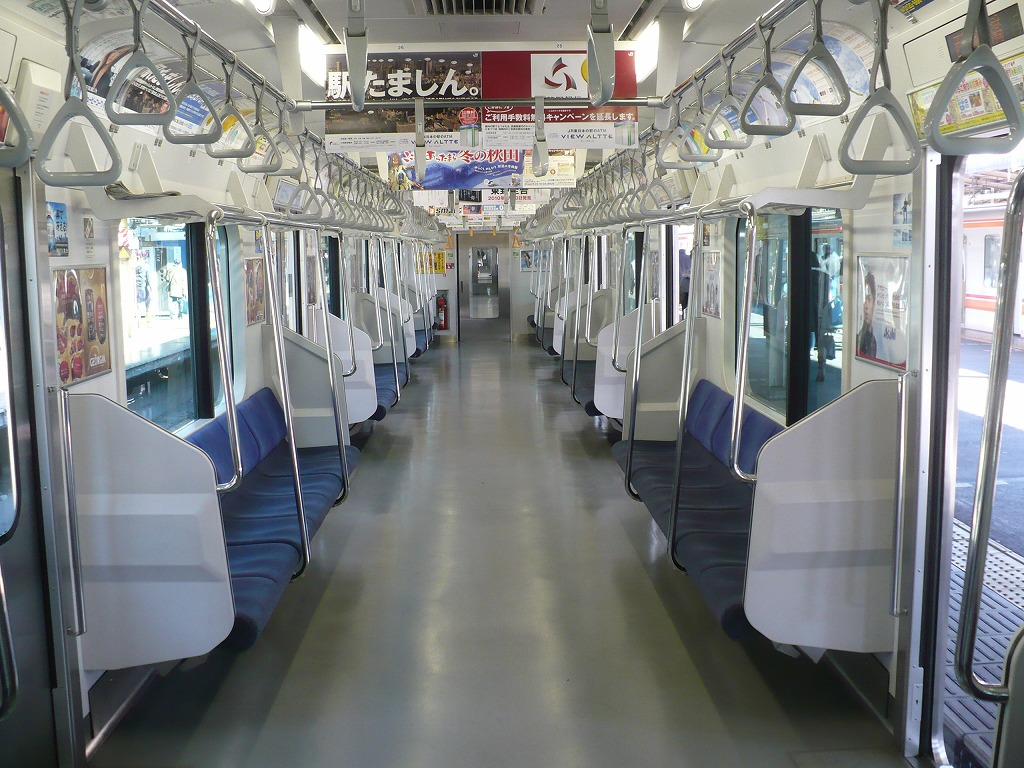
800번대의 실내
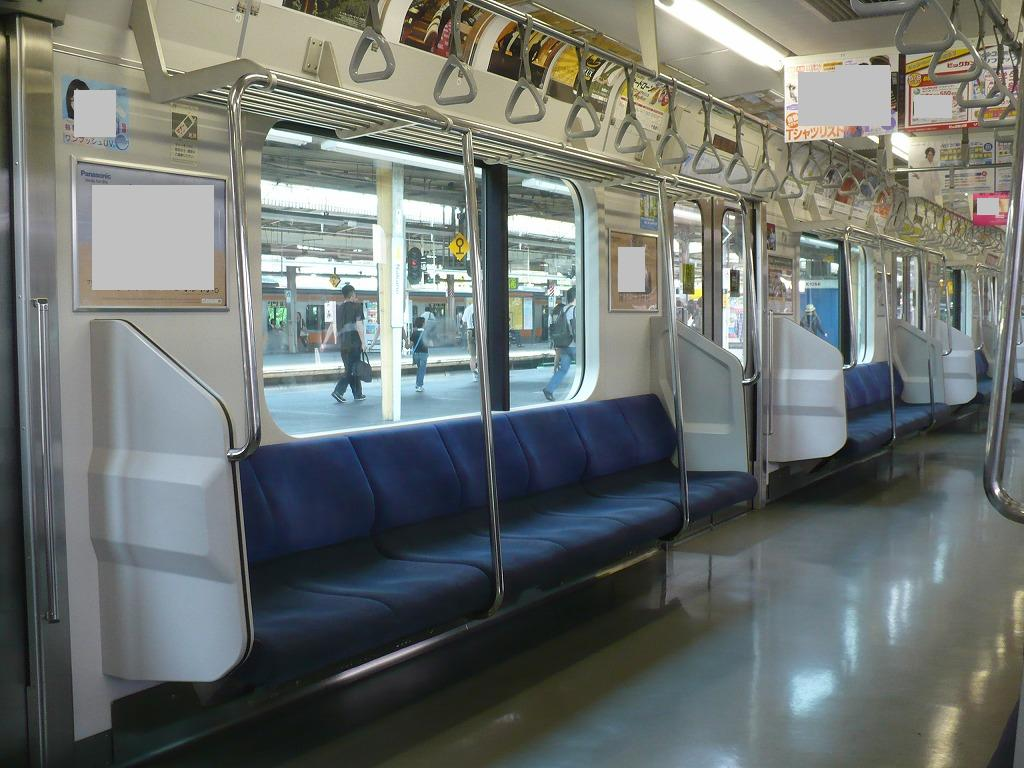
7인용 좌석부
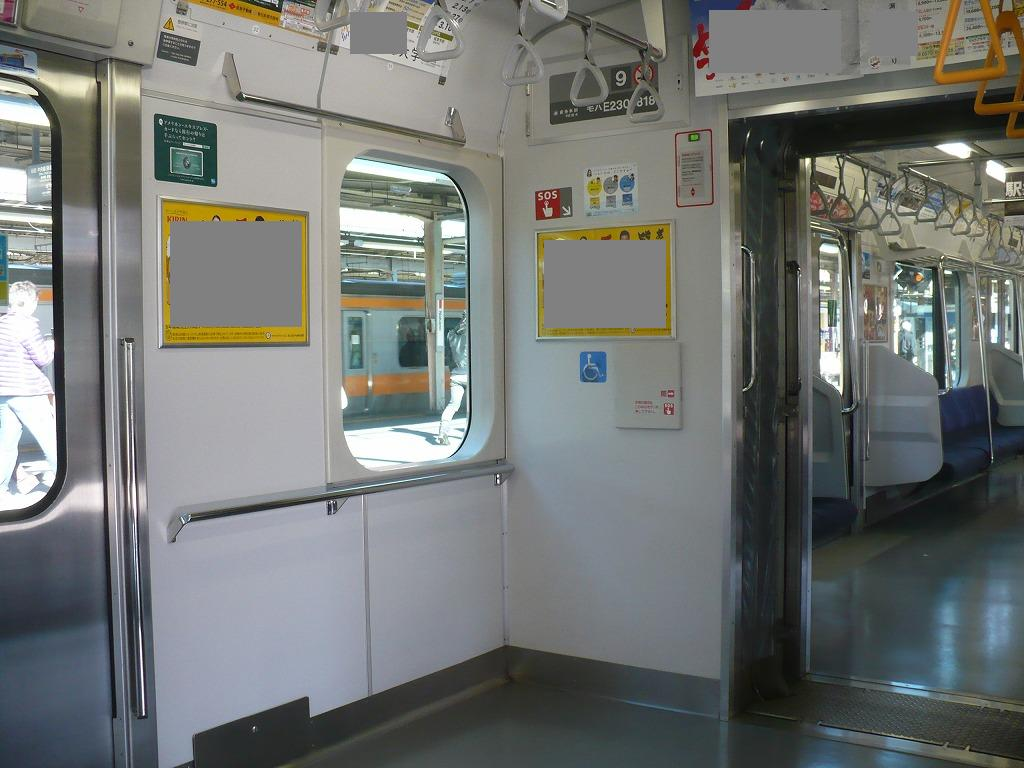
휠체어 공간부
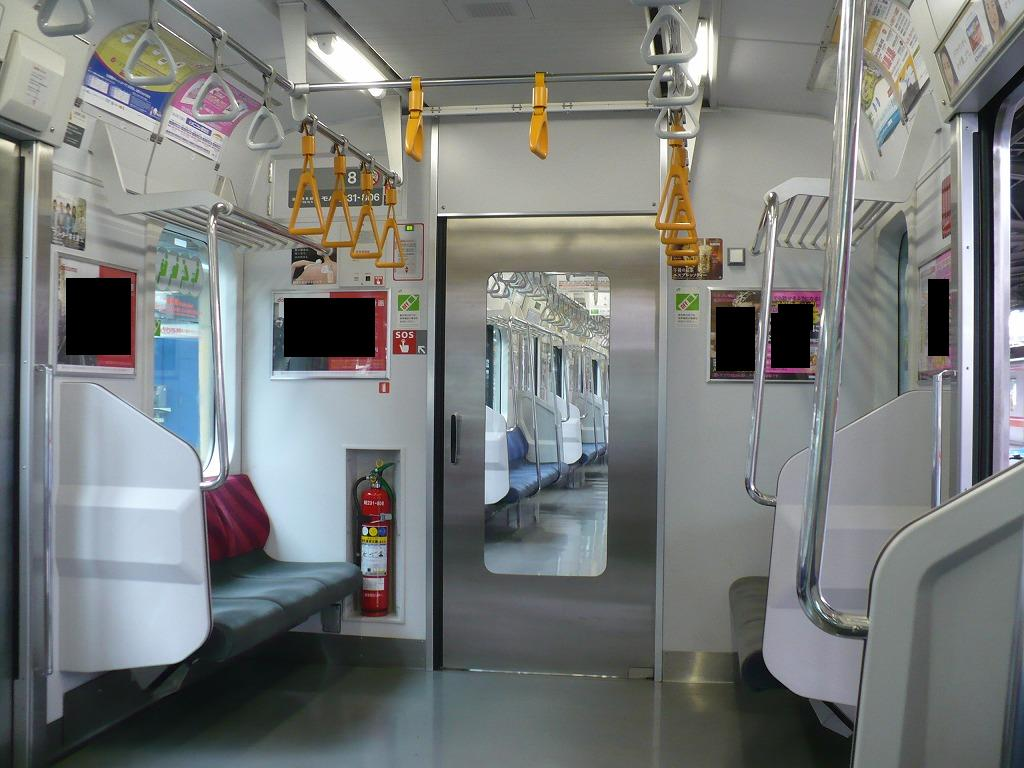
우선석부
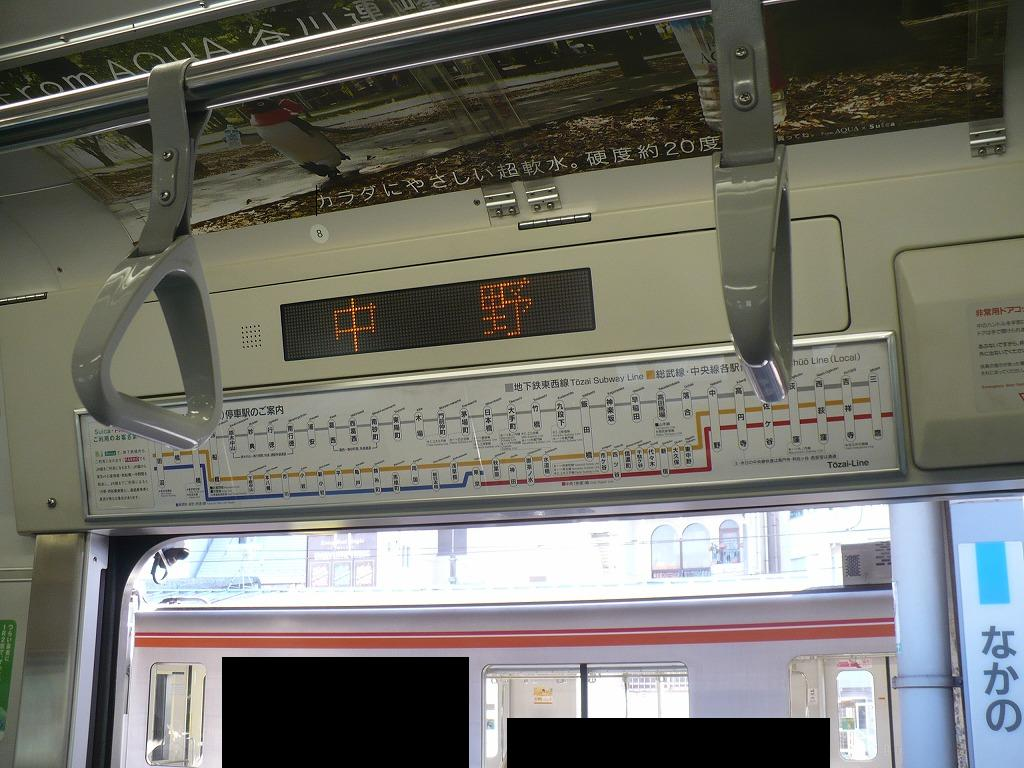
출입문 상부의 안내표시기
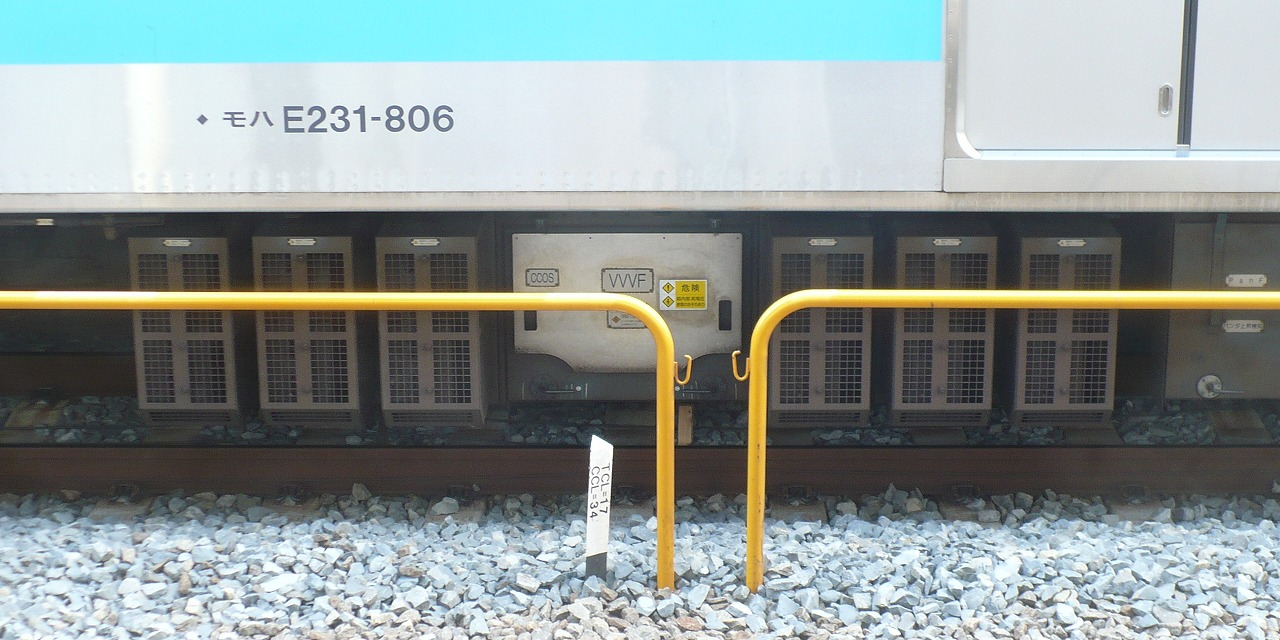
800번대의 SC60C형 VVVF 인버터 장치
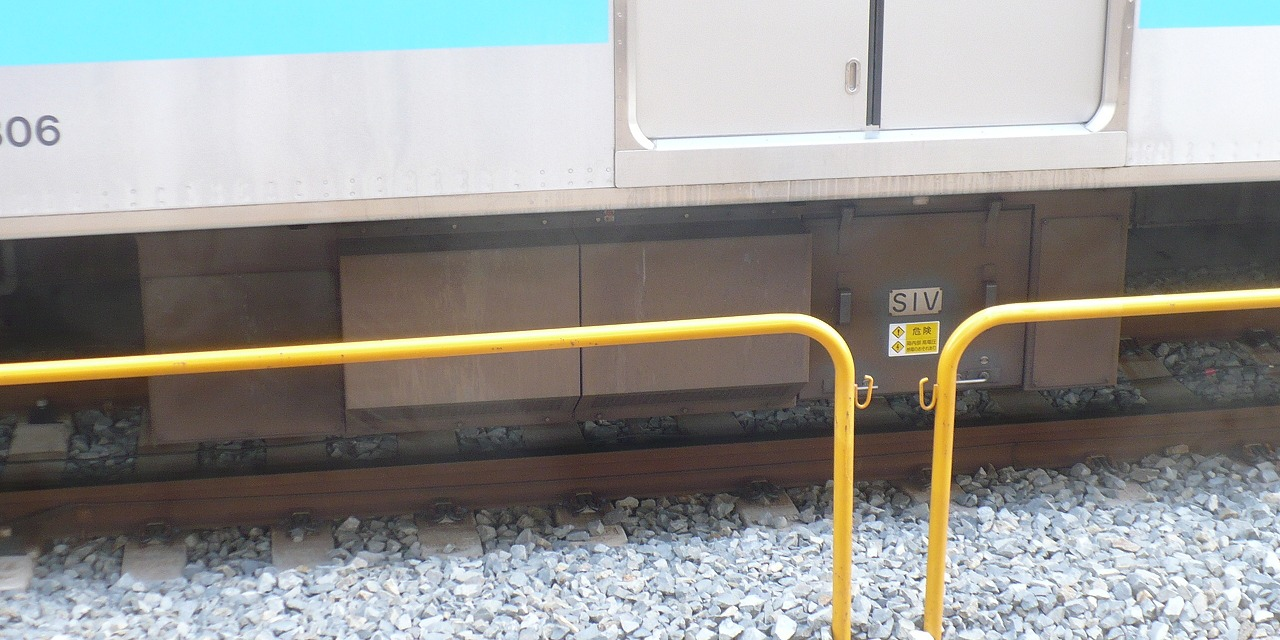
800번대의 SC62A형 정지형 인버터 장치

동력면에서는 제어장치의 경우 개량형의 SC60C형 VVVF 인버터 장치로 하여 거의 0km/h까지 회생제동이 작동하는 순전기제동을 채용하고 있다. 또한 도자이선과의 상호 직통 협정에 의해 기동가속도가 3.3km/h/s으로 설정되었기 때문에, 이에 대응하는 출력·점착력 확보를 위해 전동차 비율을 높였다(MT비 6M4T). 자동방송은 JR과 도쿄 메트로 양쪽 모두에 대응하고 있으며, 도쿄 메트로 구간에서는 도쿄 메트로의 자동 방송이 사용된다.
또한 모하 E231형 800번대에는 다카오역 이서 주오 히가시선의 협소 터널에도 입선이 가능한 것을 나타내는 ◆마크가 붙여져 있다. 영업 운행을 개시하기 직전인 2003년 4월 제4편성이 성능시험에서 미타카 역~고후역~엔잔역~고후 역~미타카역간을 실제로 주행했다.
측면의 LED 표시기는 행선지와 노선명을 교대로 표시하지만 도자이 선, 츄오·소부 완행선 주행중에도 노선명 표시는 '지하철 도자이선 직통'이다. 또한 차내 표시기의 '지하철 도자이선 직통'은 도자이 선에 들어가기 전인 JR 선내 및 나카노역·니시후나바시역 정차중에만 표시된다. 차내 표시기는 행선·종별도 표시되며(예:「次は 浦安」→「Next Urayasu」→「次は ウラヤス」→「通快 三鷹 行」→「Commuter Rapid for Mitaka」) 해당 노선내 역 넘버링에 대응하고 있지 않다. 그 외에 열차번호 표시기의 표시는 JR 구간 내에서 열차 번호를 전부 표시하는 것으로 말미의 알파벳은 쾌속이 A, 보통은 Y이다(예：500A…01 K운용의 오전 5시대발 도자이선내 쾌속 열차). 반면 도자이 선 구간에서는 운용 번호인 00K(01K등)가 되어 나카노와 니시후나바시에서 변경한다. 영업 개시 직후의 2003년 5월에는 도자이 선 구간에서도 JR방식의 표시를 볼 수 있었던 적이 있었지만 현재는 운용 번호로 통일되고 있다.
미타카 차량센터의 E231계 편성에는 주오·소부 완행선용의 편성과 도자이선 직통용의 편성 번호(편성지의 번호)는 함께 '미트 1' -로 표시하기 때문에, 그대로 운용의 구별을 할 수 없던 터라 '미트'와는 별도의 운용 기호로 주오·소부 완행선용이 'B편성', 도자이선 직통용이 'K편성'으로 관리되고 있다.
또한 모하 E231형 800번대에는 다카오역 이서 주오히가시선의 협소 터널에도 입선이 가능한 것을 나타내는 ◆마크가 붙여져 있다. 덧붙여 영업 운행을 개시하기 직전인 2003년 4월, 제 4편성이 성능시험에서 미타카 역~고후역~엔잔역~고후 역~미타카역간을 실제로 주행했다. 또한 도카이도 선 고즈역까지 시운전으로 입선한 바있다. 신주쿠 역 과선교 재가설 공사 등에서 주오선과 도자이선의 직통 운행이 종일 중지가 되면 차량은 모두 미타카 차량센터에 유치된 채로 있으며 도자이선에서의 800번대 운용은 도쿄 메트로나 도요 고속 철도 차량에 의한 대체로 운행된다.

##### 편성 조성
|           | ←쓰다누마·니시후나바시(지하철 도자이선 기준)나카노·미타카→ |                   |                |                |                   |                |                |                   |                |                |
| 호차      | 1                                                          | 2                 | 3              | 4              | 5                 | 6              | 7              | 8                 | 9              | 10             |
| 형식      | 쿠하 E231 -800                                             | ＞ 모하 E231 -800 | 모하 E230 -800 | 사하 E231 -800 | ＞ 모하 E231 -800 | 모하 E230 -800 | 사하 E231 -800 | ＞ 모하 E231 -800 | 모하 E230 -800 | 쿠하 E230 -800 |
| 탑재 기기 |                                                            | VVVF              | SIV,CP         |                | VVVF              | SIV            |                | VVVF              | SIV,CP         |                |
| 차량 중량 | 26.1t                                                      | 28.8t             | 28.6t          | 22.8t          | 28.8t             | 28.3t          | 22.6t          | 28.8t             | 28.6t          | 26.1t          |

### 근교형

#### 개요
2000년 3월부터 오야마 전차구(현 오야마 차량센터)의 115계 대체용으로 신조 배치되어 같은 해 6월 21일부터 도호쿠 본선의 우에노~구로이소간(우츠노미야 선 구간에 상당)의 보통·쾌속 열차로 영업운행을 개시했다. 2001년 9월 1일부터는 다카사키 선(조에쓰선·료모 선의 다카사키 - 마에바시 구간 포함)의 보통·쾌속 열차로도 운용을 개시하여 같은 해 12월의 쇼난 신주쿠 라인 운행 개시와 함께 해당 노선과의 직결 운행 대상인 요코스카 선·도카이도 선까지 운용이 확대되었다. 2004년 10월 16일에 있었던 운전시각표 개정으로 오야마 차량센터의 115계 전동차를 모두 대체했다.
또한 2004년 1월부터는 고즈 차량센터의 113계 대체용으로 신조 배치가 시작되었다. 도카이도 선에서의 운용에 앞서 같은해 7월 18일부터 우쓰노미야 선·다카사키 선에서 잠정적으로 운용을 시작하고 10월부터 쇼난 신주쿠 라인 및 도카이도 본선(도쿄-누마즈)·이토 선·고텐바 선의 보통·쾌속 열차로 운용을 개시했다. 2006년 3월 18일에 있었던 운전시각표 개정으로 고즈 차량센터의 113계 전동차를 모두 대체했다. 이 고즈 차량센터를위한 차량은 신형 그린차를 기본으로 조성하여 이에 맞춰 오야마 차량센터를 위한 근교형에도 그린차 조성이 실시되었다(후에 서술한다). 또한 이후에 생산 된 차량은 운전대와 차내 설비의 사양이 일부 변경되었다(자세한 것은 후에 서술).
2006년 3월에 고즈 차량센터에 배치가 완료된 후 우에노 역 발착의 우쓰노미야 선·다카사키 선의 모든 중거리 열차에 그린차를 조성하기로 결정하고 이 결정을 전후하여 같은 해 2 - 6월에 다시 오야마 차량센터를 위한 신조 배포가 이루어졌다. 신조차의 기본 편성은 당초부터 그린차를 포함, 부속 편성에는 11 - 15호차의 스티커를 붙였다. 사양은 고즈 차량센터 배치 차량에 준한다(자세한 것은 후에 서술). 2012년 시점에서 쇼난 신주쿠 라인의 모든 열차가 근교형으로 운행되는 등 다음 노선의 주력 차종이다.
- 운용구간
  - 우츠노미야 선…우에노 - 오미야 - 오야마 - 고가네이 - 우츠노미야 - 구로이소
  - 다카사키 선…（우에노） - 오미야 역 - 구마가야 - 가고하라 - 다카사키 （일부열차는 조에쓰선 신마에바시・료모 선 마에바시까지 연장 운행한다）
  - 도카이도 본선(JR 동일본 구간)…도쿄 - 요코하마 - 오후나 - 히라쓰카 - 고즈 - 오다와라 - 아타미 （일부열차는 아타미에서 JR 도카이구간의 누마즈까지 혹은 고즈로부터 고텐바 선 야마기타까지 연장 운행한다）
  - 이토 선…아타미 - 이토
  - 쇼난 신주쿠 라인…도카이도 본선 오다와라 역／요코스카 선 즈시 - 오후나 - 요코하마 -（힌가쿠 선경유）- 오사키　- 신주쿠 - 이케부쿠로 -（야마노테 화물선경유）- 아카바네 -（도호쿠 화물선경유）- 오미야 - 다카사키 선 다카사키・료모 선 마에바시／우츠노미야 선 우츠노미야
- 차체띠의 색: (신)쇼난색 위■, 아래■
- 재적차량수(2009년 12월 현재)
  - 오야마 차량센터: 기본 편성(10량, U편성) 49개(490량), 부속 편성(5량, U편성) 35개(175량), 총 665량
  - 고즈 차량센터: 기본 편성(10량, K편성) 42개(420량), 부속 편성(5량, S편성) 34개(170량), 총 590량

통근형에 비해 다음과 같은 점을 특징으로 들 수 있다.
- 근교형은 통근형과 비교하여 건널목이 많은 구간을 운행하기 때문에 E217계에서 채용된 충격 흡수 구조를 도입했다. 전조등은 먼 곳에서의 시인성을 고려하여 HID 방식이 채용되고 있다.
  - 충격 흡수 구조의 채용으로 선두 차량은 견고한 구조로 승무원·승객을 보호하는 '서바이벌 존'과 부서지면서 충격을 흡수하는 '크러셔블 존'을 마련하고있다.
  - 따라서 승무원실은 통근형의 1,860mm보다 넓은 2,300mm의 깊이가 확보되어 운전석의 바닥 높이 335mm에서 520mm로 높아져 그만큼 운전대 계기판도 높다.
- 병결 운행시 기본 편성의 쿠하 E230형 8000번대 이외의 선두차에는 전기연결기를 탑재하고 있다.
- 쇼난 신쥬쿠 라인이나 2014년에 예정되어 있는 도카이도 본선 우츠노미야 선·다카사키 선의 직통운전에 의해 간토 지역 전역에서 운용되기 때문에 한랭지 운용에 대비하여 승객용 출입문 옆에 개폐 버튼을 설치, 반자동 취급에도 대응하고 있다. 오야마 차량센터에 소속된 차량은 2007년 초부터 반자동문의 취급을 표기한 스티커가 출입문에 붙여지고 있다.
- 주행 노선을 고려하여 제동 장치에 억속 제동이 탑재되어 있다.
- VVVF 인버터 장치로는 히타치 제작소제[9]2레벨 IGBT 소자를 채용하여 저속에서 중속역으로 가속할 때에 전동기 및 인버터 장치에서 발생하는 변조음(變調音)이 줄어드는 독특한 특징이 있다. 반대로 감속시에는 변조음이 상승한다(가속음: メディア:E231.ogg)(감속음: メディア:E231Deceleration.ogg). 점착 계수가 낮고 시작 가속도는 0번대보다 조금 낮은 2.3km/h/s이다.
- 보조 전원 장치는 통근형과는 달리 제조 업체가 변경되고 용량 210kVA의 SC66형을 탑재하고 있다(2003년도 이후 생산 차량은 변경사항 후에 서술).
- 차내는 롱시트를 기본으로 하고 있지만, 근교형 사양을 위해 편성의 일부 차량에는 세미 크로스시트를 설치하고 있다.
- 주행 구간이 장거리이기에 화장실이 설치되어 있어 기본 편성은 편성의 2개소(그린차 1개소), 부속 편성에서는 한 곳에 배치되어 있다. 오물 처리 장치는 진공 흡입식이 채용되고 있다.
- 출입문의 개폐장치로는 리니어 모터 구동식이 채용되었다.

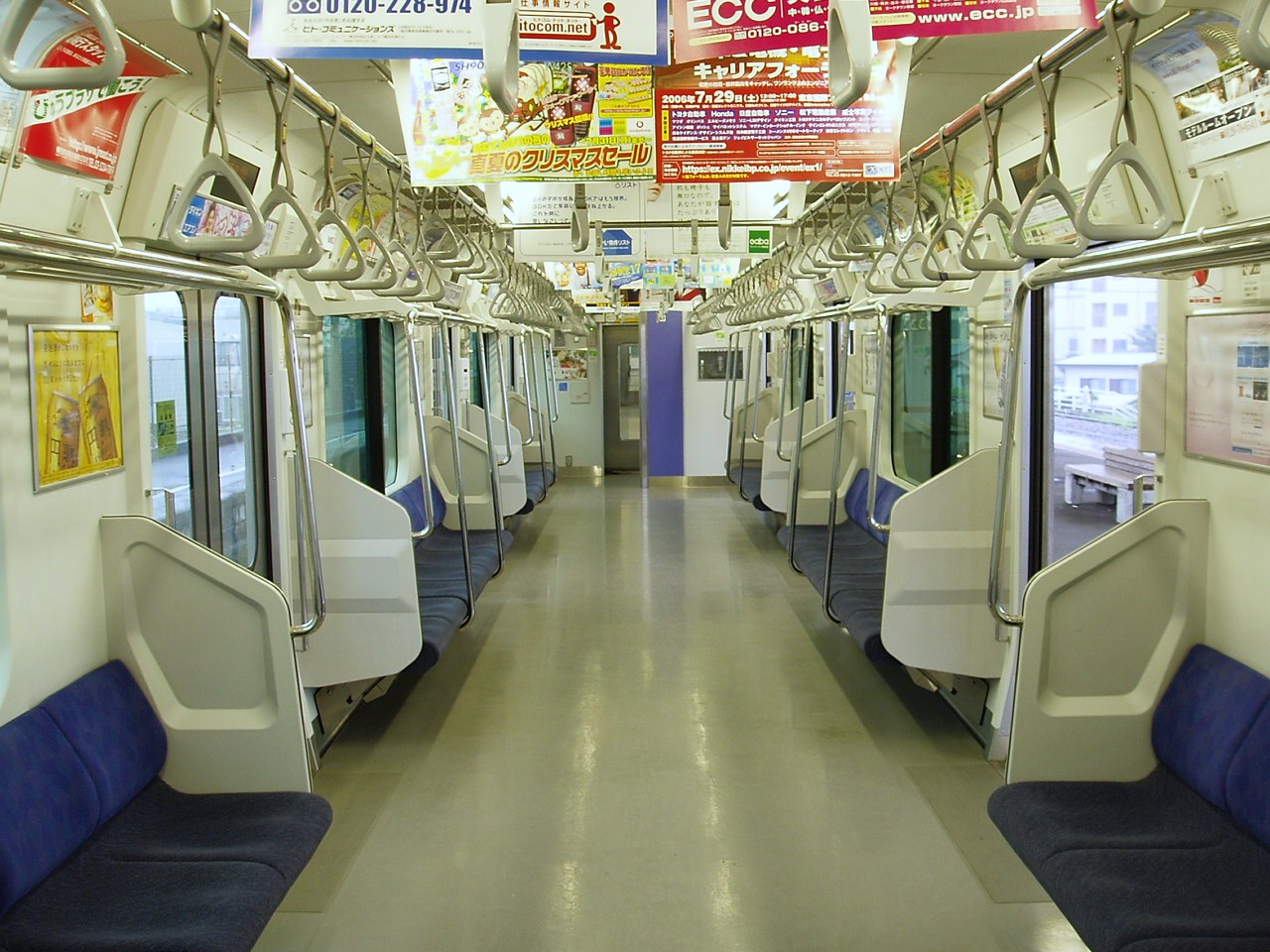
근교형 롱시트 차량 실내
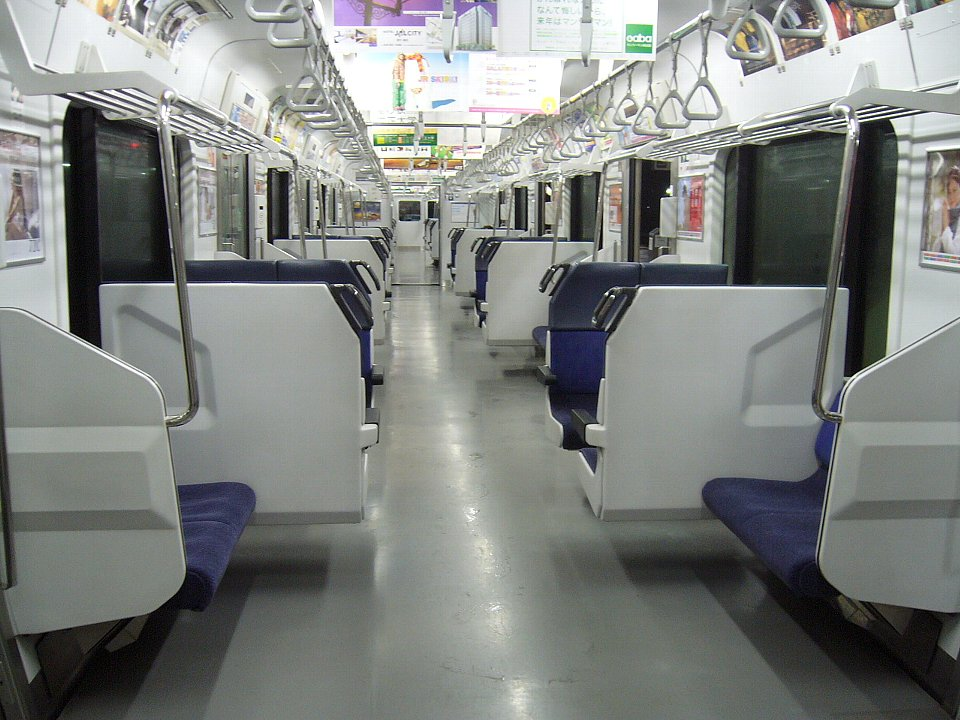
세미 크로스시트 차량 실내
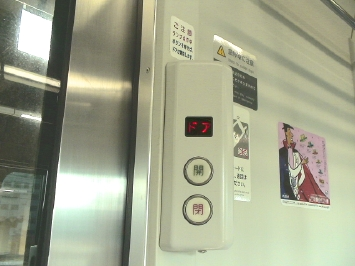
승객용 출입문 스위치
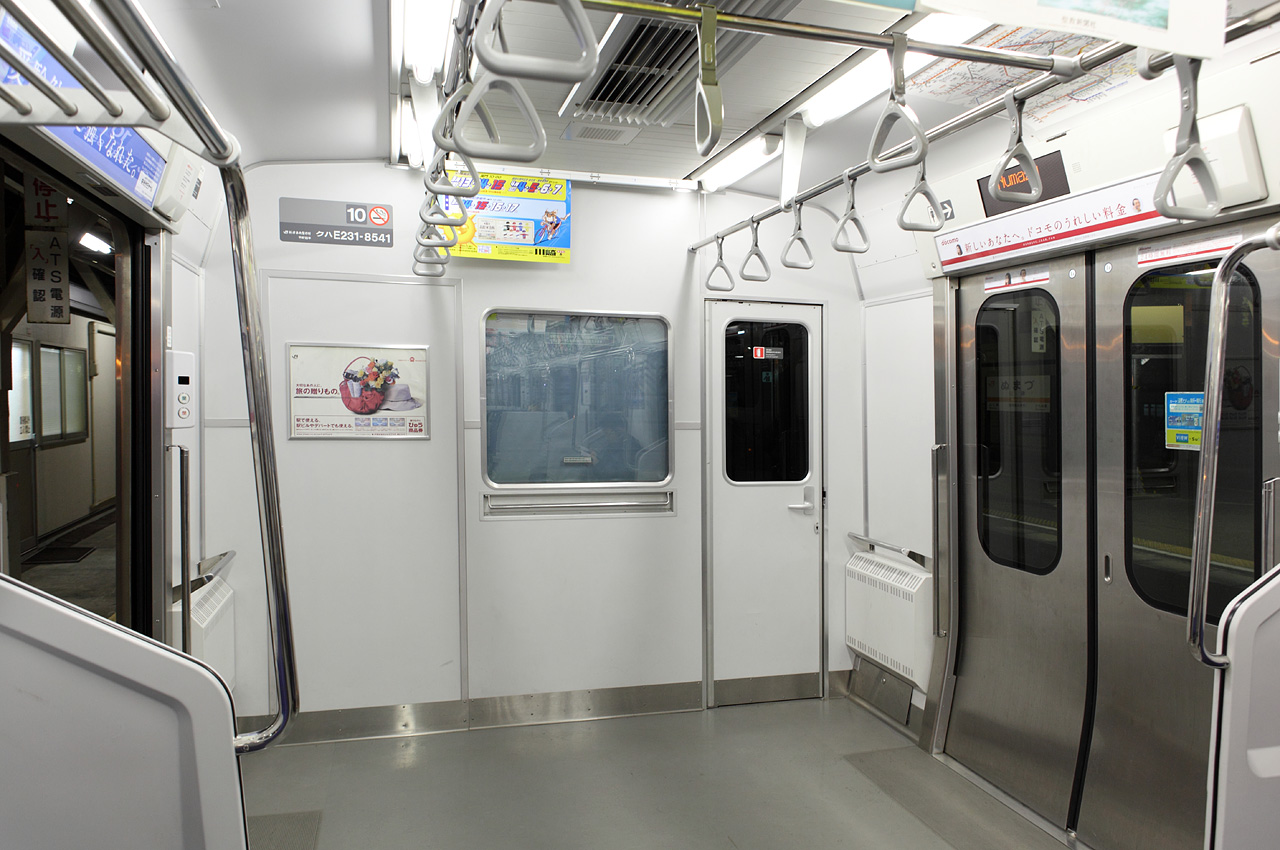
승무원실측실내 구분에 관해서는 왼쪽에서 탈출구, 전망창, 구분비창 그중 차광막은 전망창만 설치되어 있다. (쿠하 E231-8541）
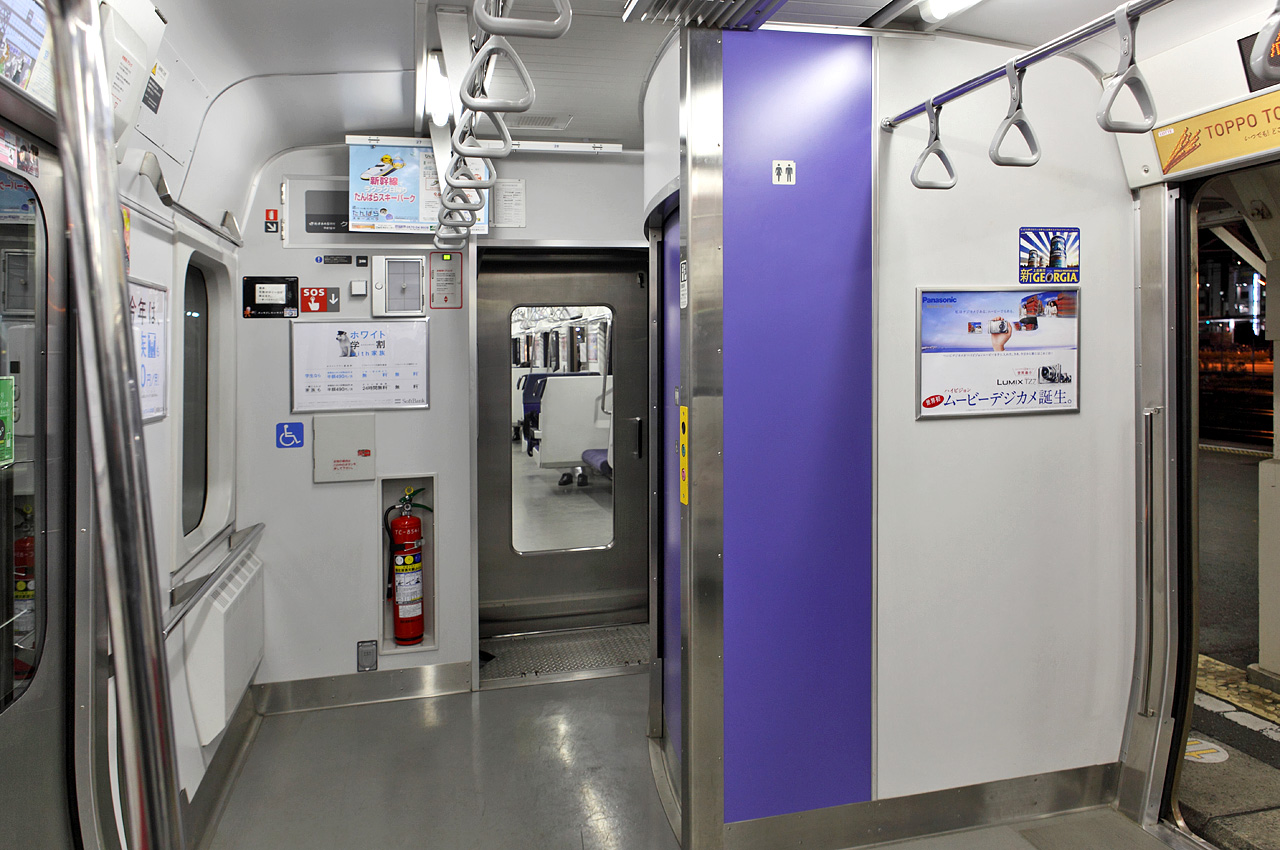
연결면측 실내 휠체어 스페이스와 화장실 (쿠하 E231-8541）손잡이가 우선석 손잡이였다.
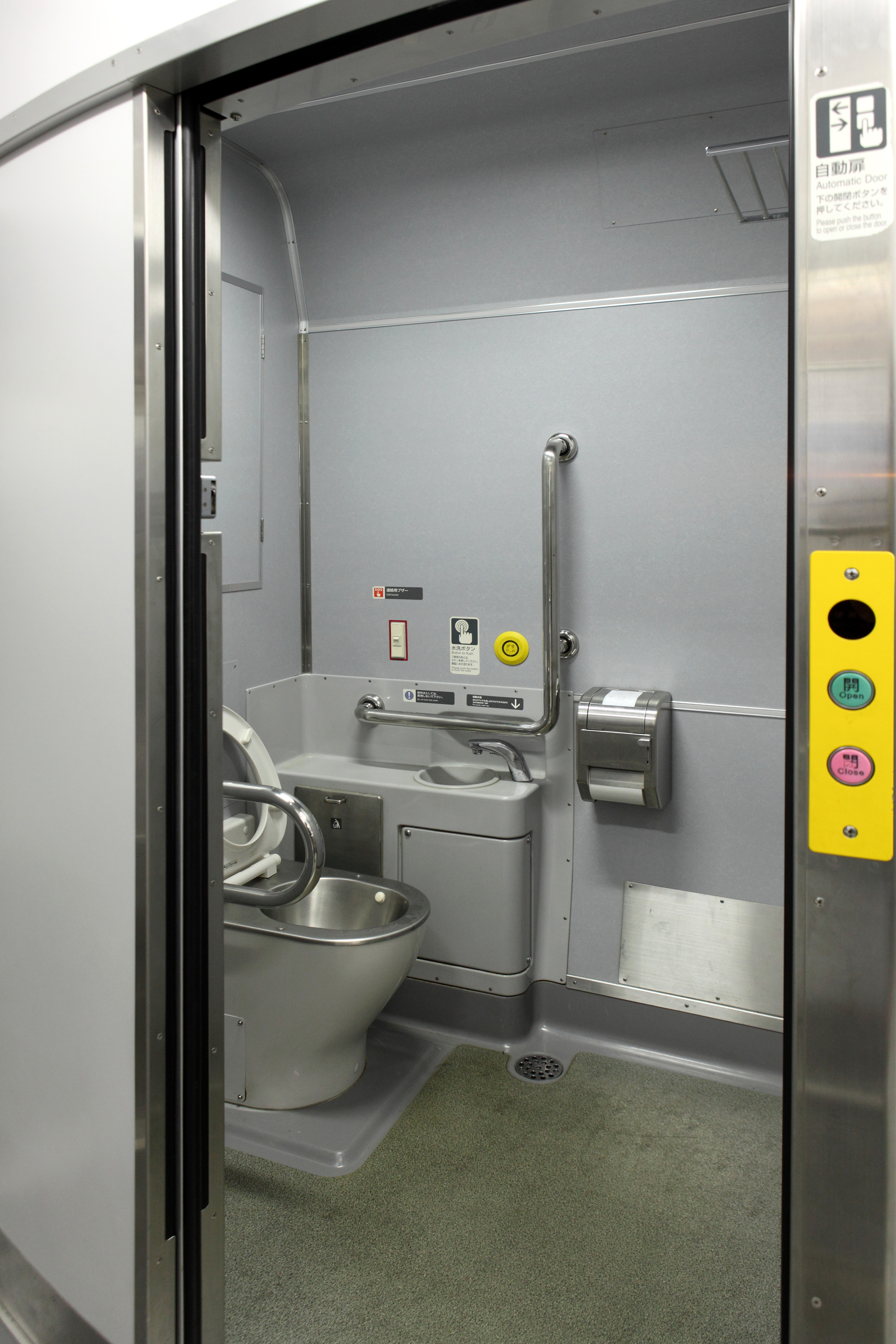
베리어프리 화장실 (쿠하 E231-8541）
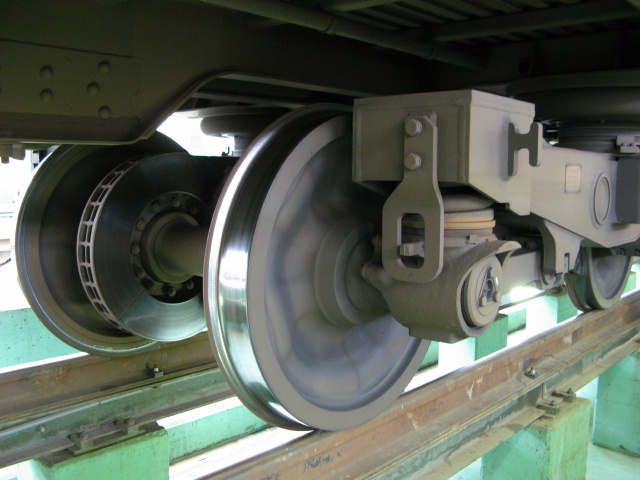
E231계 근교형 차량의 부수대차

#### 소속 차량기지와 운용 노선

##### 오야마 차량센터
- 2007년 3월 현재의 배치수는 기본 편성(10량, U편성) 49편성 490량과 부속 편성(5량, U편성) 35편성 175량의 합계 665량이다.
  - 2000 - 2003년에 기본 편성(10량, U편성) 41편성 410량과 부속 편성(5량, U편성) 28편성 140량의 합계 550량이 배치되었다.
    - 당초는 전차량 보통차였지만 우쓰노미야·다카사키 선의 그린차 도입에 수반하여 2004년 - 2005년에 걸쳐 모든 기본 편성에 2층 그린차 2량이 조성되었다. 위에서 서술한 대로 편성에서 벗어난 기존의 보통차는 고즈 차량센터에 전속하여 같은 소속에 새롭게 배치된 편성으로 조성되었다.

  - 그 후 2006년 2 - 6월에 걸쳐 우에노 발착 우쓰노미야 선·다카사키 선의 모든 중거리 열차에 그린차가 편성된다는 발표와 전후로 기본 편성 8편성 80량과 부속 편성 6편성 30량의 합계 110량이 추가 투입되었다
    - 이러한 편성의 배치에 의해 같은 해 7월8일의 운전시각표 개정으로 다카사키 차량센터 소속의 211계 운용의 일부를 교체하여 우에노역 발착의 우쓰노미야 선·다카사키 선의 모든 중거리 열차에 그린차가 연결되었다. 또한 이 개정으로 상시 15량 운용이 큰폭으로 증가했다. 게다가 이것에 맞추어 우쓰노미야 선내의 지치의대 역·이시하시 역·스즈메노미야 역의 홈이 15량 대응으로 연장되어 우쓰노미야역까지 15량 편성으로 운용할 수 있게 되었다.

  - 2007년 3월 하순에는 훈련차분의 예비차 증가에 대응하기 위해 도큐 차량 제조에서 부속 편성 1개(U-118편성)가 신조되었다. 덧붙여 이 편성이 통근형도 포함한 본 계열의 마지막 신조 편성이다.
- 2012년 3월 현재 다음의 노선·열차에서 운용되고 있다.
  - 우쓰노미야 선
  - 다카사키 선, 조에쓰선·료모 선(우에노 - 다카사키 - 신마에바시 - 마에바시)의 보통·쾌속 열차(가고하라 이북에서의 부속 편성 운용은 없다)
  - 쇼난 신주쿠 라인의 요코스카 선 - 우쓰노미야 선계통
  - 요코스카 선의 일부 보통 열차(오후나발 즈시행 3835M·즈시발 오후나행 3834M)에 이용되고 있다.
- 2006년 3월 18일부터 같은 해 1 - 2월에 완성된 일부 편성이 당시 차량 부족현상을 겪고 있던 고즈 차량센터에 대출되고 있었다. 또한 2008년 2월에도 부속 편성 1개가 E217계의 전출로 차량이 부족한 고즈 차량센터에 대출되었다. 해당 편성에는 도카이 여객철도(JR 도카이) 구간(도카이도 선 아타미 - 누마즈·고텐바 선 고즈 - 야마기타)으로의 입선을 고려하고, 해당 센터 소속 편성의 본래 운용 구간에서는 필요없는 속도 대조 조사 대응의 ATS-SN형이 탑재되어 실제로 JR 도카이 구간에도 입선 했다.
- 2008년 봄까지 전편성의 스커트가 V자 첨대형의 것으로 교환되어 우선석 부근의 손잡이도 E233계와 동일한 형태로 교환되었다. 덧붙여 2006년도에 증비한 U-584에서 U-105 이후의 편성은 생산 당시부터 V자 첨대형 형상의 스커트를 장비하고 있다. 제조는 그린차는 물론 모든 차량이 도큐 차량·가와사키 중공업이 담당했다.
- 2008년에는 U520·U14편성에 홈 검지 장치가 장착되었다. 이 장치는 게이힌 도호쿠 선·네기시 선에서 사용되고 있던 209계의 것을 재이용한 것이다. 그 후 양편성 모두 2009년 2월 무렵에 철거되었다.

##### 고즈 차량센터
- 2004 - 2006년에 기본 편성(10량, K편성) 42편성 420량과 부속 편성(5량, S편성) 34편성 170량의 합계 590량이 배치되었다. 이 안에는 도카이 여객철도(JR 도카이) 소속의 113계 중 도쿄 - 아타미 사이에 노선 연장하고 있던 편성(시즈오카 차량구 소속의 구 T편성)의 치환분도 포함되어 있다. 소속 량수는 2010년 5월 기준으로, 배치 완료시의 590량으로부터 전혀 변화하고 있지 않다.
- 2012년 3월 현재 아래의 노선·열차에서 운용되고 있다.
  - 도카이도 본선(도쿄 - 누마즈)
  - 이토 선
  - 다카사키 선 일부의 보통·쾌속 열차
  - 쇼난 신주쿠 라인의 도카이도 본선 - 다카사키 선 계통(오다와라 - 마에바시 단 후카야 이북에서의 부속 편성 운용은 없다)
- 다카사키 선에서는 오야마 소속 기본 편성+고즈 소속 부속 편성의 운용도 있다.
- 운용 범위는 매우 광범위하며 2008년 3월 15일 당시의 운전 시각표에서는 1일에 1000km 이상을 주파하는 운용도 있다.
- 배치 개시 직후 일부의 부속 편성이 JR 도카이 시즈오카 지사에 승무원 훈련을 위해 대출되어 시운전으로 하마마쓰역까지 입선했던 적이 있는 것 외에 기본 편성도 '하마유리호'로 히가시다고노우라 역까지 입선했던 적이 있다. 2009년에는 부속 편성이 같이 '하마유리호'로 시즈오카역까지 입선 하고 있다.
- 또한 일부 편성이 배치 개시 직후부터 2006년 2월에 걸쳐 오야마 차량센터로 대출되어 오야마 소속으로 우쓰노미야 선이나 쇼난 신주쿠 라인의 요코스카 선 - 우쓰노미야 선 계통의 운용이나 다카사키 선의 오야마 소속 운용에도 사용되었다.
- 2008년 봄까지 전편성의 스커트가 V자 첨대형으로 교환되어 우선석 부근의 손잡이도 E233계와 동일한 형태로 교환되었다. 덧붙여 니이즈제인 K-23·S-22편성 이후의 편성은 생산 당시부터 V자 첨대형 형상의 스커트를 탑재하고 있다.
- 2003년 - 2004년도에 생산된 K-01 - K-22·S-01 - S-21편성은 도큐 차량·가와사키 중공업제이지만, 2005년부터 K-23·S-22편성 이후의 보통차는 모두 니쓰 제작소제가되고있다(다만 편성 가운데의 그린차는 도큐 차량 제조). 또한 니쓰제는 생산 초기부터 V자 형태로 탑재된 대형의 스커트를 장착하고 있다.

그린차 조성에 따른 편성 기준
고즈 차량센터로의 투입과 같은시기에 오야마 차량센터의 기본 편성에 대해서도 전체 편성에 2층 그린차를 조성하는 것이 결정되었다. 따라서 기존의 오야마 차량 센터에 배치된 U-501 - U541편성(총 41편성)의 4.5호차에 신조한 2층 그린차(2량)를 조성했으며 사하 E231형 1000번대 2량을 염출했다.
한편 고즈 차량센터에 우선 배치된 K-01편성 10량 전체 차량이 신조 차량으로 제조 되었으나 이후 K-02편성 - K-42편성(총 41편성)에서 편성 가운데 6·7호차를 제외한(그린차 포함) 8량 편성으로 제조되었다. 후자는 오야마 차량센터에서 염출된 사하 E231형 1000번대 2량을 조합하여 10량 편성을 조성했다.

#### 그린차(1등차)
모든 기본 편성에는 4·5호차에 그린차가 연결되고 있다. 혼잡 완화와 착석 기회를 늘리기 위해 E217계와 같이 종래의 2층+단층의 조성에서 전편성 2층+2층의 조성이 되었다. 대차에는 요댐퍼가 장비되고 있다. 그린차 자체는 E217계의 사로 E217형·E216형을 기본으로 하고 있지만 이 계열에 맞추어 바닥 높이 변경 및 승객용 출입문 폭 확대 등으로 개선되고있다. 그린차의 냉각 장치는 보통차와는 다른 새로운 디자인의 것으로 용량 23.3kW(20,000kcal/h)의 AU729형을 1량에 2대 탑재하고있다. 대차는 TR246T형 대차가 채용되고 있으며 제조시에는 요댐퍼가 붙어 있었지만, 후년에 철거되고 있다.
초기의 오야마 차량센터 배치 차량에는 도입 당초 그린차가 편성되지 않았지만, 2004년 10월 16일의 운전시각표 개정으로 우쓰노미야 선·다카사키 선의 우에노 발착의 일부 열차와 쇼난 신쥬쿠 라인 전열차의 그린차 도입 때문에 같은 해 7월 1일부터 차례차례 기본 편성으로의 편입으로 1년 후 2005년 6월 말까지 전편성의 편입이 완료되었다. 조성 개시부터 운전시각표 개정에 의한 그린차 서비스 개시까지의 기간에는 우쓰노미야 선과 다카사키 선에서 그린차 차량을 보통차 취급으로 운행하여 '현재 이 차량은 보통차입니다'라는 스티커가 부착되었다. 좌석은 E257계 보통차용 리클라이닝 시트를 기반으로 후면 테이블의 대형화나 물건걸이 후크의 신설 등으로 개선된 것이다. 좌석 모켓은 2층석 청색, 단층석과 1층석은 적색계이다. 또한 단층석에는 선반이 설치되어 있지만 1층석·2층석은 설치되어 있지 않다. 측면 창은 열선 흡수 유리이지만 각 창문에 커튼이 설치되어 있다.
우쓰노미야 선·다카사키 선·쇼난 신주쿠 라인에서는 1등차의 도입과 동시에 1등차 Suica 시스템과 그린 어텐던트에 의한 서비스가 도입되어 1등차의 각 좌석의 천정부에는 Suica(상호 이용을 할 수 있는 IC카드를 포함한다)를 터치하기 위한 장치(R/W <리더/라이터>)가 장착되었다. 이 시스템은 역이나 홈에서 그린권 판매기로 IC카드로 승차 구간의 정보를 기록시켜 승차 구간의 시발역에서 IC카드를 읽는 장치(R/W <리더/라이터>)에 터치하면 좌석 천정부의 램프가 빨강에서 초록으로 바뀌고 승차 구간의 종착역에 정차하면 좌석의 천정부 램프가 초록에서 빨강으로 자동으로 바뀌게 되어 있으며 또한 승차 구간에서 그린차의 좌석을 바꾸는 일이나 다른 열차의 그린차로 갈아타는 일도 할 수 있게 되어 있다.(이 때에는 리더/라이터에 IC카드를 터치해 천정부의 램프를 초록에서 빨강으로 할 필요가 있다) 또한 테이블에는 Suica 시스템 이용 방법의 안내 스티커가 첨부되었다.
그 후 도카이도 본선의 도쿄 방면 발착 열차에서는 2006년 3월 18일의 다이어 개정으로부터 그린차 Suica 시스템이 도입되어 우쓰노미야 선의 우쓰노미야 - 구로이소간에서도 그린차를 연결한 편성의 운용이 개시되었다.
또한 4호차에는 차장용 승무원실과 업무용 시설 등이 마련되어있다. 승무원실내에는 TIMS 단말기의 모니터 화면과 기본 편성용 VIS 중앙 정보 장치, VIS 무선 안테나 등이 설치되어 있다. 한편 업무용실에는 그린 어텐던트용으로 커피 메이커 및 냉장고 등의 차내 판매 설비도 설치되어 있다. 5호차의 아타미·우에노 방면의 데크에는 세면소와 남녀 공용의 서양식 화장실이 설치되어 있다. 보통차 화장실과의 차이점은 휠체어 비대응인 것으로 251계나 E217계 등과 같이 천정 매입형 환기팬이 설치되어 있는 것, 출입문은 수동 개폐인 것을 들 수 있다. 환기팬은 세면소와 단층부에도 설치되어 있다.
그린차의 사양은 오야마·고즈 소속 거의 동일하고, 도어 개폐 알림 램프나 VIS 장치도 설치되어 있다. 그 때문에 초기에 완성된 오야마 소속도 그린차 차내의 LED 표시기는 모두 2단으로 되어 있어 운행 정보 등을 안내하는 것이 가능하다. 데크에서는 주요역 정차 직전에 '곧 정차합니다. 손잡이를 잡아 주세요'라는 주의 방송이 흐른다.
초기에 완성된 오야마 소속의 1001 유닛 - 1006 유닛 및 고즈 소속의 K-01편성과 K-02편성 사로의 좌석은 다른 차량과 달리 그립이 설치되어 있지 않다. 덧붙여 이러한 편성에서는 2008년 봄무렵부터 차례차례, 다른 차량과 같은 그립 부착의 좌석으로 교환 하고 있다.
2006년에 완성된 오야마 소속차(U-584 - U-591편성)에 관해서는 형광등의 커버가 금속제의 것으로 되어 있다.
도카이도선에서 여성 그린 어텐던트 폭행 사건이 다발했기 때문에, 승강구(데크)와 승무원실·업무용실앞에 방범 카메라가 설치되었다.

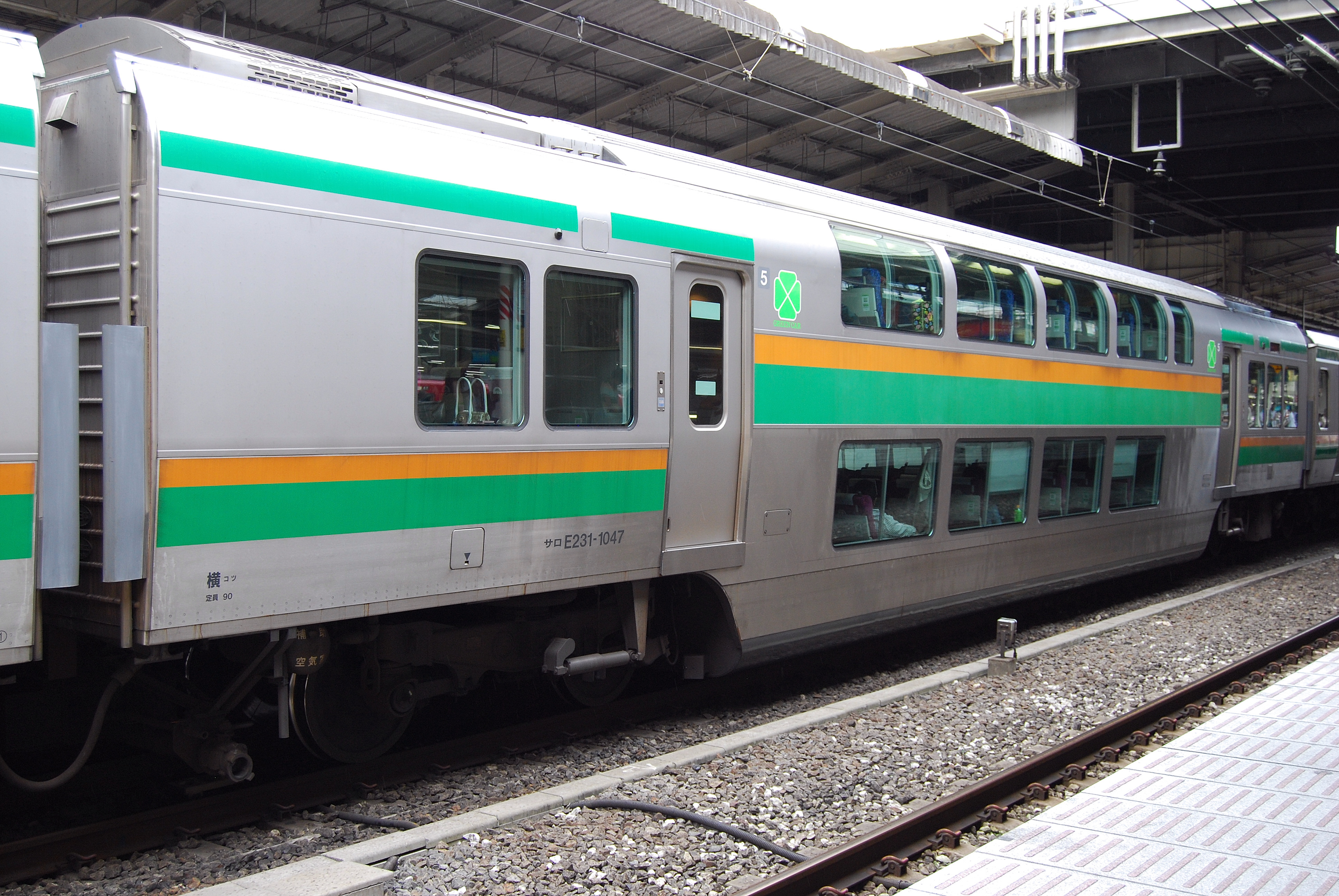
사로 231-1047
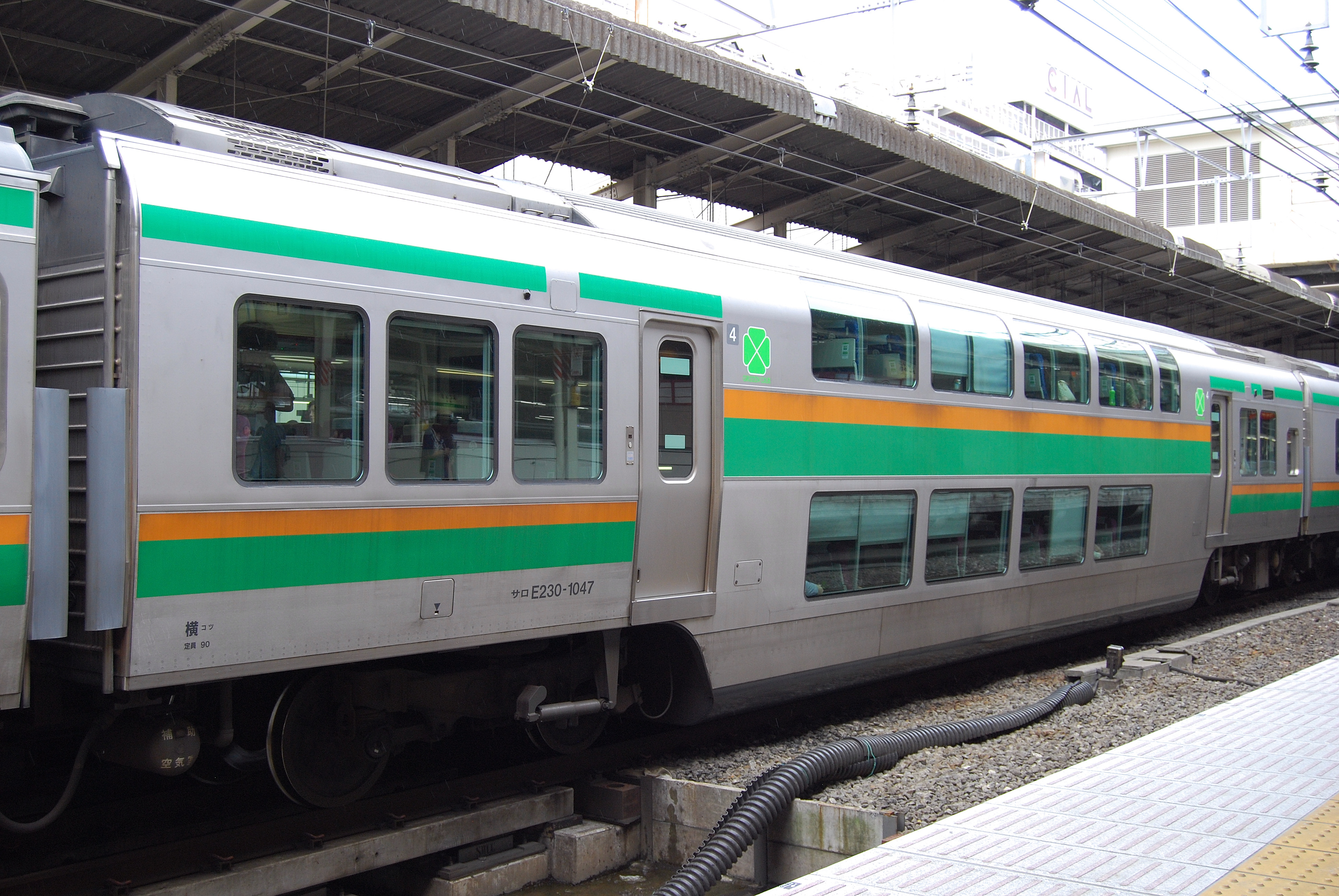
사로 230-1047
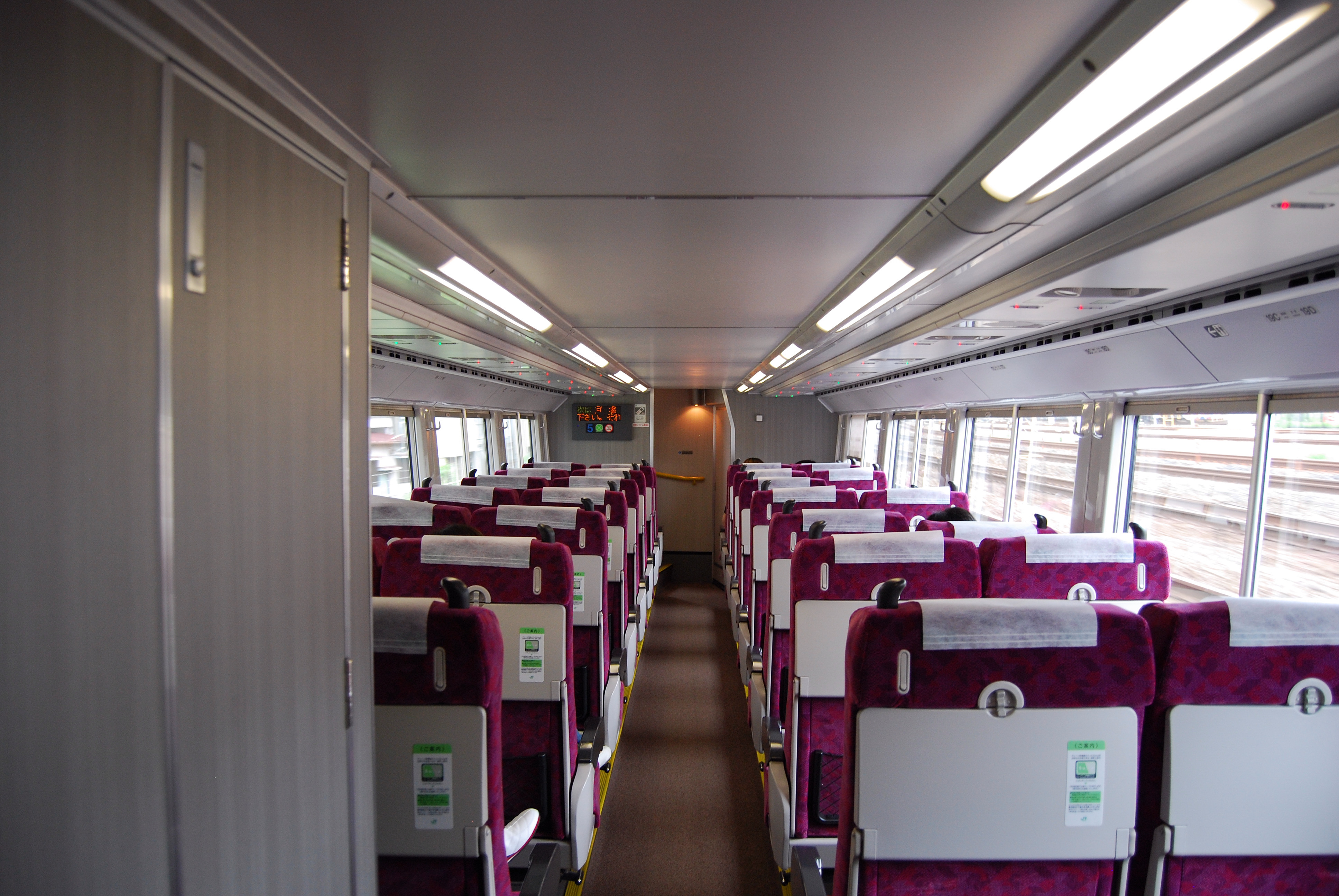
그린차 1층의 차내
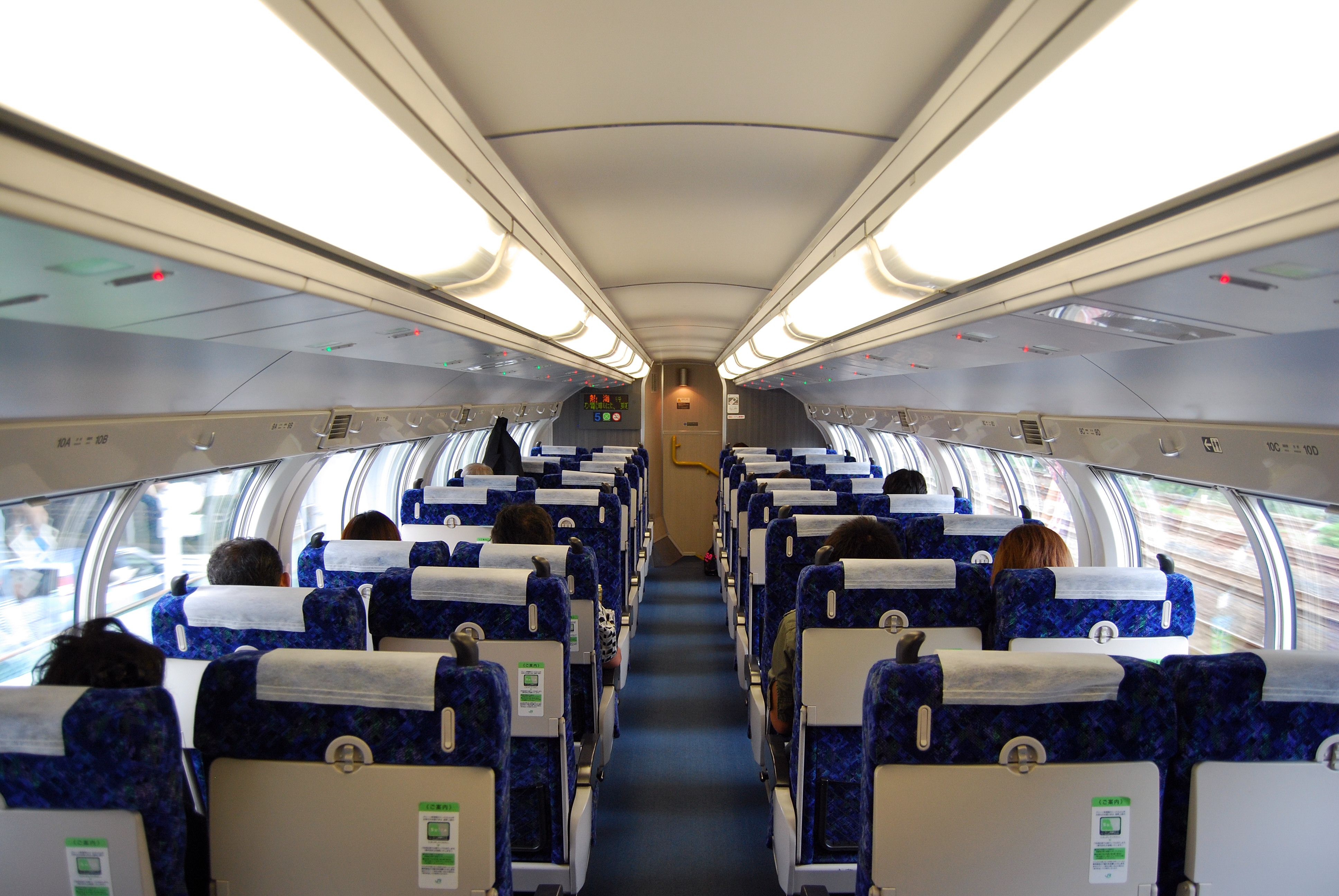
그린차 2층의 차내
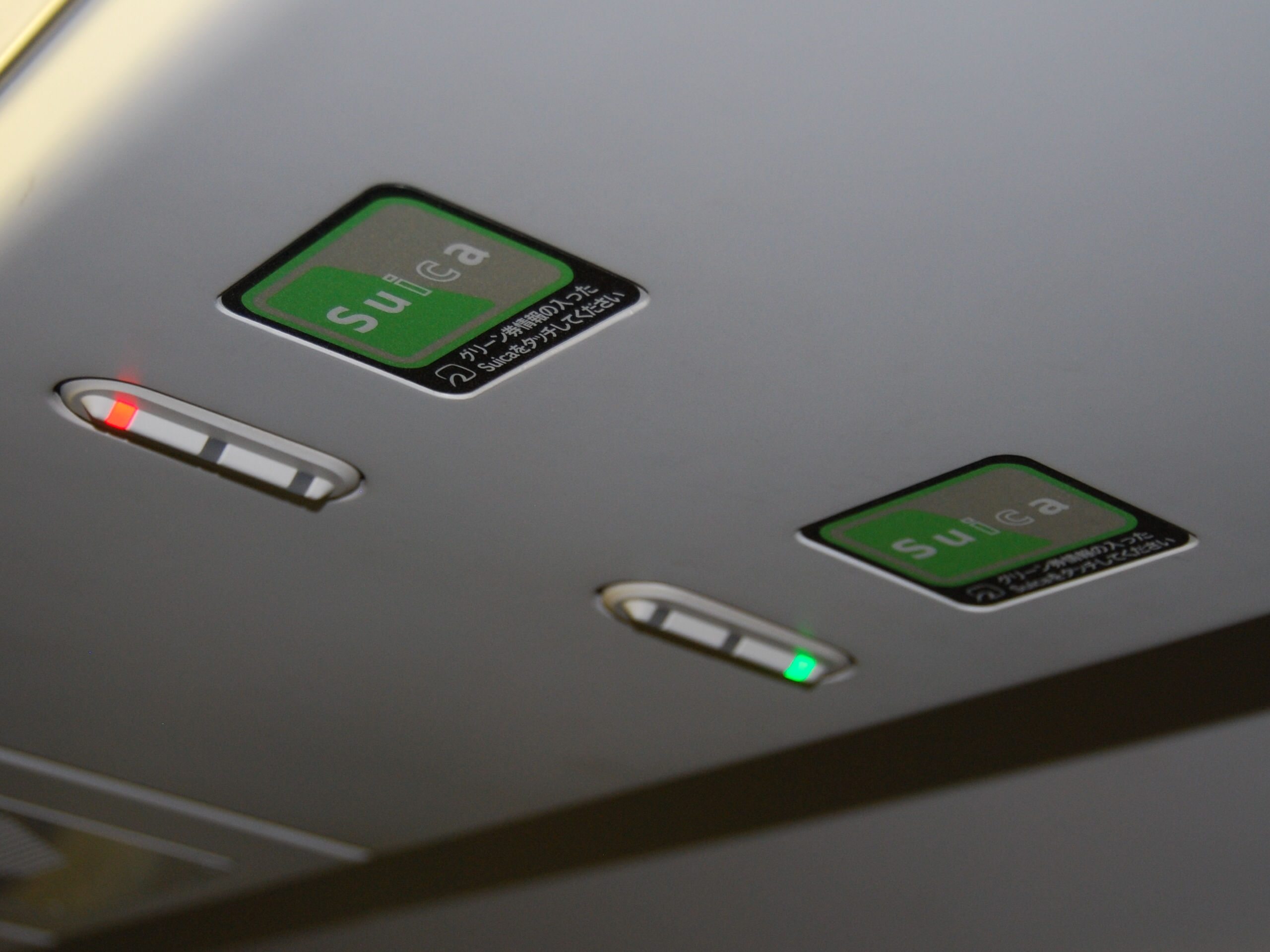
그린차 천정의 IC 카드를 읽는 장치(R/W〈리더/라이터〉)와 램프 표시
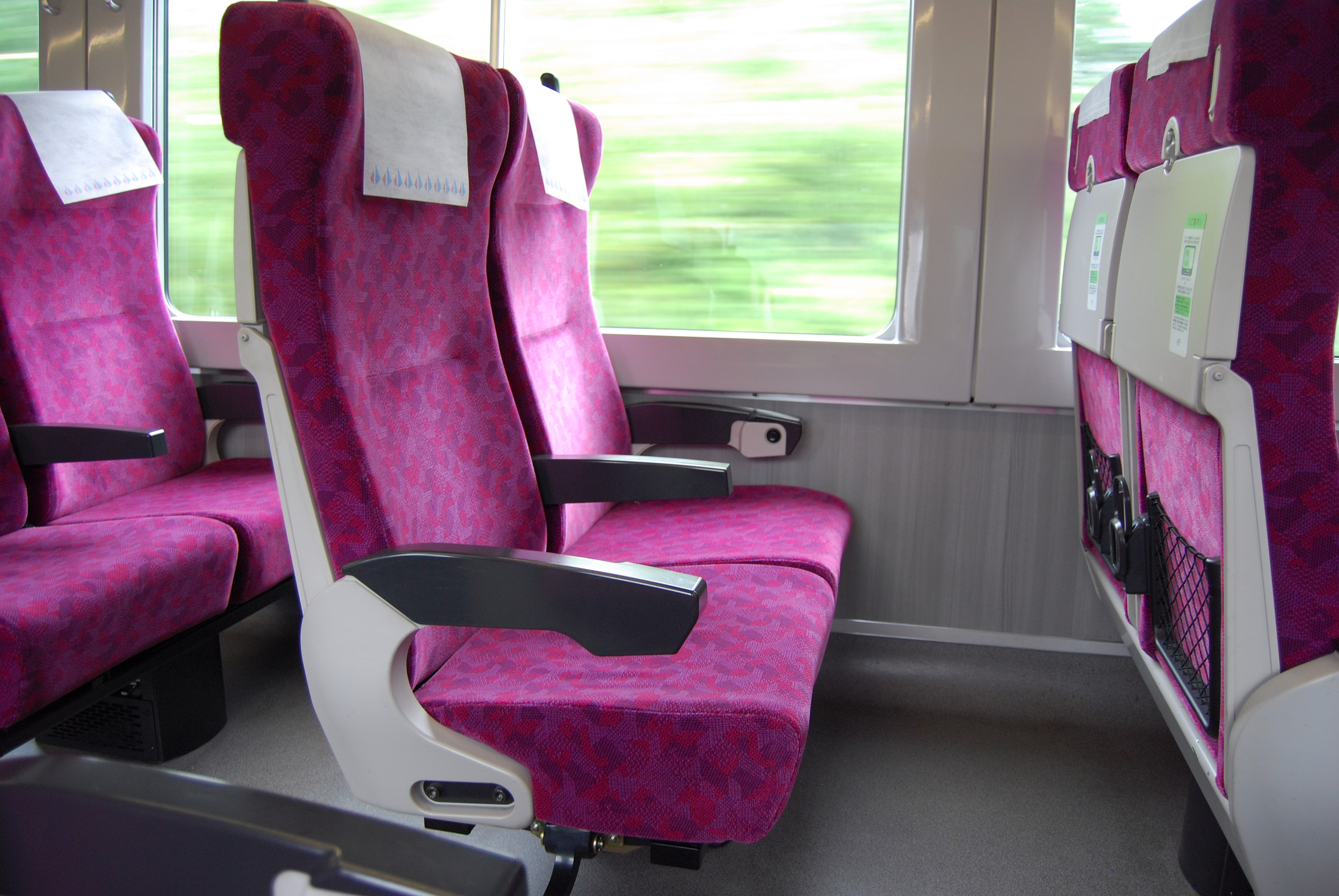
그린차 1층의 좌석
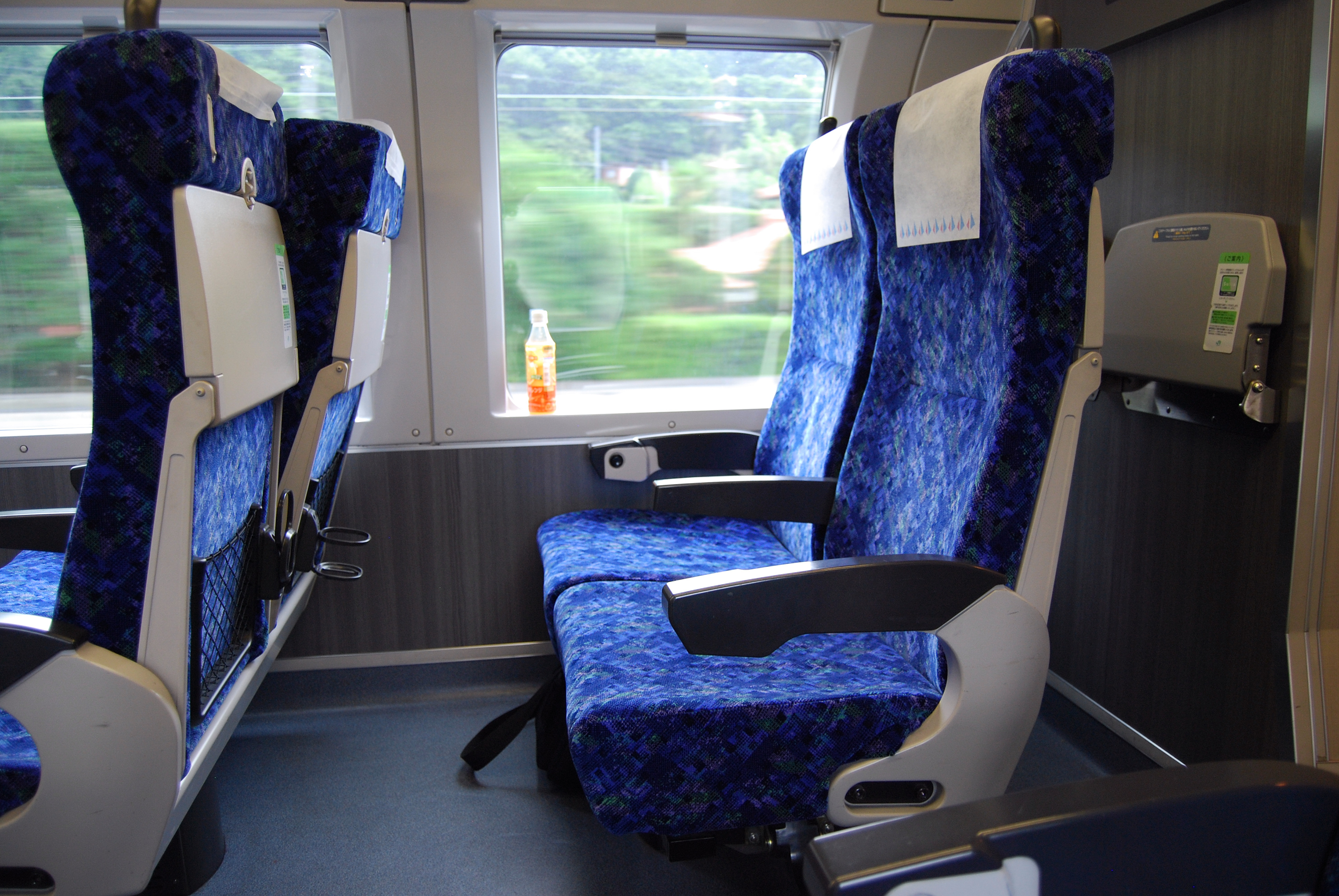
그린차 2층의 좌석
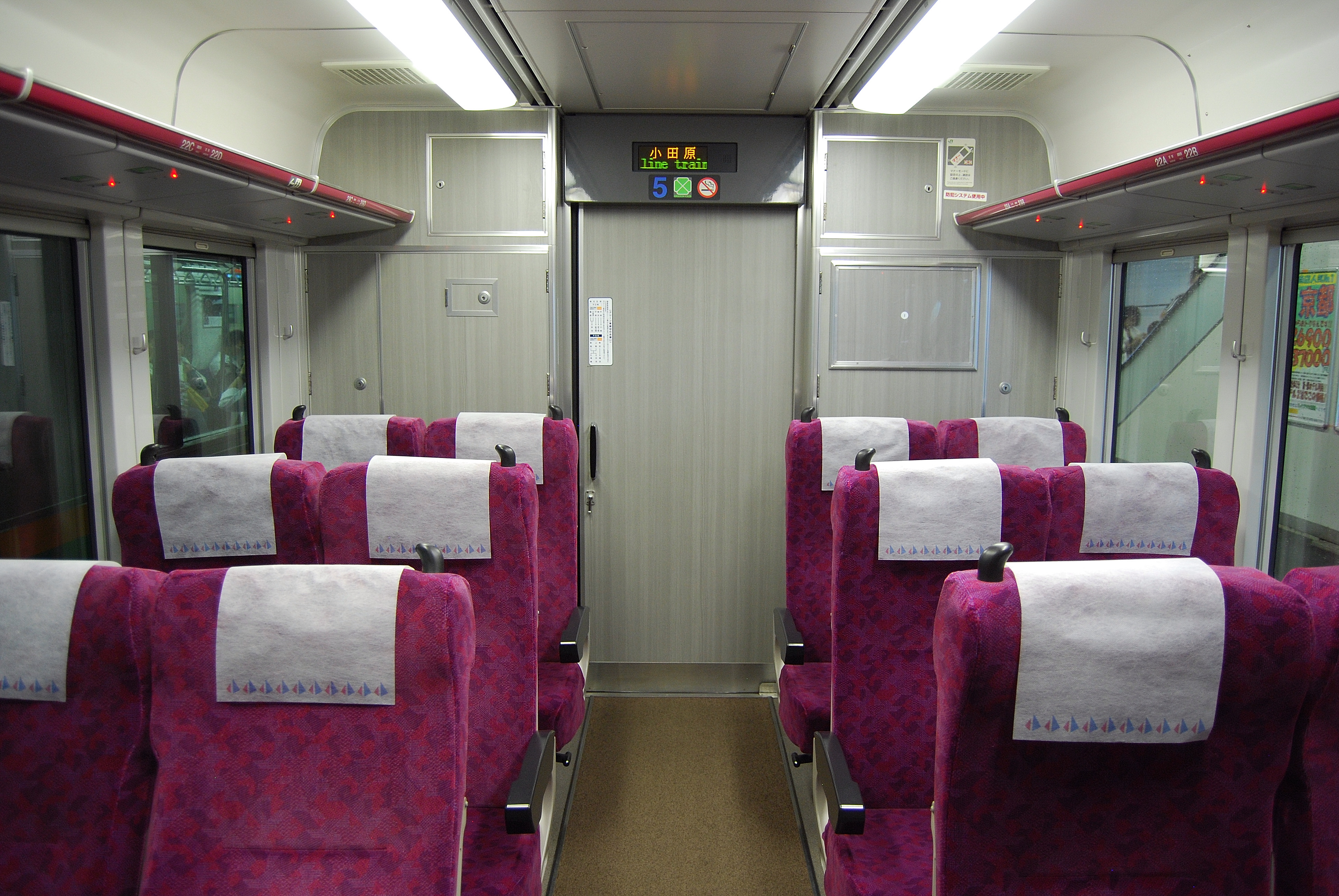
그린차 단층의 차내
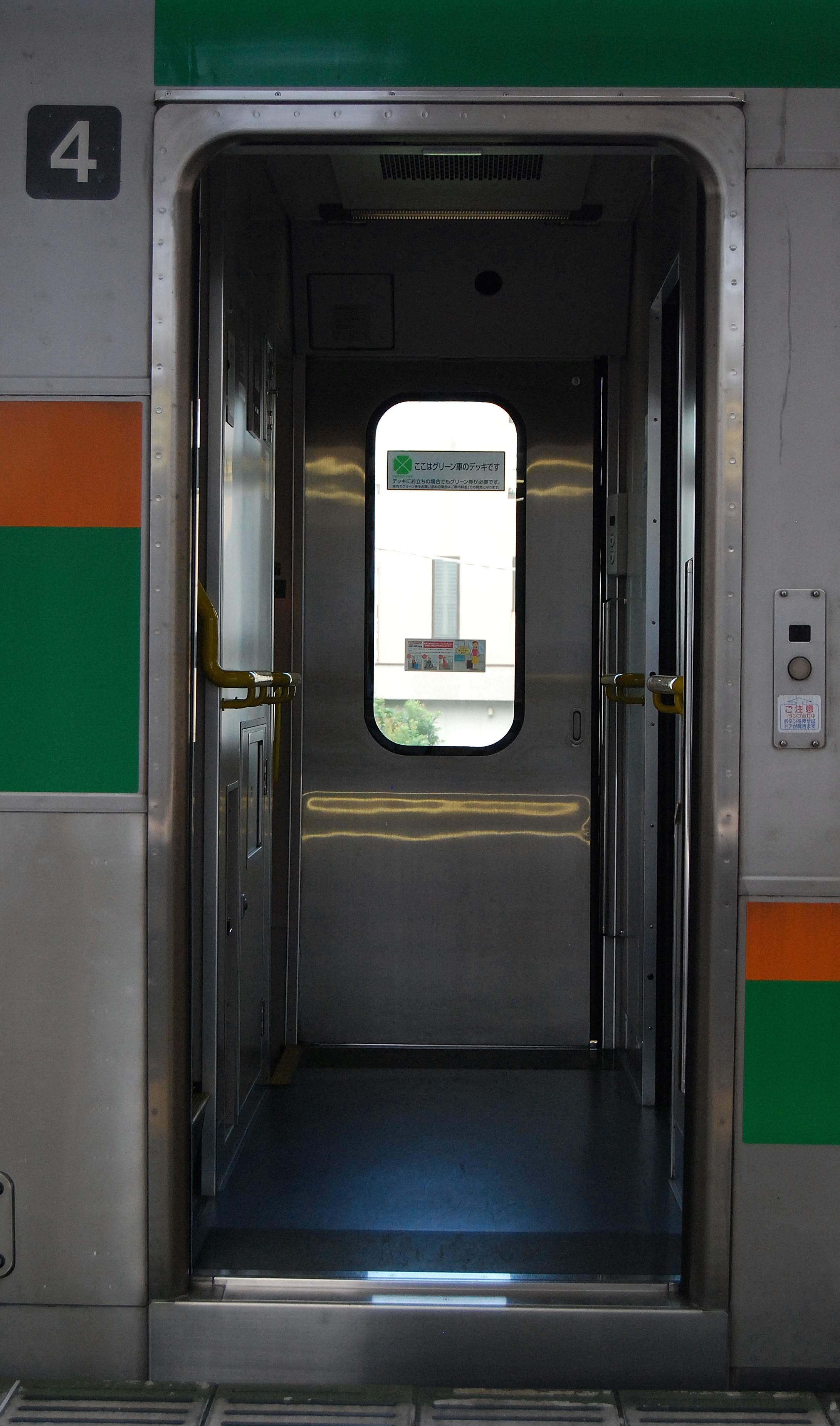
그린차의 데크와 출입구

#### 제조 시기·소속선구에 의한 사양의 차이
2000년 3월부터 2003년 2월까지 오야마 차량센터에 신조 배치된 차량과 2004년 1월부터 2006년 3월까지 고즈 차량센터에 신조 배치된 차량과는 사양의 재검토가 되고 있어 아래에 주된 변경점을 말한다. 덧붙여 앞에서 서술한 2006년 2월 이후에 재차 오야마 차량센터에 신제 배치된 차량에 대해서는 별도 기재한다.
다만 고즈 차량센터 배치 차량(이하 고즈차) 가운데, 앞에서 서술한 편성 교환으로 오야마 차량센터(이하 오야마차)에서 전속하여 재조합된 중간차에 대해서는 특히 개량은 되지 않고 초기의 오야마 차량센터 소속 사양이다.
- 운전대 계기판의 경우 오야마차에서는 속도계·압력계나 각종 표시등류를 설치하고 있었지만, 고즈차에서는 이들을 2대의 액정식 미터 표시기에 집약했다(글래스 코크핏). 액정 모니터 화면은 2기를 준비하고 다른 한쪽이 고장나면 다른 한쪽의 모니터 화면이 백업하는 기능을 갖추고 있다. 이 외에 기관사용의 시각표 걸이는 왼쪽벽에서 우측에서의 손잡이 걸이식으로 변경하고 있다.
- 오야마 소속에서는 SC59A형 VVVF 인버터 장치를 채용하고 있었지만, 고즈차에서는 마루밑 의장 배선에서의 경량 전선 폐지에 수반한 캐논 플러그 형식의 변경, 라디오 노이즈 대책 등의 사양이 변경되었기 때문에 SC77형 VVVF 인버터 장치가 채용되었다.
- 기본 편성(10량 편성)의 전동차의 연결 위치는 오야마차에서는 2·3·7·8호차였지만, 고즈차에서는 2·3·8·9호차로 변경했다.
- 보통차의 냉방 장치 사양은 오야마차에서는 48.8kW(42,000kcal/h AU725형)에 그쳤지만, 고즈차에서는 58.1kW(50,000kcal/h AU726형 B)로 증대했다.
- 냉방 장치를 증강했기 때문에 오야마차가 탑재하는 용량 210kVA(SC66형)에서는 보조 전원 장치의 전원 용량이 부족하는 것으로 인해 고즈차에서는 용량 260kVA(SC75형·SC76형)에 증강되고 있다.
- 차량 외부 막판부에 차량 외부 방송용 스피커의 설치 공간이 확보되었다. 이것에 수반하여 승무원실 차장 스위치내에 차량 외부 방송 설비의 준비 공사가 되고 있다.
- 2005년의 니쓰 차량 제작소제의 차량(K-23·S-22이후)에서는 앞부분 스커트의 형상이 V자로 첨부된 것으로 변경되고 있다. 그 후 그 이전에 제조된 편성도 교체되었다.
- 보안 장치는 오야마차에서는 ATS-P형과 ATS-Sn형을 탑재하는데 비해 고즈차에서는 JR 도카이 구간으로의 연장 운행도 고려하여 속도 대조 조사 대응의 ATS-SN형을 탑재한다.

근교형의 주행기기

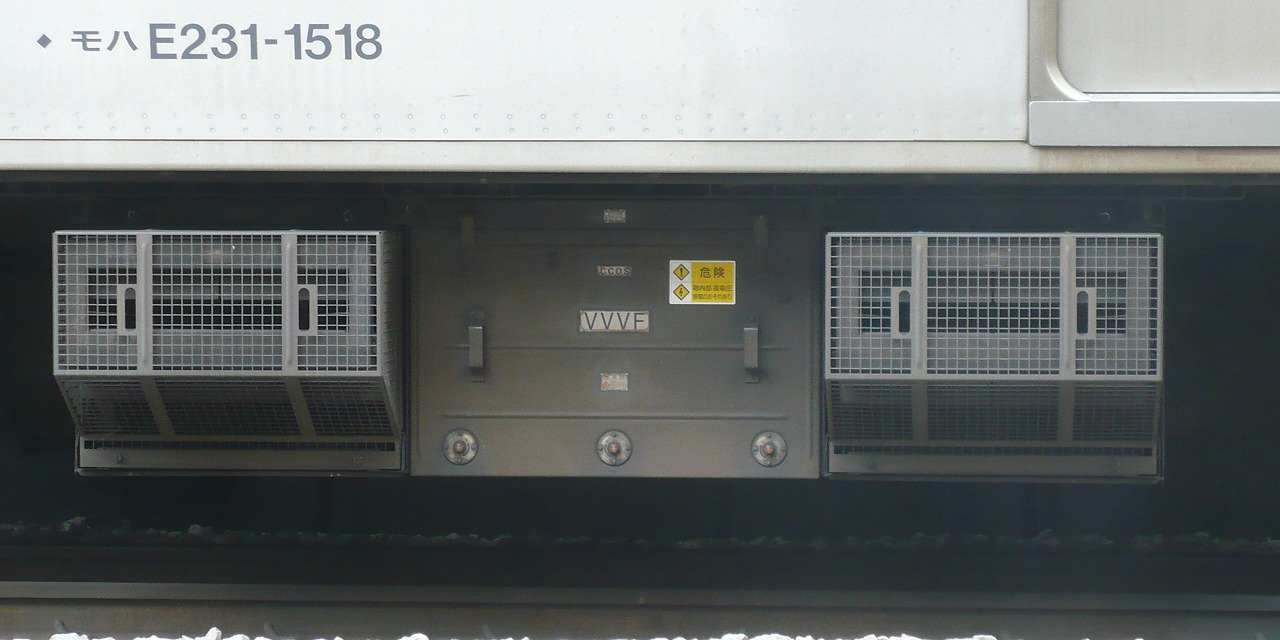
초기형 SC59A형 VVVF 인버터 장치
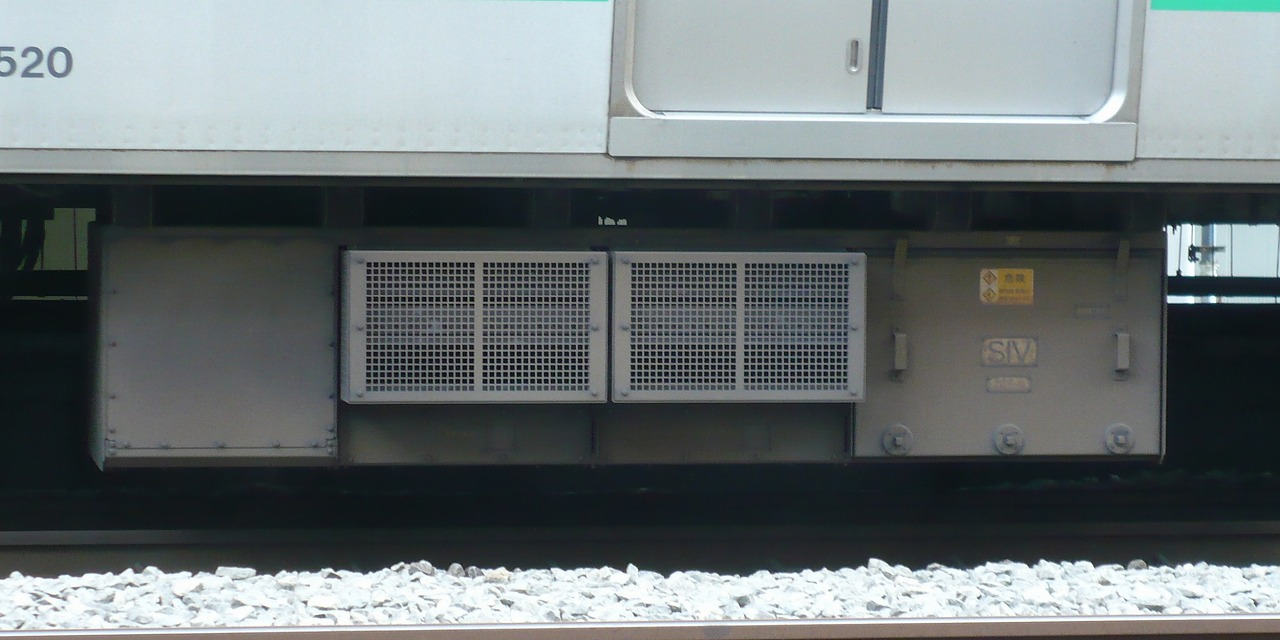
초기형 SC66형 정지형 인버터 장치
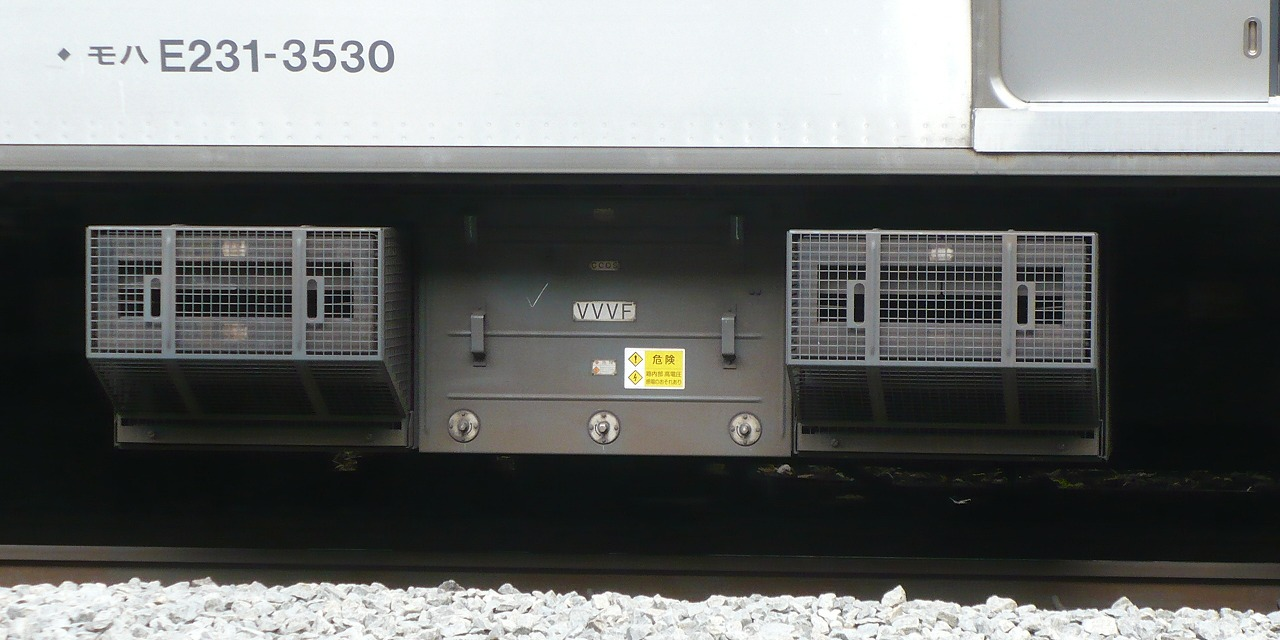
고즈에 전속된 이후의 SC77형 VVVF 인버터 장치. 외관은 SC59A형과 다르지 않다
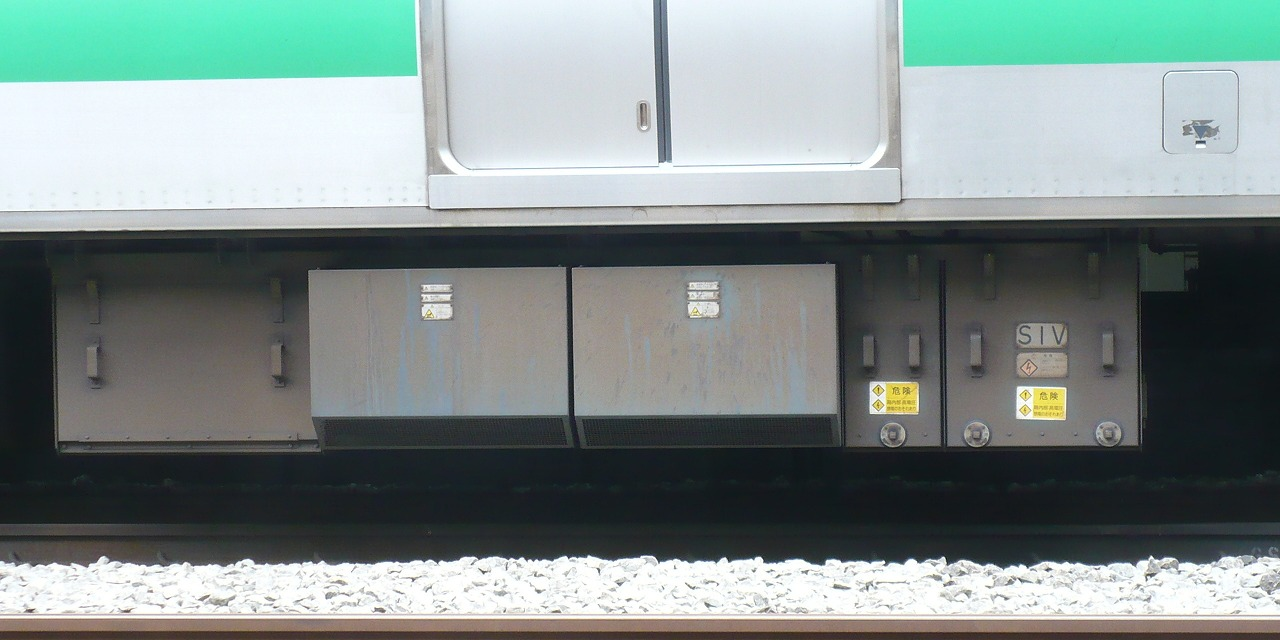
용량 증강형 SC75형 정지형 인버터 장치(도시바)
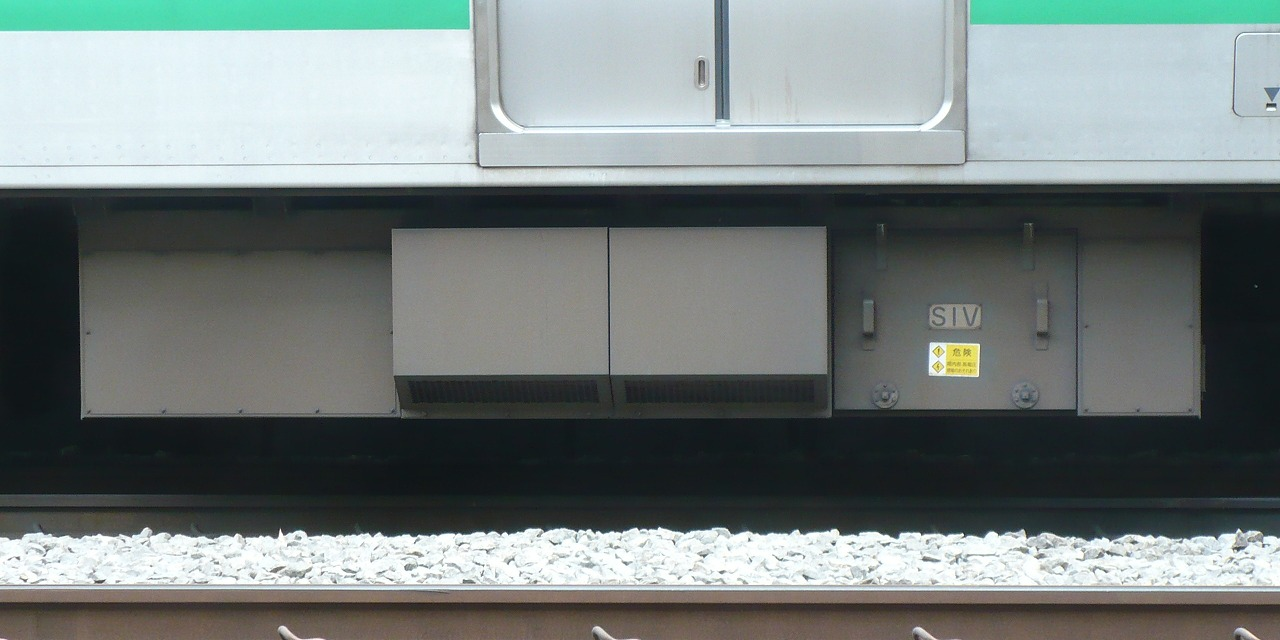
용량 증강형 SC76형 정지형 인버터 장치(후지 전기)

객실 관계
- 오야마차에서는 기본 편성(10량 편성)중 1·2호차만이 세미 크로스시트차였지만, 고즈차에서는 1·2호차에 가세하여 9·10호차에도 세미 크로스시트차를 마련했다. 다만 부속 편성(5량 편성)은 14·15호차에서의 변경은 없다.
- 오야마차에서는 좌석 쿠션 재활용성의 향상을 위해 폴리에스테르 소재가 채용되었지만, 좌석이 딱딱하고 안정감이 나쁘다는 악평이 있었기 때문에 고즈 소속 차량에서는 S용수철을 사용한 부드러운 좌석(같은 시기에 등장한 도큐 5000계와 공통)을 채용했다. 그 후 오야마 소속의 초기 투입분의 차량에도 개량형과 동일한 좌석으로 교체를 실시한 것이 존재하고 있다.
- 보통차의 화장실은 오야마차에서는 기본 편성(10량 편성)중 1호차가 휠체어 대응의 대형 서양식 변소, 6호차가 일본식이었지만, 고즈차에서는 1·10호차로의 설치로 결정되어 양쪽 모두 휠체어 대응의 대형 서양식으로 결정되었다.
- 측면 유리창은 오야마차에서는 UV컷의 열선 흡수 유리였지만, 고즈차에서는 하계시의 '온도상승'대책으로 적외선(IR)을 컷 하는 차열성의 높은 열선 흡수 유리를 채용하고 있다.
- 청각 장애인에게 베리어 프리로서 승객용 출입문 상부에 도어 개폐에 연동하여 붉게 점멸하는 '도어 개폐 표시등'을 신설하였다.
- 고즈 차량센터의 K-19·S-18편성 이후 차량은 실내 송풍기(라인데리아)의 정풍판이 알루미늄제가 되고 있다(초기차는 폴리카보네이트(polycarbonate)제).
- 자동 방송 장치가 설치되었다. 오야마차의 기본 편성에도 그린차 편입에 맞춰 설치되어 2004년 10월 16일 개정에 맞춰 사용을 개시했다. 덧붙여 부속 편성은 오야마차·고즈차 모두 당초 1등차를 연결한 기본 편성과의 병결운용 이외에는 자동 방송이 사용되어 있지 않았지만, 2005년 10월 무렵 부속 편성에서도 자동 방송이 사용되게 되었다.
- 정보 제공 장치(VIS)의 신설에 수반하여 오야마차의 1단 표시식 안내 표시기를 2단 표시식으로 변경하였다. 2단식 LED 표시기의 하단에는 열차 운행 정보나 소식 등을 표시한다.
- 오야마차에서의 연결부 관통문은 모하 E231-모하 230의 M-M'유닛 양단에 설치[41]되고 있었다. 그 후 U69편성은 거의 같은 시기에 등장한 800번대 등과 같은 경사식 호폐장치(상부 걸이식 경사 레일에 의한 도어 클로저)로 변경되었다.
- 고즈차로 조기에 완성된 K-01·K-02편성, S-01·S-02편성의 4편성에 관해서는 종래의 오야마차와 설치 개소는 동일했지만, K-03·S-03편성 이후에는 모든 연결부에 경사식 호폐장치의 관통문이 설치되었다. 그 때문에 3호차의 2호차측, 8호차의 7호차측(고즈차는 9호차의 8호차측), 10호차(고즈차는 미설치), 13호차의 12호차측, 15호차에 증가하고 있다.

2006년 이후의 오야마 차량센터 증비차
2006년 이후에 재차 오야마 차량센터에 배치된 차량에서는 아래의 점에서 고즈 차량센터 차량의 요소를 도입하고 있다. 다만 편성중의 롱시트·세미 크로스시트 차량의 구성, 편성내의 화장실 위치 등은 기존의 오야마 차량센터 소속차와 동일한 사양이 되고 있다. 다만 6호차의 화장실은 일본식에서 서양식으로 변경되고 있다.
- 운전대의 글래스 코크핏화
- 제어장치에 SC77형을 채용
- 보통차의 냉방 장치를 능력 향상형(AU726형)으로, 거기에 따르는 보조 전원 장치의 용량 증강형(SC75형·SC76형) 탑재
- VIS 장치 대응의 2단식 차내 안내 표시기 설치
- 측창에 UV컷+IR컷 유리의 채용
- 자동 방송 장치의 채용과 차량 외부 스피커 설치 공간의 준비 공사
- 차내 도어 상부에 도어 개폐 안내 표시등 설치
- 각 차량간 한쪽 측면에 경사식 호폐기구 부착의 관통문 증설

#### 번대 구분
E231계 근교형의 번대 구분은 아래의 규칙에 따라 행해져 구체적인 예는 아래 표대로이다.
- 한지 사양(근교형은 모든 차량이 해당)… +1000
- 선두차(충격 흡수 구조)… +5000
- 좌석의 형태
  - 롱시트차 … +0
  - 세미 크로스시트차 … +2000
  - 각 차량별 좌석 형태가 다른 전동차 유닛 … 각각+500
- 화장실 탑재
  - 화장실이 있는 중간 보통차 … +5000
  - 화장실이 있는 쿠하 E231형 … +500
  - 화장실이 있는 쿠하 E230형 … +0

| 형식・번대        | 형식・번대          | 형식・번대 | 형식・번대 | 좌석                  | 전동차 유닛의 좌석 형태 화장실     | 해당 차량     | 해당 차량     | 해당 차량    |
| 형식・번대        | 형식・번대          | 형식・번대 | 형식・번대 | 좌석                  | 전동차 유닛의 좌석 형태 화장실     | 오야마 소속차 | 오야마 소속차 | 고즈 소속차  |
| ----------------- | ------------------- | ---------- | ---------- | --------------------- | ---------------------------------- | ------------- | ------------- | ------------ |
|                   |                     |            |            |                       |                                    |               |               |              |
| 한지 사양 (+1000) | 쿠하 선두차 (+5000) | E231형     | 6000번대   | 롱시트 (+0)           |                                    | 10호차        | 10호차        |              |
| 한지 사양 (+1000) | 쿠하 선두차 (+5000) | E231형     | 8000번대   | 세미크로스시트(+2000) | 15호차                             | 15호차        | 15호차        |              |
| 한지 사양 (+1000) | 쿠하 선두차 (+5000) | E231형     | 8500번대   | 세미크로스시트(+2000) | 화장실이 있는 쿠하 E231형(+500)    |               |               | 10호차       |
| 한지 사양 (+1000) | 쿠하 선두차 (+5000) | E230형     | 6000번대   | 롱시트(+0)            | 화장실이 있는 E230형(+0)           | 11호차        | 11호차        | 11호차       |
| 한지 사양 (+1000) | 쿠하 선두차 (+5000) | E230형     | 8000번대   | 세미크로스(+2000)     | 화장실이 있는 E230형(+0)           | 1호차         | 1호차         | 1호차        |
| 한지 사양 (+1000) | 모하                | E231형     | 1000번대   | 롱시트(+0)            |                                    | 8호차         | 13호차        | 13호차       |
| 한지 사양 (+1000) | 모하                | E230형     | 1000번대   | 롱시트(+0)            | 7호차                              | 12호차        | 12호차        |              |
| 한지 사양 (+1000) | 모하                | E231형     | 1500번대   | 롱시트(+0)            | 좌석 형태가 다른 전동차유닛 (+500) | 3호차         | 3호차         | 3호차        |
| 한지 사양 (+1000) | 모하                | E230형     | 3500번대   | 세미크로스(+2000)     | 좌석 형태가 다른 전동차유닛 (+500) | 2호차         | 2호차         | 2호차        |
| 한지 사양 (+1000) | 모하                | E231형     | 3500번대   | 세미크로스(+2000)     | 좌석 형태가 다른 전동차유닛 (+500) |               |               | 9호차        |
| 한지 사양 (+1000) | 모하                | E230형     | 1500번대   | 롱시트(+0)            | 좌석 형태가 다른 전동차유닛 (+500) |               |               | 8호차        |
| 한지 사양 (+1000) | 사하                | E231형     | 1000번대   | 롱시트(+0)            |                                    | 9호차※1       | 9호차※1       | 6호차、7호차 |
| 한지 사양 (+1000) | 사하                | E231형     | 3000번대   | 세미크로스(+2000)     | 14호차                             | 14호차        | 14호차        |              |
| 한지 사양 (+1000) | 사하                | E231형     | 6000번대   | 롱시트(+0)            | 화장실이 있는 중간 보통차(+5000)   | 6호차         | 6호차         |              |
| 한지 사양 (+1000) | 사로                | E231형     | 1000번대   | 그린차                |                                    | 5호차         | 5호차         | 5호차        |
| 한지 사양 (+1000) | 사로                | E230형     | 1000번대   | 그린차                | 4호차                              | 4호차         | 4호차         |              |

※1 오야마 소속차는 그린차 조성 이전 4호차와 5호차에도 사하 E231형 1000번대를 연결하고 있었다.

#### 편성 조성
- 기본 편성과 부속 편성을 병결할 때에는 기본 편성이 우에노·아타미 방향, 부속 편성이 구로이소·마에바시·도쿄 방향이 된다
- 10량 편성(기본 편성)은 우에노·아타미방향 1호차, 쿠로이소·마에바시·도쿄방향 10호차. 5량 편성(부속 편성)은 우에노·아타미방향 11호차, 쿠로이소·마에바시·도쿄방향 15호차
- 범례
  - [차]WC…휠체어 대응 대형 서양식 화장실, 화WC…일본식 화장실, 양WC…서양식 화장실, [세]…세면소
  - [승]…승무원실, [업]…업무용실

오야마 차량센터 소속 차량
|                          |            | ←구로이소·마에바시우에노·즈시→ |                 |                    |                 |                 |                                                                                        |                                                                                        |                                                                                        |                                                                                        |                                                                                        |
|                          |            |                                |                 |                    |                 |                 |                                                                                        |                                                                                        |                                                                                        |                                                                                        |                                                                                        |
| 10량 편성시 (기본 편성） | 호차       | 10                             | 9               | 8                  | 7               | 6               | 5                                                                                      | 4                                                                                      | 3                                                                                      | 2                                                                                      | 1                                                                                      |
| 10량 편성시 (기본 편성） | 형식       | 쿠하 E231 -6000                | 사하 E231 -1000 | ＞ 모하 E231 -1000 | 모하 E230 -1000 | 사하 E231 -6000 | 사로 E231 -1000                                                                        | 사로 E230 -1000                                                                        | ＞ 모하 E231 -1500                                                                     | 모하 E230 -3500                                                                        | 쿠하 E230 -8000                                                                        |
| 10량 편성시 (기본 편성） | 좌석       | 롱시트                         | 롱시트          | 롱시트             | 롱시트          | 롱시트          | 그린차                                                                                 | 그린차                                                                                 | 롱시트                                                                                 | 세미크로스                                                                             | 세미크로스                                                                             |
| 10량 편성시 (기본 편성） | 그 외 설비 |                                |                 |                    |                 | 화WC ※          | 양WC, [세]                                                                             | [승], [업]                                                                             |                                                                                        |                                                                                        | [차]WC                                                                                 |
| 10량 편성시 (기본 편성） | 탑재 기기  |                                |                 | VVVF               | SIV,CP          |                 |                                                                                        |                                                                                        | VVVF                                                                                   | CP,SIV                                                                                 |                                                                                        |
| 10량 편성시 (기본 편성） | 차량 정원  | 143명                          | 162명           | 162명              | 162명           | 158명           | 90명                                                                                   | 90명                                                                                   | 162명                                                                                  | 162명                                                                                  | 138명                                                                                  |
| 5량 편성 (부속 편성）    | 호차       | 15                             | 14              | 13                 | 12              | 11              | ※：2006년에 증비된 기본 편성 6호차의 화장실은 일본식이 아닌 휠체어비대응의 서양식이다. | ※：2006년에 증비된 기본 편성 6호차의 화장실은 일본식이 아닌 휠체어비대응의 서양식이다. | ※：2006년에 증비된 기본 편성 6호차의 화장실은 일본식이 아닌 휠체어비대응의 서양식이다. | ※：2006년에 증비된 기본 편성 6호차의 화장실은 일본식이 아닌 휠체어비대응의 서양식이다. | ※：2006년에 증비된 기본 편성 6호차의 화장실은 일본식이 아닌 휠체어비대응의 서양식이다. |
| 5량 편성 (부속 편성）    | 형식       | 쿠하 E231 -8000                | 사하 E231 -3000 | ＞ 모하 E231 -1000 | 모하 E230 -1000 | 쿠하 E230 -6000 | ※：2006년에 증비된 기본 편성 6호차의 화장실은 일본식이 아닌 휠체어비대응의 서양식이다. | ※：2006년에 증비된 기본 편성 6호차의 화장실은 일본식이 아닌 휠체어비대응의 서양식이다. | ※：2006년에 증비된 기본 편성 6호차의 화장실은 일본식이 아닌 휠체어비대응의 서양식이다. | ※：2006년에 증비된 기본 편성 6호차의 화장실은 일본식이 아닌 휠체어비대응의 서양식이다. | ※：2006년에 증비된 기본 편성 6호차의 화장실은 일본식이 아닌 휠체어비대응의 서양식이다. |
| 5량 편성 (부속 편성）    | 좌석       | 세미크로스                     | 세미크로스      | 롱시트             | 롱시트          | 롱시트          | ※：2006년에 증비된 기본 편성 6호차의 화장실은 일본식이 아닌 휠체어비대응의 서양식이다. | ※：2006년에 증비된 기본 편성 6호차의 화장실은 일본식이 아닌 휠체어비대응의 서양식이다. | ※：2006년에 증비된 기본 편성 6호차의 화장실은 일본식이 아닌 휠체어비대응의 서양식이다. | ※：2006년에 증비된 기본 편성 6호차의 화장실은 일본식이 아닌 휠체어비대응의 서양식이다. | ※：2006년에 증비된 기본 편성 6호차의 화장실은 일본식이 아닌 휠체어비대응의 서양식이다. |
| 5량 편성 (부속 편성）    | 그 외 설비 |                                |                 |                    |                 | [차]WC          | ※：2006년에 증비된 기본 편성 6호차의 화장실은 일본식이 아닌 휠체어비대응의 서양식이다. | ※：2006년에 증비된 기본 편성 6호차의 화장실은 일본식이 아닌 휠체어비대응의 서양식이다. | ※：2006년에 증비된 기본 편성 6호차의 화장실은 일본식이 아닌 휠체어비대응의 서양식이다. | ※：2006년에 증비된 기본 편성 6호차의 화장실은 일본식이 아닌 휠체어비대응의 서양식이다. | ※：2006년에 증비된 기본 편성 6호차의 화장실은 일본식이 아닌 휠체어비대응의 서양식이다. |
| 5량 편성 (부속 편성）    | 탑재 기기  |                                |                 | VVVF               | CP,SIV          |                 | ※：2006년에 증비된 기본 편성 6호차의 화장실은 일본식이 아닌 휠체어비대응의 서양식이다. | ※：2006년에 증비된 기본 편성 6호차의 화장실은 일본식이 아닌 휠체어비대응의 서양식이다. | ※：2006년에 증비된 기본 편성 6호차의 화장실은 일본식이 아닌 휠체어비대응의 서양식이다. | ※：2006년에 증비된 기본 편성 6호차의 화장실은 일본식이 아닌 휠체어비대응의 서양식이다. | ※：2006년에 증비된 기본 편성 6호차의 화장실은 일본식이 아닌 휠체어비대응의 서양식이다. |
| 5량 편성 (부속 편성）    | 차량 정원  | 143명                          | 162명           | 162명              | 162명           | 138명           | ※：2006년에 증비된 기본 편성 6호차의 화장실은 일본식이 아닌 휠체어비대응의 서양식이다. | ※：2006년에 증비된 기본 편성 6호차의 화장실은 일본식이 아닌 휠체어비대응의 서양식이다. | ※：2006년에 증비된 기본 편성 6호차의 화장실은 일본식이 아닌 휠체어비대응의 서양식이다. | ※：2006년에 증비된 기본 편성 6호차의 화장실은 일본식이 아닌 휠체어비대응의 서양식이다. | ※：2006년에 증비된 기본 편성 6호차의 화장실은 일본식이 아닌 휠체어비대응의 서양식이다. |

고즈 차량센터 소속 차량
|                        |              | ←마에바시·도쿄우에노·아타미→ |                    |                    |                 |                 |                 |                 |                    |                 |                 |
|                        |              |                              |                    |                    |                 |                 |                 |                 |                    |                 |                 |
| 10량 편성 (기본 편성） | 호차         | 10                           | 9                  | 8                  | 7               | 6               | 5               | 4               | 3                  | 2               | 1               |
| 10량 편성 (기본 편성） | 형식         | 쿠하 E231 -8500              | ＞ 모하 E231 -3500 | 모하 E230 -1500    | 사하 E231 -1000 | 사하 E231 -1000 | 사로 E231 -1000 | 사로 E230 -1000 | ＞ 모하 E231 -1500 | 모하 E230 -3500 | 쿠하 E230 -8000 |
| 10량 편성 (기본 편성） | 좌석         | 세미크로스                   | 세미크로스         | 롱시트             | 롱시트          | 롱시트          | 그린차          | 그린차          | 롱시트             | 세미크로스      | 세미크로스      |
| 10량 편성 (기본 편성） | 그 외의 설비 | [차]WC                       |                    |                    |                 |                 | 양WC, [세]      | [승], [업]      |                    |                 | [차]WC          |
| 10량 편성 (기본 편성） | 탑재 기기    |                              | VVVF               | SIV,CP             |                 |                 |                 |                 | VVVF               | CP,SIV          |                 |
| 10량 편성 (기본 편성） | 차량 정원    | 138명                        | 162명              | 162명              | 162명           | 162명           | 90명            | 90명            | 162명              | 162명           | 138명           |
| 10량 편성 (기본 편성） | 차량 중량    | 27.9t                        | 29.4t              | 29.3t              | 23.0t           | 23.0t           | 36.1t           | 35.4t           | 28.8t              | 29.9t           | 27.8t           |
| 5량 편성 (부속 편성）  | 호차         | 15                           | 14                 | 13                 | 12              | 11              |                 |                 |                    |                 |                 |
| 5량 편성 (부속 편성）  | 형식         | 쿠하 E231 -8000              | 사하 E231 -3000    | ＞ 모하 E231 -1000 | 모하 E230 -1000 | 쿠하 E230 -6000 |                 |                 |                    |                 |                 |
| 5량 편성 (부속 편성）  | 좌석         | 세미크로스                   | 세미크로스         | 롱시트             | 롱시트          | 롱시트          |                 |                 |                    |                 |                 |
| 5량 편성 (부속 편성）  | 그 외의 설비 |                              |                    |                    |                 | [차]WC          |                 |                 |                    |                 |                 |
| 5량 편성 (부속 편성）  | 탑재 기기    |                              |                    | VVVF               | CP,SIV          |                 |                 |                 |                    |                 |                 |
| 5량 편성 (부속 편성）  | 차량 정원    | 143명                        | 162명              | 162명              | 162명           | 138명           |                 |                 |                    |                 |                 |

(참고) 그린차 조성 이전의 오야마 차량센터 소속 기본 편성
|                        |              | ←구로이소·마에바시우에노·즈시→ |                |                    |                 |                 |                 |                 |                    |                 |                 |
|                        |              |                                |                |                    |                 |                 |                 |                 |                    |                 |                 |
| 10량 편성 (기본 편성） | 호차         | 10                             | 9              | 8                  | 7               | 6               | 5               | 4               | 3                  | 2               | 1               |
| 10량 편성 (기본 편성） | 형식         | 쿠하 E231 -6000                | 사하E231 -1000 | ＞ 모하 E231 -1000 | 모하 E230 -1000 | 사하 E231 -6000 | 사하 E231 -1000 | 사하 E231 -1000 | ＞ 모하 E231 -1500 | 모하 E230 -3500 | 쿠하 E230 -8000 |
| 10량 편성 (기본 편성） | 좌석         | 롱                             | 롱             | 롱                 | 롱              | 롱              | 롱              | 롱              | 롱                 | 세미크로스      | 세미크로스      |
| 10량 편성 (기본 편성） | 그 외의 설비 |                                |                |                    |                 | 화WC            |                 |                 |                    |                 | [차]WC          |
| 10량 편성 (기본 편성） | 탑재 기기    |                                |                | VVVF               | SIV,CP          |                 |                 |                 | VVVF               | SIV,CP          |                 |
| 10량 편성 (기본 편성） | 차량 정원    | 143명                          | 162명          | 162명              | 162명           | 158명           | 162명           | 162명           | 162명              | 162명           | 138명           |
| 10량 편성 (기본 편성） | 차량 중량(t) | 26.4                           | 22.2           | 28.4               | 28.7            | 23.4            | 22.2            | 22.2            | 28.4               | 28.7            | 28.0            |

- 부속 편성의 편성 형태는 현재와 동일하다

#### 행선 표시
- 측면의 행선 표시기에는 통근형과 같이 행선지와 노선명이 교대로 표시된다. 복수의 노선을 직통하는 경우는 복수의 노선명이 동시에 표시된다(예를 들어 도카이도선·이토선을 직통하는 열차에서는 '도카이도 이토선', 다카사키선·조에쓰선·료모선을 직통하는 열차에서는 '다카사키·료모선'이라고 표시). 다만 우쓰노미야선 및 다카사키선의 우에노행 상행 열차에서는 노선을 표시하지 않고 '우에노'라고 단독으로 표시한다.

- 전면의 행선 표시기에는 기본적으로 노선명만을 표시한다. 다만 우쓰노미야선 및 다카사키선의 우에노행 상행 열차에서는 노선을 표시하지 않고 '우에노'로 표시한다. 또한 쇼난 신주쿠 라인의 열차에서는, '쇼난 신주쿠 라인' '00선 직통'을 교대로 표시한다(예：'쇼난 신주쿠 라인' → '다카사키선 직통').

- 그 외에 이전에는 113계·115계·211계에 맞추는 형태로 '아카바네'(우쓰노미야선·다카사키선), '구마가야'(다카사키선), '우쓰노미야'(닛코선), '다카사키'(신에쓰선), '다카사키'(조에쓰선), '다카사키'(아즈마선) 등의 주요역도 표시할 수 있도록 설정되어 있었지만, 쇼난 신주쿠 라인 특별 쾌속 등 계통을 늘렸을 때에 소거된다[43]. 또한 동시에 이전에는 설정이 없었던 '고노스'(다카사키선) 및 '코가'(우쓰노미야선)가 더해지고 있다[44]. 고노스·코가에 가세하여 '혼조'(다카사키선)[45] 등 통상의 다이어(2008년 기준)에서는 설정될리 없는 행선지에 대해서도 표시가 가능하다.

- 본계열은 JR 도카이 관내의 도카이도선 아타미 - 누마즈, 고텐바선 고즈 - 야마기타에도 직통 운행하기 위해, 전제의 '누마즈', '고즈'(고텐바선), '야마기타'(고텐바선), '야마기타'(도카이도 고텐바선)의 표시가 가능하다.

- 2008년 시점에서 행선지 표시가 가능한 역의 최서단은 '누마즈', 최남단은 '이토', 최북단은 '마에바시'(다카사키·료모선측)과 '구로이소'(우쓰노미야선측)이다.

#### 자동 방송
자동 방송은 일본어와 영어의 2개국어로 실시되며 일본어는 미우라 나오코, 영어는 크리스탈 치아리가 각각 담당하고 있다. 분할 안내나 이토선·도카이도 본선 누마즈-아타미간·고텐바 선의 안내 방송도 가능하다.
안내는 역에 따라 다르고 시발 역이나 주요 역 등의 출발 후에는 종별이나 행선 등이 방송된다. 역간이 긴 구간에서는 출발 직후에 "次は○○です" 문안이, 도착 전에는 "まもなく○○ - ○○ - お出口は（右or左）側です"로 방송된다. 역간이 짧은 구간에서는 "まもなく - "이 생략되고 "次は○○ - ○○ - お出口は（右or左）側です"가 방송된다. 환승 안내 등은 설정에 따라 생략할 수 있어 아침저녁 러시아워(7:00-9:30, 17:00-19:30)에는 자동적으로 환승 안내가 생략된다. 출입문 방향의 방송은 도착 홈이 여러개 있는 역에서 차장의 버튼 조작이 필요하며 잊은 경우에는 안내되지 않는 것이 있다. 또한 영어 방송도 도중 역에서는 "The next station is ○○.'이나 종착 역에서는 "The next station is○ ○ terminal."로 변한다.

## 같이 보기
- 동일본 여객철도 E233계 전동차
- 동일본 여객철도 E331계 전동차
- 동일본 여객철도 E531계 전동차
- 도쿄도 교통국 10-300형 전동차
- 도쿄 급행 전철 5000계 전동차 (2002년 도입)
- 난카이 전기 철도 8000계 전동차 (2007년 도입)